# 1910
Portal Geschichte | Portal Biografien | Aktuelle Ereignisse | Jahreskalender | Tagesartikel

◄ |
19. Jahrhundert |
20. Jahrhundert
| 21. Jahrhundert

◄ |
1880er |
1890er |
1900er |
1910er
| 1920er | 1930er | 1940er | ►

◄◄ |
◄ |
1906 |
1907 |
1908 |
1909 |
1910
| 1911 | 1912 | 1913 | 1914 | ► | ►►
Staatsoberhäupter · Wahlen · Nekrolog · Kunstjahr · Literaturjahr · Musikjahr · Filmjahr  · Sportjahr
| Januar | Januar | Januar | Januar | Januar | Januar | Januar | Januar |
| Kw     | Mo     | Di     | Mi     | Do     | Fr     | Sa     | So     |
| ------ | ------ | ------ | ------ | ------ | ------ | ------ | ------ |
| 52     |        |        |        |        |        | 1      | 2      |
| 1      | 3      | 4      | 5      | 6      | 7      | 8      | 9      |
| 2      | 10     | 11     | 12     | 13     | 14     | 15     | 16     |
| 3      | 17     | 18     | 19     | 20     | 21     | 22     | 23     |
| 4      | 24     | 25     | 26     | 27     | 28     | 29     | 30     |
| 5      | 31     |        |        |        |        |        |        |

| Februar | Februar | Februar | Februar | Februar | Februar | Februar | Februar |
| Kw      | Mo      | Di      | Mi      | Do      | Fr      | Sa      | So      |
| ------- | ------- | ------- | ------- | ------- | ------- | ------- | ------- |
| 5       |         | 1       | 2       | 3       | 4       | 5       | 6       |
| 6       | 7       | 8       | 9       | 10      | 11      | 12      | 13      |
| 7       | 14      | 15      | 16      | 17      | 18      | 19      | 20      |
| 8       | 21      | 22      | 23      | 24      | 25      | 26      | 27      |
| 9       | 28      |         |         |         |         |         |         |

| März | März | März | März | März | März | März | März |
| Kw   | Mo   | Di   | Mi   | Do   | Fr   | Sa   | So   |
| ---- | ---- | ---- | ---- | ---- | ---- | ---- | ---- |
| 9    |      | 1    | 2    | 3    | 4    | 5    | 6    |
| 10   | 7    | 8    | 9    | 10   | 11   | 12   | 13   |
| 11   | 14   | 15   | 16   | 17   | 18   | 19   | 20   |
| 12   | 21   | 22   | 23   | 24   | 25   | 26   | 27   |
| 13   | 28   | 29   | 30   | 31   |      |      |      |

| April | April | April | April | April | April | April | April |
| Kw    | Mo    | Di    | Mi    | Do    | Fr    | Sa    | So    |
| ----- | ----- | ----- | ----- | ----- | ----- | ----- | ----- |
| 13    |       |       |       |       | 1     | 2     | 3     |
| 14    | 4     | 5     | 6     | 7     | 8     | 9     | 10    |
| 15    | 11    | 12    | 13    | 14    | 15    | 16    | 17    |
| 16    | 18    | 19    | 20    | 21    | 22    | 23    | 24    |
| 17    | 25    | 26    | 27    | 28    | 29    | 30    |       |

| Mai | Mai | Mai | Mai | Mai | Mai | Mai | Mai |
| Kw  | Mo  | Di  | Mi  | Do  | Fr  | Sa  | So  |
| --- | --- | --- | --- | --- | --- | --- | --- |
| 17  |     |     |     |     |     |     | 1   |
| 18  | 2   | 3   | 4   | 5   | 6   | 7   | 8   |
| 19  | 9   | 10  | 11  | 12  | 13  | 14  | 15  |
| 20  | 16  | 17  | 18  | 19  | 20  | 21  | 22  |
| 21  | 23  | 24  | 25  | 26  | 27  | 28  | 29  |
| 22  | 30  | 31  |     |     |     |     |     |

| Juni | Juni | Juni | Juni | Juni | Juni | Juni | Juni |
| Kw   | Mo   | Di   | Mi   | Do   | Fr   | Sa   | So   |
| ---- | ---- | ---- | ---- | ---- | ---- | ---- | ---- |
| 22   |      |      | 1    | 2    | 3    | 4    | 5    |
| 23   | 6    | 7    | 8    | 9    | 10   | 11   | 12   |
| 24   | 13   | 14   | 15   | 16   | 17   | 18   | 19   |
| 25   | 20   | 21   | 22   | 23   | 24   | 25   | 26   |
| 26   | 27   | 28   | 29   | 30   |      |      |      |

| Juli | Juli | Juli | Juli | Juli | Juli | Juli | Juli |
| Kw   | Mo   | Di   | Mi   | Do   | Fr   | Sa   | So   |
| ---- | ---- | ---- | ---- | ---- | ---- | ---- | ---- |
| 26   |      |      |      |      | 1    | 2    | 3    |
| 27   | 4    | 5    | 6    | 7    | 8    | 9    | 10   |
| 28   | 11   | 12   | 13   | 14   | 15   | 16   | 17   |
| 29   | 18   | 19   | 20   | 21   | 22   | 23   | 24   |
| 30   | 25   | 26   | 27   | 28   | 29   | 30   | 31   |

| August | August | August | August | August | August | August | August |
| Kw     | Mo     | Di     | Mi     | Do     | Fr     | Sa     | So     |
| ------ | ------ | ------ | ------ | ------ | ------ | ------ | ------ |
| 31     | 1      | 2      | 3      | 4      | 5      | 6      | 7      |
| 32     | 8      | 9      | 10     | 11     | 12     | 13     | 14     |
| 33     | 15     | 16     | 17     | 18     | 19     | 20     | 21     |
| 34     | 22     | 23     | 24     | 25     | 26     | 27     | 28     |
| 35     | 29     | 30     | 31     |        |        |        |        |

| September | September | September | September | September | September | September | September |
| Kw        | Mo        | Di        | Mi        | Do        | Fr        | Sa        | So        |
| --------- | --------- | --------- | --------- | --------- | --------- | --------- | --------- |
| 35        |           |           |           | 1         | 2         | 3         | 4         |
| 36        | 5         | 6         | 7         | 8         | 9         | 10        | 11        |
| 37        | 12        | 13        | 14        | 15        | 16        | 17        | 18        |
| 38        | 19        | 20        | 21        | 22        | 23        | 24        | 25        |
| 39        | 26        | 27        | 28        | 29        | 30        |           |           |

| Oktober | Oktober | Oktober | Oktober | Oktober | Oktober | Oktober | Oktober |
| Kw      | Mo      | Di      | Mi      | Do      | Fr      | Sa      | So      |
| ------- | ------- | ------- | ------- | ------- | ------- | ------- | ------- |
| 39      |         |         |         |         |         | 1       | 2       |
| 40      | 3       | 4       | 5       | 6       | 7       | 8       | 9       |
| 41      | 10      | 11      | 12      | 13      | 14      | 15      | 16      |
| 42      | 17      | 18      | 19      | 20      | 21      | 22      | 23      |
| 43      | 24      | 25      | 26      | 27      | 28      | 29      | 30      |
| 44      | 31      |         |         |         |         |         |         |

| November | November | November | November | November | November | November | November |
| Kw       | Mo       | Di       | Mi       | Do       | Fr       | Sa       | So       |
| -------- | -------- | -------- | -------- | -------- | -------- | -------- | -------- |
| 44       |          | 1        | 2        | 3        | 4        | 5        | 6        |
| 45       | 7        | 8        | 9        | 10       | 11       | 12       | 13       |
| 46       | 14       | 15       | 16       | 17       | 18       | 19       | 20       |
| 47       | 21       | 22       | 23       | 24       | 25       | 26       | 27       |
| 48       | 28       | 29       | 30       |          |          |          |          |

| Dezember | Dezember | Dezember | Dezember | Dezember | Dezember | Dezember | Dezember |
| Kw       | Mo       | Di       | Mi       | Do       | Fr       | Sa       | So       |
| -------- | -------- | -------- | -------- | -------- | -------- | -------- | -------- |
| 48       |          |          |          | 1        | 2        | 3        | 4        |
| 49       | 5        | 6        | 7        | 8        | 9        | 10       | 11       |
| 50       | 12       | 13       | 14       | 15       | 16       | 17       | 18       |
| 51       | 19       | 20       | 21       | 22       | 23       | 24       | 25       |
| 52       | 26       | 27       | 28       | 29       | 30       | 31       |          |

| Januar | Januar | Januar | Januar | Januar | Januar | Januar | Januar |
| Kw     | Mo     | Di     | Mi     | Do     | Fr     | Sa     | So     |
| ------ | ------ | ------ | ------ | ------ | ------ | ------ | ------ |
| 52     |        |        |        |        |        | 1      | 2      |
| 1      | 3      | 4      | 5      | 6      | 7      | 8      | 9      |
| 2      | 10     | 11     | 12     | 13     | 14     | 15     | 16     |
| 3      | 17     | 18     | 19     | 20     | 21     | 22     | 23     |
| 4      | 24     | 25     | 26     | 27     | 28     | 29     | 30     |
| 5      | 31     |        |        |        |        |        |        |

| Februar | Februar | Februar | Februar | Februar | Februar | Februar | Februar |
| Kw      | Mo      | Di      | Mi      | Do      | Fr      | Sa      | So      |
| ------- | ------- | ------- | ------- | ------- | ------- | ------- | ------- |
| 5       |         | 1       | 2       | 3       | 4       | 5       | 6       |
| 6       | 7       | 8       | 9       | 10      | 11      | 12      | 13      |
| 7       | 14      | 15      | 16      | 17      | 18      | 19      | 20      |
| 8       | 21      | 22      | 23      | 24      | 25      | 26      | 27      |
| 9       | 28      |         |         |         |         |         |         |

| März | März | März | März | März | März | März | März |
| Kw   | Mo   | Di   | Mi   | Do   | Fr   | Sa   | So   |
| ---- | ---- | ---- | ---- | ---- | ---- | ---- | ---- |
| 9    |      | 1    | 2    | 3    | 4    | 5    | 6    |
| 10   | 7    | 8    | 9    | 10   | 11   | 12   | 13   |
| 11   | 14   | 15   | 16   | 17   | 18   | 19   | 20   |
| 12   | 21   | 22   | 23   | 24   | 25   | 26   | 27   |
| 13   | 28   | 29   | 30   | 31   |      |      |      |

| April | April | April | April | April | April | April | April |
| Kw    | Mo    | Di    | Mi    | Do    | Fr    | Sa    | So    |
| ----- | ----- | ----- | ----- | ----- | ----- | ----- | ----- |
| 13    |       |       |       |       | 1     | 2     | 3     |
| 14    | 4     | 5     | 6     | 7     | 8     | 9     | 10    |
| 15    | 11    | 12    | 13    | 14    | 15    | 16    | 17    |
| 16    | 18    | 19    | 20    | 21    | 22    | 23    | 24    |
| 17    | 25    | 26    | 27    | 28    | 29    | 30    |       |

| Mai | Mai | Mai | Mai | Mai | Mai | Mai | Mai |
| Kw  | Mo  | Di  | Mi  | Do  | Fr  | Sa  | So  |
| --- | --- | --- | --- | --- | --- | --- | --- |
| 17  |     |     |     |     |     |     | 1   |
| 18  | 2   | 3   | 4   | 5   | 6   | 7   | 8   |
| 19  | 9   | 10  | 11  | 12  | 13  | 14  | 15  |
| 20  | 16  | 17  | 18  | 19  | 20  | 21  | 22  |
| 21  | 23  | 24  | 25  | 26  | 27  | 28  | 29  |
| 22  | 30  | 31  |     |     |     |     |     |

| Juni | Juni | Juni | Juni | Juni | Juni | Juni | Juni |
| Kw   | Mo   | Di   | Mi   | Do   | Fr   | Sa   | So   |
| ---- | ---- | ---- | ---- | ---- | ---- | ---- | ---- |
| 22   |      |      | 1    | 2    | 3    | 4    | 5    |
| 23   | 6    | 7    | 8    | 9    | 10   | 11   | 12   |
| 24   | 13   | 14   | 15   | 16   | 17   | 18   | 19   |
| 25   | 20   | 21   | 22   | 23   | 24   | 25   | 26   |
| 26   | 27   | 28   | 29   | 30   |      |      |      |

| Juli | Juli | Juli | Juli | Juli | Juli | Juli | Juli |
| Kw   | Mo   | Di   | Mi   | Do   | Fr   | Sa   | So   |
| ---- | ---- | ---- | ---- | ---- | ---- | ---- | ---- |
| 26   |      |      |      |      | 1    | 2    | 3    |
| 27   | 4    | 5    | 6    | 7    | 8    | 9    | 10   |
| 28   | 11   | 12   | 13   | 14   | 15   | 16   | 17   |
| 29   | 18   | 19   | 20   | 21   | 22   | 23   | 24   |
| 30   | 25   | 26   | 27   | 28   | 29   | 30   | 31   |

| August | August | August | August | August | August | August | August |
| Kw     | Mo     | Di     | Mi     | Do     | Fr     | Sa     | So     |
| ------ | ------ | ------ | ------ | ------ | ------ | ------ | ------ |
| 31     | 1      | 2      | 3      | 4      | 5      | 6      | 7      |
| 32     | 8      | 9      | 10     | 11     | 12     | 13     | 14     |
| 33     | 15     | 16     | 17     | 18     | 19     | 20     | 21     |
| 34     | 22     | 23     | 24     | 25     | 26     | 27     | 28     |
| 35     | 29     | 30     | 31     |        |        |        |        |

| September | September | September | September | September | September | September | September |
| Kw        | Mo        | Di        | Mi        | Do        | Fr        | Sa        | So        |
| --------- | --------- | --------- | --------- | --------- | --------- | --------- | --------- |
| 35        |           |           |           | 1         | 2         | 3         | 4         |
| 36        | 5         | 6         | 7         | 8         | 9         | 10        | 11        |
| 37        | 12        | 13        | 14        | 15        | 16        | 17        | 18        |
| 38        | 19        | 20        | 21        | 22        | 23        | 24        | 25        |
| 39        | 26        | 27        | 28        | 29        | 30        |           |           |

| Oktober | Oktober | Oktober | Oktober | Oktober | Oktober | Oktober | Oktober |
| Kw      | Mo      | Di      | Mi      | Do      | Fr      | Sa      | So      |
| ------- | ------- | ------- | ------- | ------- | ------- | ------- | ------- |
| 39      |         |         |         |         |         | 1       | 2       |
| 40      | 3       | 4       | 5       | 6       | 7       | 8       | 9       |
| 41      | 10      | 11      | 12      | 13      | 14      | 15      | 16      |
| 42      | 17      | 18      | 19      | 20      | 21      | 22      | 23      |
| 43      | 24      | 25      | 26      | 27      | 28      | 29      | 30      |
| 44      | 31      |         |         |         |         |         |         |

| November | November | November | November | November | November | November | November |
| Kw       | Mo       | Di       | Mi       | Do       | Fr       | Sa       | So       |
| -------- | -------- | -------- | -------- | -------- | -------- | -------- | -------- |
| 44       |          | 1        | 2        | 3        | 4        | 5        | 6        |
| 45       | 7        | 8        | 9        | 10       | 11       | 12       | 13       |
| 46       | 14       | 15       | 16       | 17       | 18       | 19       | 20       |
| 47       | 21       | 22       | 23       | 24       | 25       | 26       | 27       |
| 48       | 28       | 29       | 30       |          |          |          |          |

| Dezember | Dezember | Dezember | Dezember | Dezember | Dezember | Dezember | Dezember |
| Kw       | Mo       | Di       | Mi       | Do       | Fr       | Sa       | So       |
| -------- | -------- | -------- | -------- | -------- | -------- | -------- | -------- |
| 48       |          |          |          | 1        | 2        | 3        | 4        |
| 49       | 5        | 6        | 7        | 8        | 9        | 10       | 11       |
| 50       | 12       | 13       | 14       | 15       | 16       | 17       | 18       |
| 51       | 19       | 20       | 21       | 22       | 23       | 24       | 25       |
| 52       | 26       | 27       | 28       | 29       | 30       | 31       |          |

Das herausragende Ereignis des Jahres 1910 ist der Sturz der Monarchie in Portugal. Der letzte König Manuel II. muss das Land verlassen. Der neu gegründeten Ersten Republik gelingt es jedoch in den nächsten Jahren nicht, Stabilität zu erlangen.
Auch in Mexiko bricht unter der Führung von Francisco Madero eine Revolution gegen den Langzeitpräsidenten Porfirio Díaz aus und in mehreren Kolonien Afrikas, Asiens und Ozeaniens gibt es Aufstände gegen die Kolonialherren aus Europa.

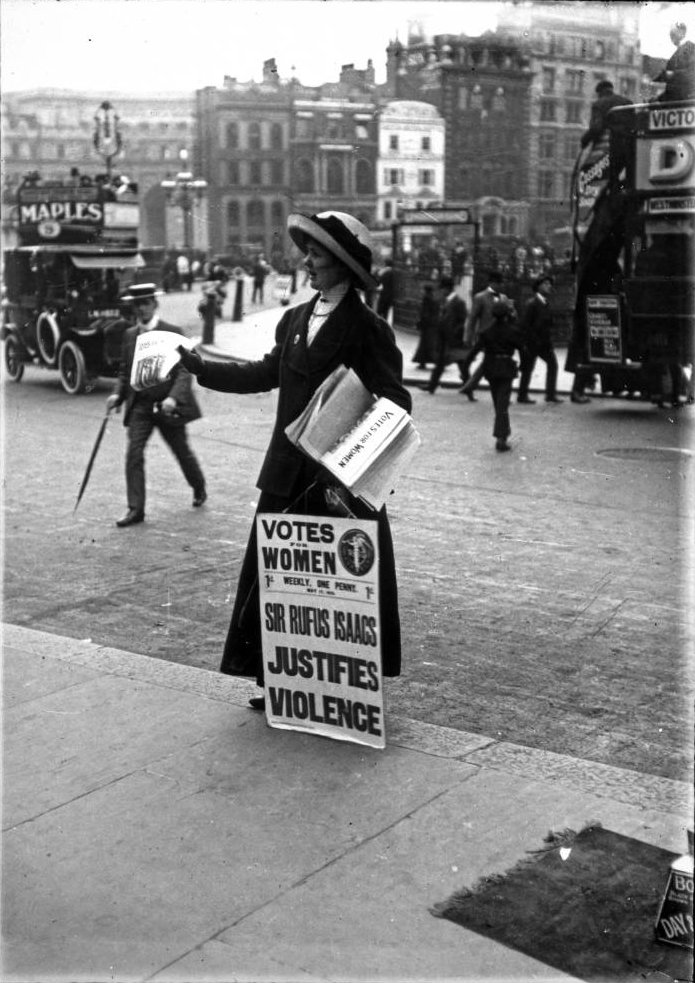
Britische Suffragette um 1910

Selbst das sonst sehr stabile Großbritannien erlebt unruhige Zeiten: Wegen des Sozialprogramms der liberalen Regierung unter Premierminister Herbert Henry Asquith und Finanzminister David Lloyd George kommt es zu einem Machtkampf zwischen den beiden Häusern des Parlaments, König Edward VII. stirbt und wird von seinem Sohn George V. beerbt, Suffragetten fordern immer vehementer das Frauenwahlrecht ein und im November kommt es zum Tonypandy-Aufstand von Bergarbeitern in Wales.
Mit einem Telegramm von Roald Amundsen an Robert Falcon Scott beginnt der „Wettlauf zum Südpol“ zwischen der britischen Terra-Nova-Expedition unter Scotts Führung und der norwegischen Fram-Expedition unter der Leitung von Amundsen. Und auch eine japanische Expedition unter der Leitung von Shirase Nobu bricht während dieses „Goldenen Zeitalters der Antarktis-Forschung“ in antarktische Gewässer auf.
Kulturelle Höhepunkte des Jahres sind die Uraufführung einer späten Oper von Jules Massenet, Don Quichotte, in Monte Carlo nach dem gleichnamigen Roman von Miguel de Cervantes und Igor Strawinskys erster Erfolg, das Ballett Der Feuervogel, aufgeführt von Sergei Pawlowitsch Djagilews Ballets Russes in Paris.

## Ereignisse

### Politik und Weltgeschehen

#### Deutsches Reich
- 6. März: In Berlin schließen sich die Freisinnige Volkspartei, die Freisinnige Vereinigung und die Deutsche Volkspartei (DVP) zur Fortschrittlichen Volkspartei zusammen.
- 13. September: In Danzig plädiert der Deutsche Juristentag gegen die Abschaffung der Todesstrafe.
- Demonstration gegen das Dreiklassenwahlrecht in Berlin
- Wyk auf der Nordseeinsel Föhr erhält die Stadtrechte

#### Schweiz

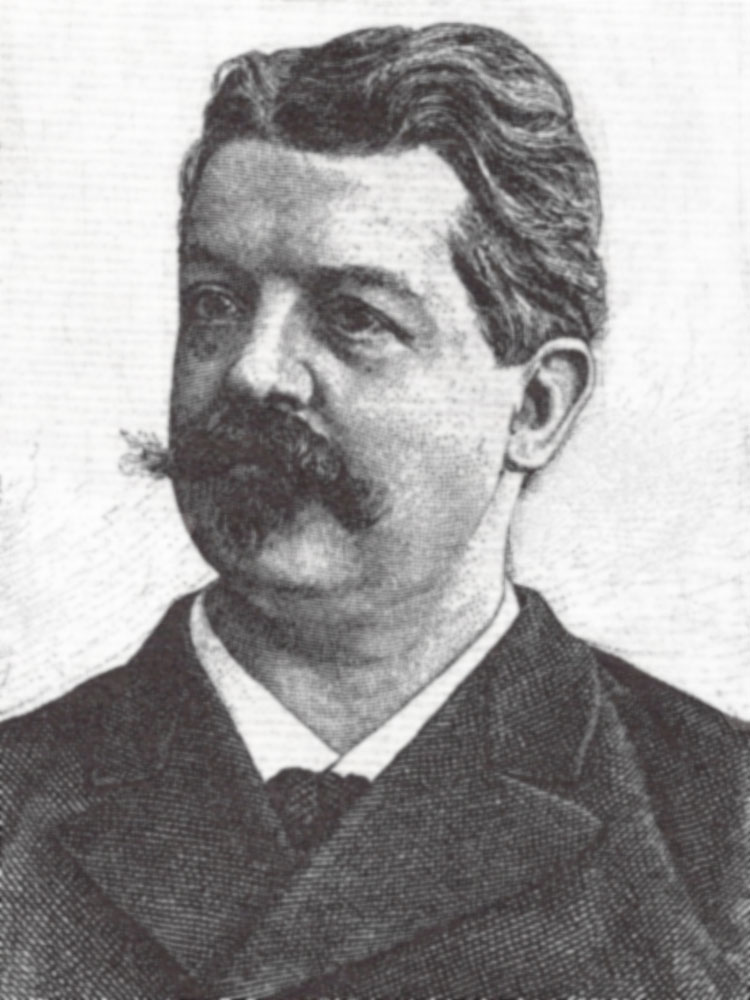
Robert Comtesse

- 1. Januar: Der Freisinnige Robert Comtesse wird zum zweiten Mal Bundespräsident der Schweiz.

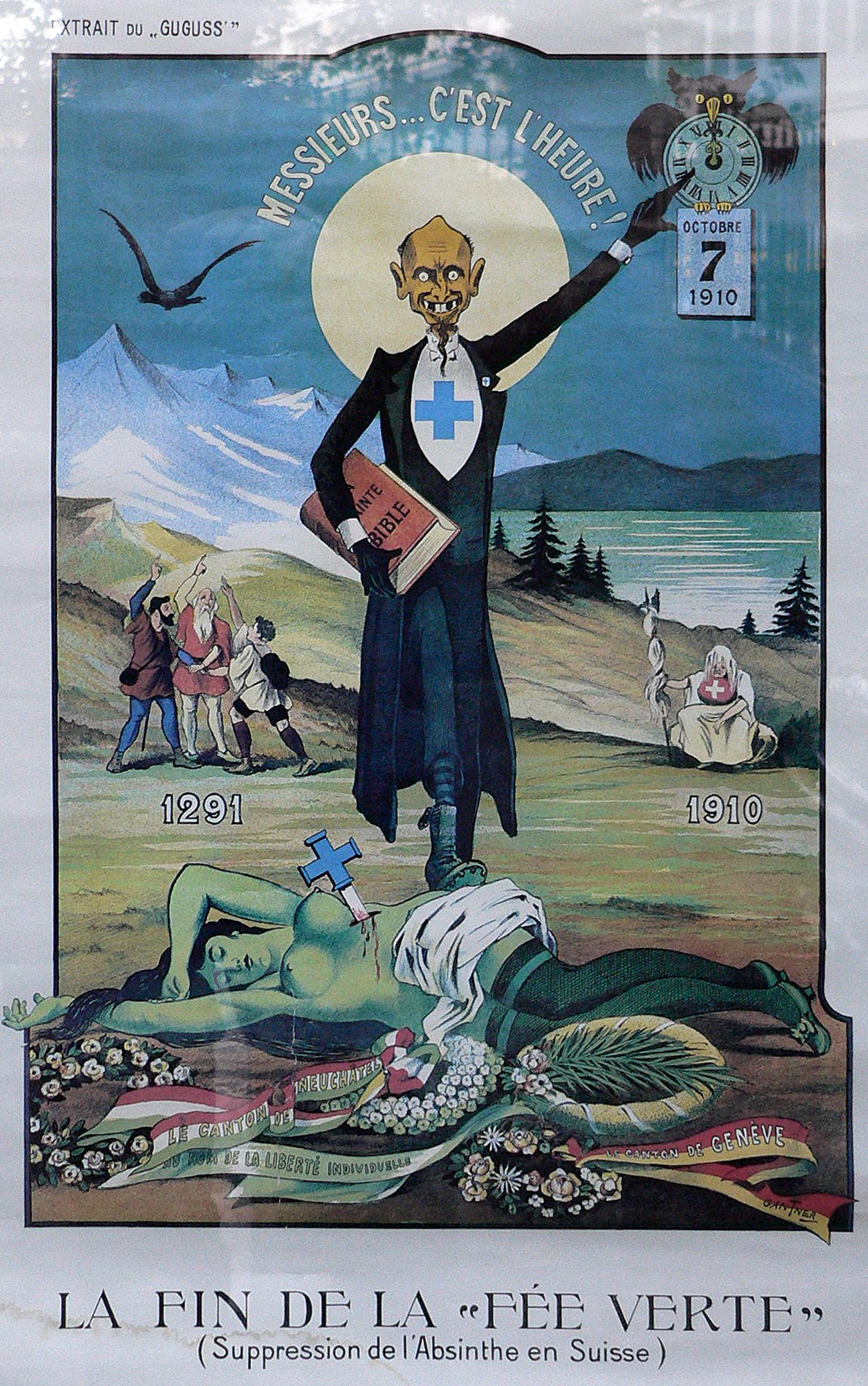
Plakat, welches das Absinthverbot in der Schweiz kritisiert, um 1910

- 7. Oktober: Auf Basis einer Volksinitiative aus dem Jahr 1908 wird in der Schweiz der Absinth verboten. Vor allem das Val de Travers leidet unter dem Verbot, vielfach wird die Destillation illegal fortgeführt. Das französische Unternehmen Pernod verlagert seine Produktion nach Spanien.

#### Russland/Großfürstentum Finnland
- 1./2. Februar: Bei der Parlamentswahl in Finnland 1910 gewinnen die Sozialdemokraten neuerlich Stimmen und Mandate dazu und werden wie bei der Wahl 1909 stärkste Partei im Einkammerparlament in Helsinki.
- 2. Juni: Die russische Duma beschließt die Aufhebung der Autonomie Finnlands.

#### Balkan
- 17. Februar: Österreich-Ungarn gibt dem annektierten Bosnien und Herzegowina eine Verfassung (Landesstatut). Darin ist eine Landesregierung mit Landeschef und ein Landtag vorgesehen.

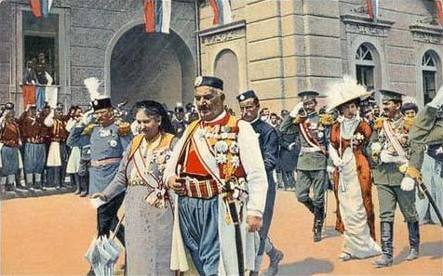
Fürst Nikola von Montenegro mit Gattin Milena am Tag seiner Proklamation zum König

- 28. August: Anlässlich seines 50. Regierungsjubiläums wandelt Fürst Nikola das bisherige Fürstentum Montenegro in ein Königreich um und lässt sich zum König krönen.

#### Osmanisches Reich
- 10. Januar: Sultan Mehmed V. ernennt İbrahim Hakkı Pascha zum Großwesir des seit dem Vorjahr von den Jungtürken dominierten Osmanischen Reiches. Er löst damit Hüseyin Hilmi Pascha in diesem Amt ab.
- Frühjahr: Von Priština ausgehend beginnt ein Aufstand der Albaner im Kosovo gegen das Osmanische Reich, der sich auch auf das Gebiet des heutigen Albanien ausdehnt und über ein Jahr dauert.

#### Großbritannien

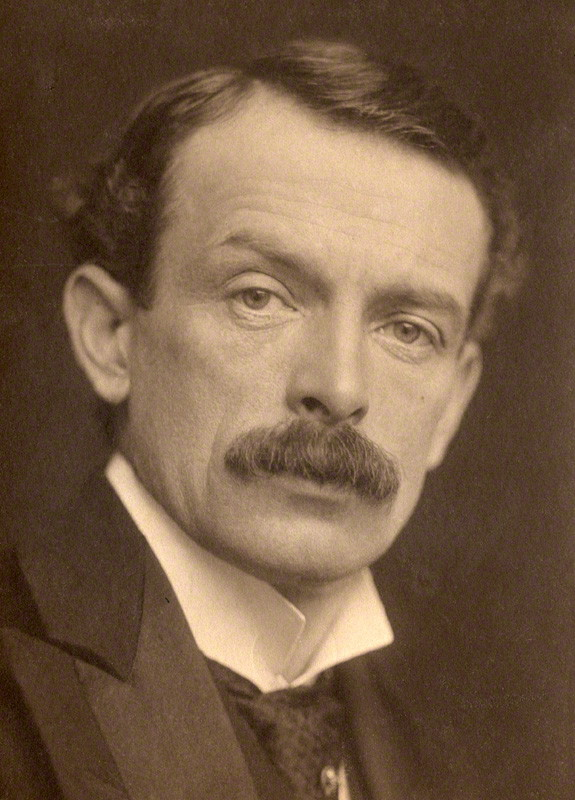
David Lloyd George

- Januar/Februar: Nachdem der „Volks-Haushalt“ von Finanzminister David Lloyd George vom britischen Oberhaus zu Fall gebracht worden ist, finden Wahlen statt, bei denen die Konservativen gestärkt werden. Die liberale Regierung unter Premierminister Herbert Henry Asquith kann sich nur mit Unterstützung der Labour Party und der irischen Nationalisten an der Macht halten.
- 6. Mai: Der britische König und Kaiser von Indien Edward VII., ein lebenslanger exzessiver Zigarrenraucher, stirbt an einem akuten Schub einer chronisch gewordenen Bronchitis im Buckingham Palace, ausgebrochen nach einer Erkältung, die er sich bei einem Spaziergang auf Sandringham zugezogen hatte. Sein 44-jähriger Sohn George V. folgt ihm auf den britischen Thron.
- 1. November: Der Tonypandy-Aufstand von Bergarbeitern in Wales beginnt. Er wird bis zum 8. November mit Zustimmung von Innenminister Winston Churchill niedergeschlagen.

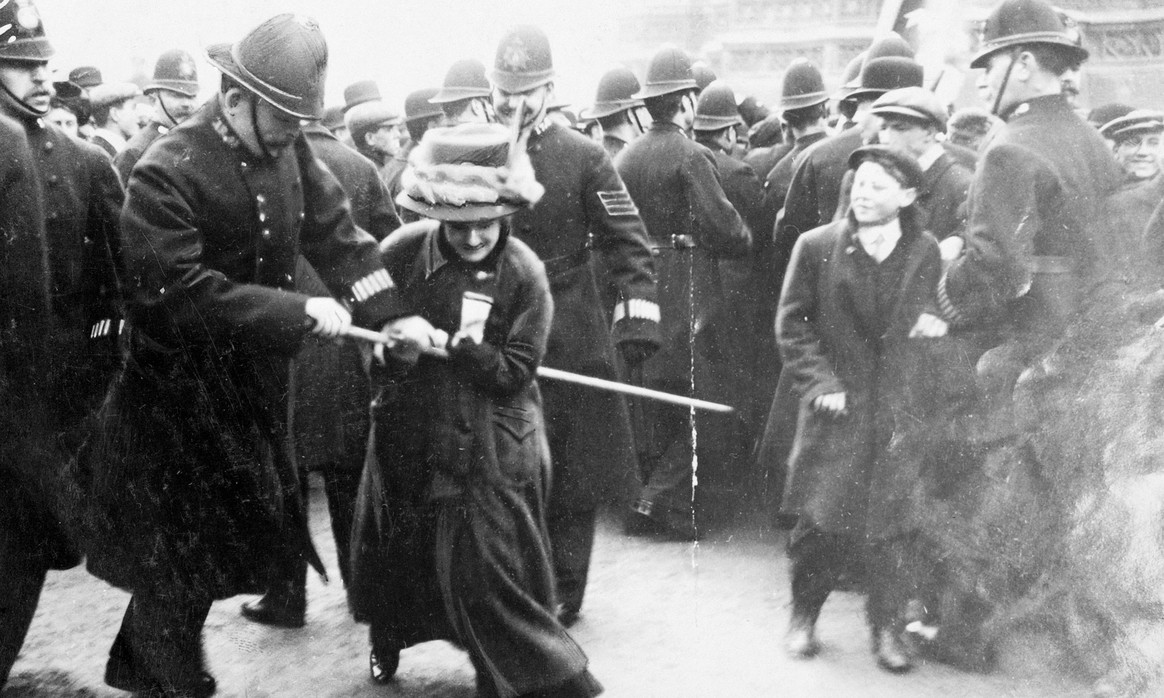
Am Schwarzen Freitag: Ein Polizist versucht einer Suffragette ein Banner zu entreißen.

- 18. November: Bei einer von der Women’s Social and Political Union organisierten Suffragettendemonstration für das Frauenwahlrecht kommt es nach einer Rede von Premierminister Herbert Henry Asquith zu blutigen Auseinandersetzungen. Achtzig Frauen werden in der Folge verhaftet. Der Tag erhält später den Namen Schwarzer Freitag wegen der (teilweise sexuellen) Gewalt, die von der Londoner Polizei und von männlichen Zuschauern gegen die Demonstrantinnen verübt wird.
- Dezember: Wahlen, bei denen das Ergebnis vom Januar bestätigt wird.

#### Das Ende der Monarchie in Portugal

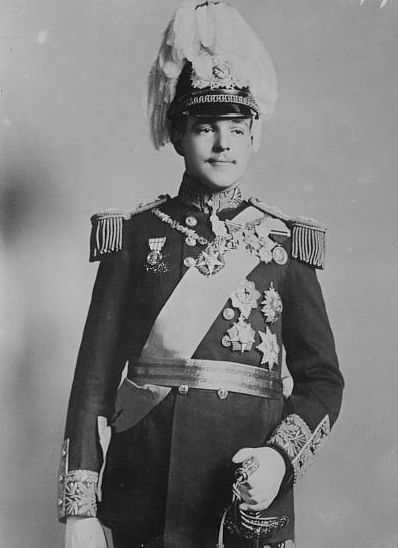
Manuel II., der letzte König Portugals

Zwei Jahre nach der Ermordung seines Vaters Karl I. und seines Bruders Ludwig Philipp ist es dem jungen König Manuel II. aus dem Haus Sachsen-Coburg-Gotha trotz seiner Politik der Beruhigung, im Zuge derer die meisten autoritären Maßnahmen seines Vorgängers zurückgenommen worden sind, nicht gelungen, die unbeliebte Monarchie in Portugal zu stabilisieren. Regierungen wechseln einander in rascher Folge ab. Der erst am 22. Dezember des Vorjahres vereidigte Ministerpräsident Francisco António da Veiga Beirão stürzt bereits am 26. Juni über einen Skandal bei der Bank Credito Predial, in den mehrere Mitglieder seiner Regierung verwickelt sind. Nachfolger wird der bisherige Innenminister António Teixeira de Sousa.

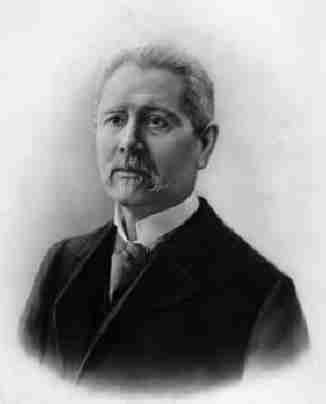
Teófilo Braga

Bei den Parlamentswahlen am 28. August erringt der republikanische Partido Republicano Português (PRP), der seit Anfang des Jahres für eine Abschaffung der Monarchie auch mit Waffengewalt eintritt, einen historischen Erfolg. Unter anderem werden Teófilo Braga und Miguel Bombarda in die Cortes gewählt.
Bombarda, Psychiater und Vordenker der republikanischen Bewegung, wird am 3. Oktober von einem psychisch kranken ehemaligen Patienten ermordet. Die Gewalttat hat vermutlich keinen politischen Hintergrund, trotzdem führt sie in der gleichen Nacht zu Aufständen gegen König Manuel II. und die portugiesische Monarchie.
Zwei Tage später wird die erste Portugiesische Republik proklamiert. König Manuel II., der bereits am Vortag vom Militär zur Flucht aus Lissabon gezwungen worden ist, verlässt das Land und erreicht am 17. Oktober sein Exil in England. Teófilo Braga wird erster Präsident einer provisorischen Regierung des Landes. Der bekannte Schriftsteller und Intellektuelle versucht, eine überparteiliche Regierung zu bilden.
Die neue Regierung ist strikt antiklerikal und laizistisch und beginnt mit einer radikalen Trennung von Staat und Kirche. Sämtliche Jesuitenkloster werden aufgelöst, die Gefängnisse in Lissabon füllen sich mit katholischen Priestern und Ordensbrüdern. Der Religionsunterricht wird verboten, ebenso alle religiösen Bezüge bei Staatsakten, die Adelstitel werden aufgehoben. Der apostolische Nuntius verlässt unter Protest Lissabon. Das Tragen religiöser Habits in der Öffentlichkeit wird verboten, die Zivilehe und die Ehescheidung eingeführt. Die Republik ist trotz der anfänglichen Euphorie in den folgenden Jahren aber von einem großen Maß an politischer Instabilität gekennzeichnet.

#### Amerika
- 21. Januar: Der US-Senat in Washington beschließt die Annexion von Spitzbergen.
- 28. August: Die Asamblea Nacional Nicaraguas nimmt den Rücktritt des von den USA nicht anerkannten José Madriz entgegen und übergibt die Präsidentschaft an den Abgeordneten José Dolores Estrada Morales, dieser gibt sie innerhalb einer Stunde an seinen Bruder Juan José Estrada weiter
- 27. Oktober: Im Zuge der US-Militärintervention werden in Nicaragua die Pactos Dawson unterzeichnet.

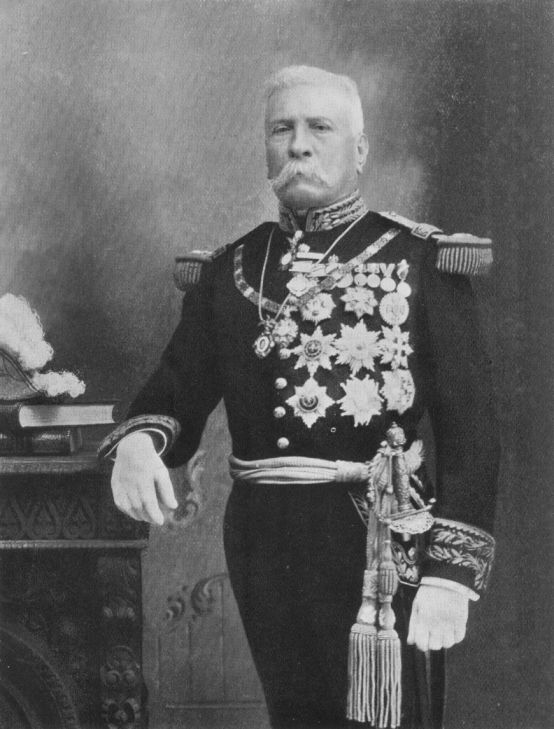
Mexikos Langzeitpräsident Porfirio Díaz

- 20. November: Die Mexikanische Revolution gegen Langzeitpräsident Porfirio Díaz beginnt unter der Führung von Francisco Madero sowie Emiliano Zapata und Pancho Villa.
- 23. November: Revolta da Chibata – Aufstand hauptsächlich schwarzer brasilianischer Seeleute gegen die Strafe des Auspeitschens
- 27. November: Die Revolta da Chibata endet in Rio de Janeiro nach fünftägigem Straßenkampf. Dunkelhäutige brasilianische Seeleute hatten wegen Bestrafungen per Auspeitschung durch hellhäutige Vorgesetzte den Aufstand von vier Kriegsschiffsbesatzungen seit mehr als zwei Jahren vorbereitet.

#### Asien und Ozeanien

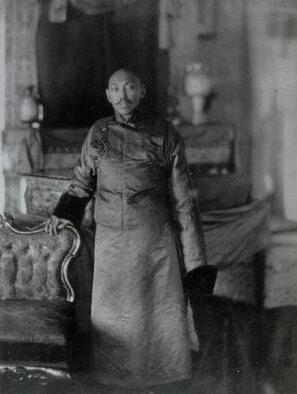
Thubten Gyatso in Kalkutta

- 1. Januar: Das Gouvernement von Deutsch-Neuguinea eröffnet das Erholungsheim Toma.
- 12. Februar: Chinesische Truppen erreichen die tibetische Hauptstadt Lhasa. Der Dalai Lama Thubten Gyatsho flieht nach Indien.
- 6. Februar bis Mitte Mai: Im Fürstenstaat Bastar kommt es zu Bhumkal, einem Aufstand gegen die britische Kolonialherrschaft in Britisch-Indien, nachdem der Raja Rudra Pratap Deo von den Briten im Vorjahr entmachtet worden ist.
- 20. Mai: Die Verschwörung Taigyaku Jiken wird aufgedeckt.
- 22. August: Das bisherige Protektorat Korea wird mit dem erzwungenen Japan-Korea-AnnexionsVertrag unter dem Namen Chōsen von Japan annektiert und als neue Provinz ins Reich eingegliedert.
- 18. Oktober: Der Aufstand der Sokehs auf Pohnpei, einer der Inseln der Karolinen in der ozeanischen Kolonie Deutsch-Neuguinea, beginnt. Er dauert bis 1911.
- 28. Oktober: Die offizielle Gründung Deganias, des ersten Kibbuz in Palästina, erfolgt durch eine Gruppe zionistischer Einwanderer aus Weißrussland.
- Das australische Parlament schafft die rechtlichen Grundlagen für das Federal Capital Territory, wo die zukünftige Planhauptstadt Canberra errichtet werden soll.

#### Afrika
- 20. Februar: Ermordung des ägyptischen Ministerpräsidenten Boutros Ghali
- 31. Mai: Neuorganisation nach dem Burenkrieg – Großbritannien vereinigt die Kolonien Kapkolonie, Natal, Oranjefreistaat und Transvaal zur Südafrikanischen Union
- Kolonialisierung des Wadai durch Frankreich

#### Sonstige Ereignisse weltweit
- 23. April: Der ehemalige Präsident Theodore Roosevelt hält an der Pariser Sorbonne die Rede Citizenship in a Republic.

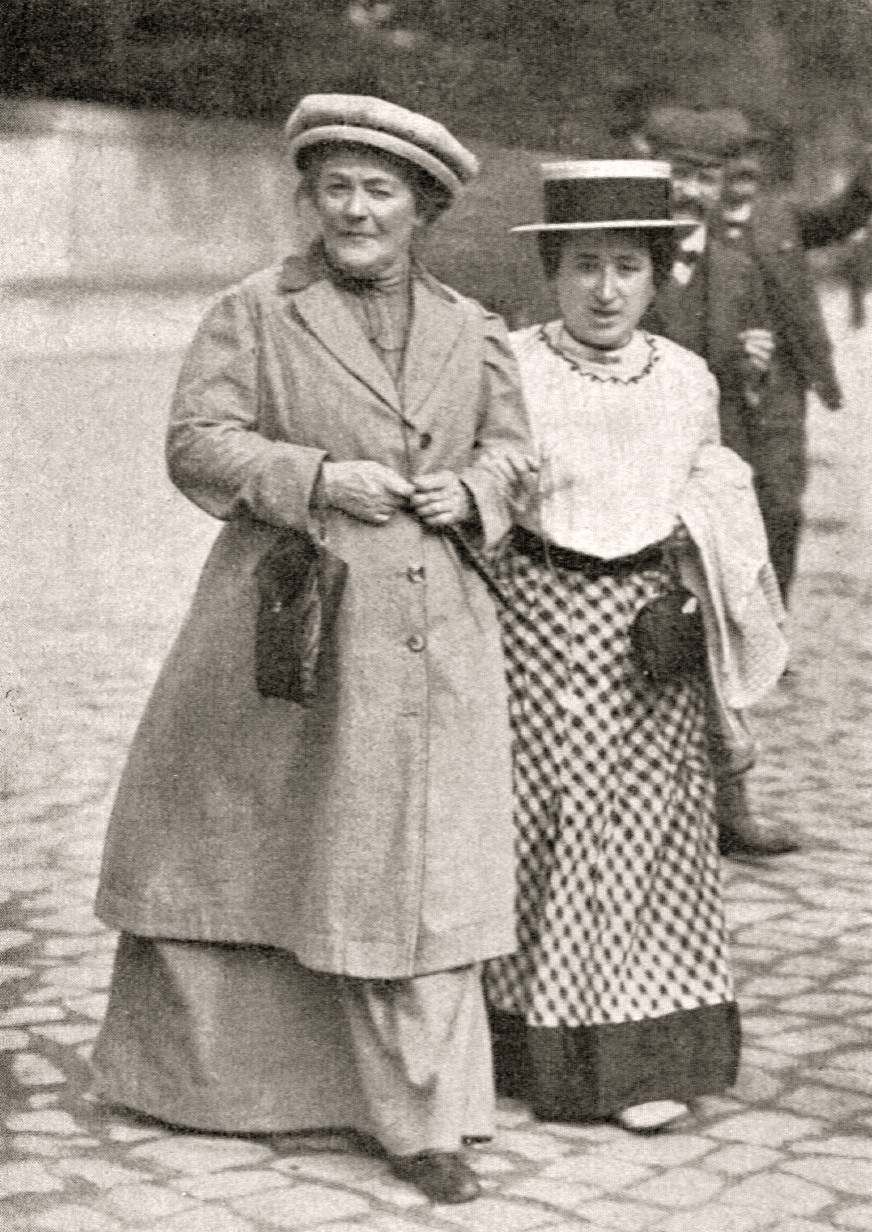
Clara Zetkin (links) mit Rosa Luxemburg im Jahr 1910

- 27. August: Die deutsche Sozialistin und Frauenrechtlerin Clara Zetkin schlägt auf der Zweiten Internationalen Sozialistischen Frauenkonferenz in Kopenhagen die Einführung eines internationalen Frauentages vor, ohne jedoch ein bestimmtes Datum zu favorisieren.
- Seerecht: Das Brüsseler Übereinkommen vom 23. September 1910 zur einheitlichen Feststellung von Regeln über die maritime Bergung und Hilfeleistung wird beschlossen.

### Wirtschaft

#### Ausstellungen

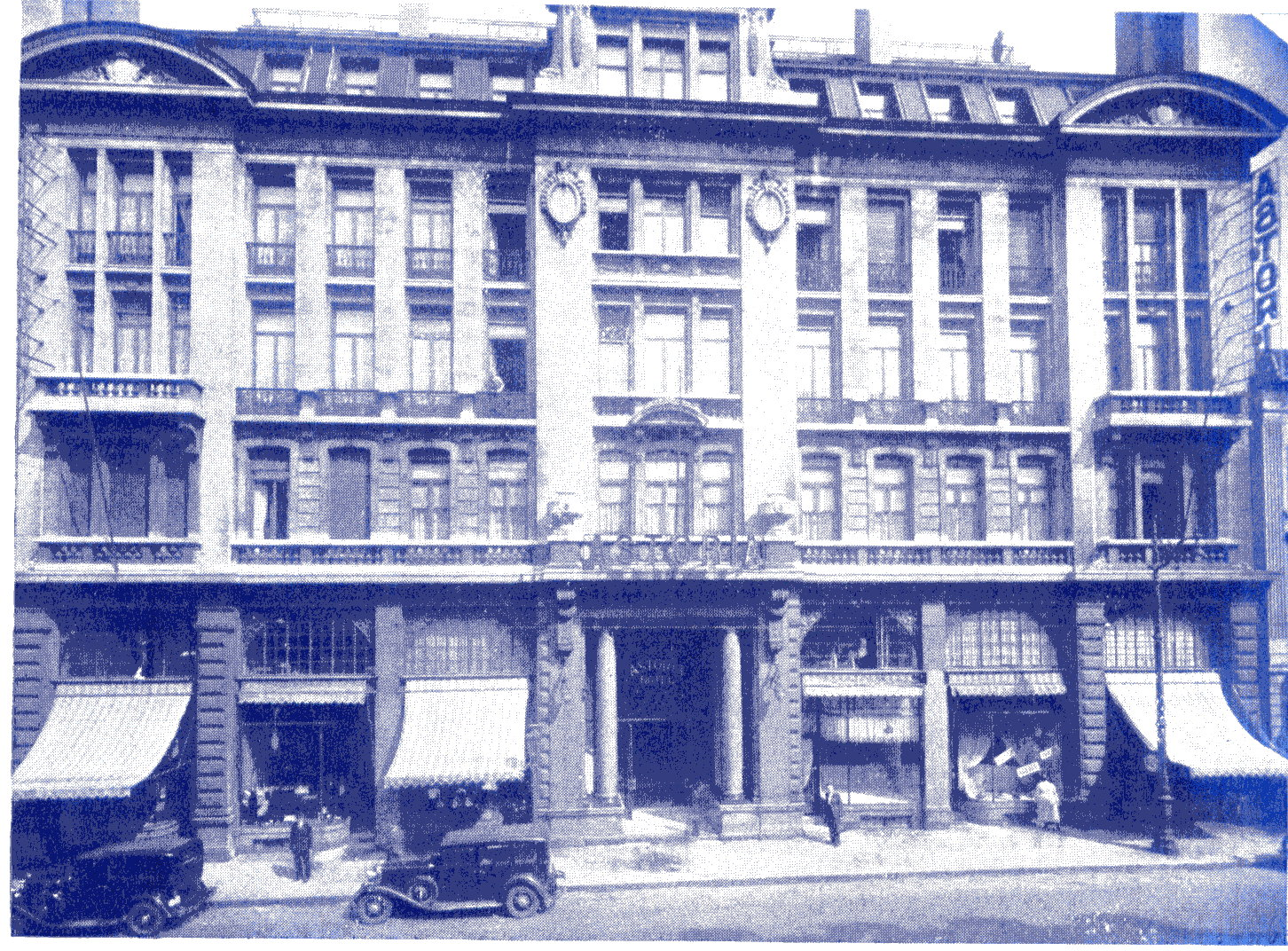
Hotel Astoria, Brüssel

- 23. April: Mit der Brüssel International – 1910 wird zum zweiten Mal nach 1897 eine Weltausstellung in Brüssel eröffnet. Das Brüsseler Hotel Astoria ist von Architekt Henri van Dievoet auf Wunsch von König Leopold II. eigens für die Weltausstellung erbaut worden. 26 Länder sind bei der Ausstellung vertreten, die sich durch üppige Ziergärten auszeichnet, und sowohl eine Kunstausstellung als auch eine Kolonialausstellung beherbergt. Vom 14. auf den 15. August bricht auf dem Ausstellungsgelände ein Brand aus, dem zahlreiche Pavillons zum Opfer fallen. Die Brüssel International verzeichnet bei ihrer Schließung am 1. November 13 Millionen Gäste und einen Verlust von 250.000 Belgischen Franken.

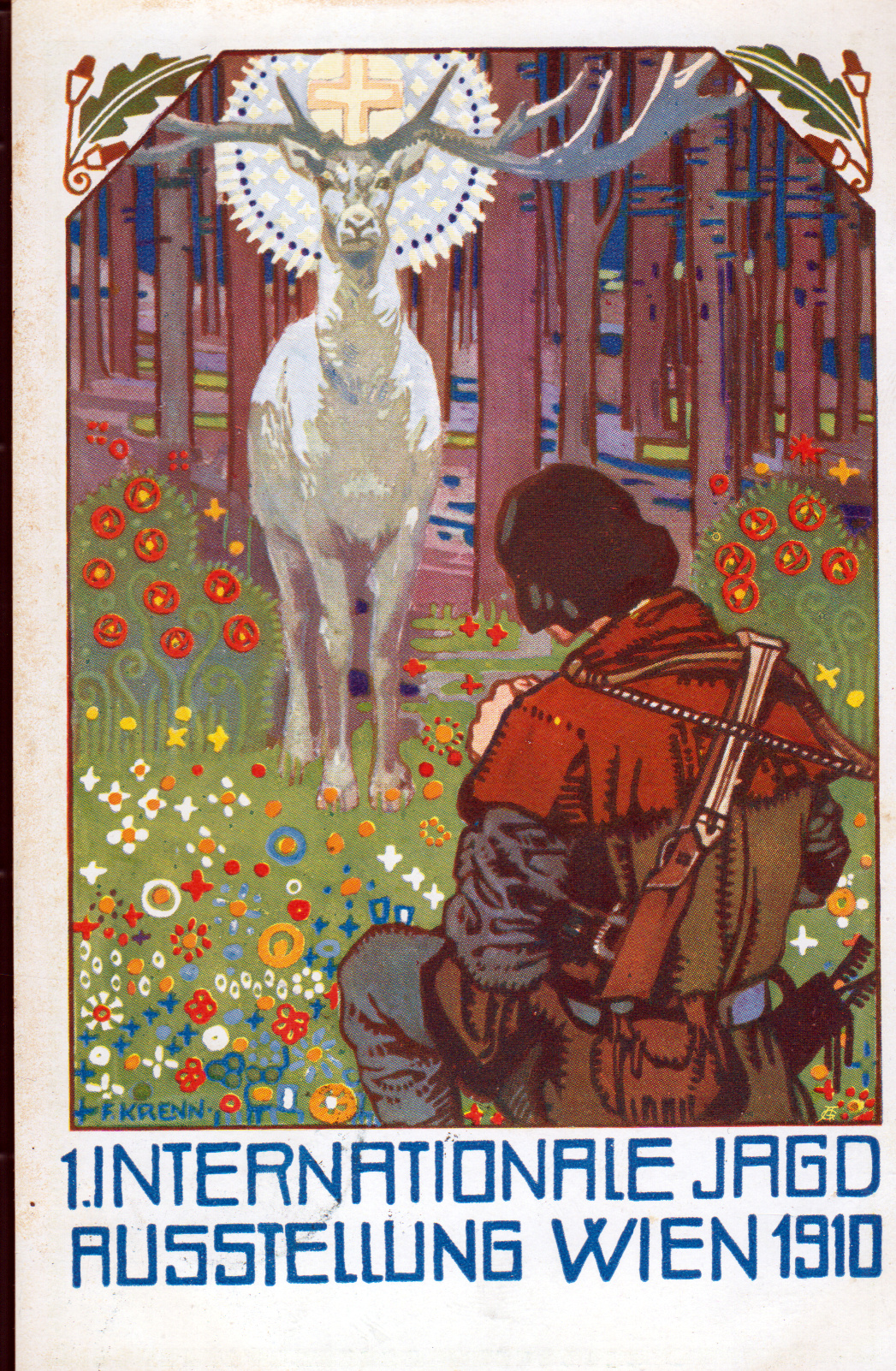
Postkarte zur Jagd-Ausstellung

- 7. Mai bis 16. Oktober: Rund 2,7 Millionen Menschen besuchen die Erste Internationale Jagd-Ausstellung Wien 1910 auf dem Weltausstellungsgelände in der Rotunde im Wiener Prater. Die historische Sonderausstellung wird zur Feier der Vollendung des 80. Lebensjahres des „Allerhöchsten Jagdherren und Obersten Schirmherrn des Weidwerkes Kaiser Franz Joseph I.“  realisiert. In der Rotunde werden Ausstellungsstücke aus den Bereichen Jagd und deren Betriebe, Industrie und Gewerbe, Kunst und Kunstgewerbe sowie Land- und Forstwirtschaft gezeigt. Es nehmen unter anderem Belgien, Deutschland, England, Frankreich, Italien, Kanada, Norwegen, Persien, Rumänien, Russland, Schweden und Ungarn teil. Die Kunstausstellung besteht aus mehreren Sälen, die von dem Architekten Franz von Krauß entworfenen wurden. Der Reingewinn nach Abzug der Subventionen beträgt 684.871 Kronen, die einer Stiftung zum Bau eines Jugendheimes für Kinder von armen Berufsjägern zugeeignet werden. Kaiser Franz Joseph besucht die Ausstellung am 10. Mai, weitere prominente Besucher sind unter anderem Gustav V. von Schweden, Nikolaus II. von Russland, Friedrich August III. von Sachsen, Kaiser Wilhelm II. und Theodore Roosevelt.

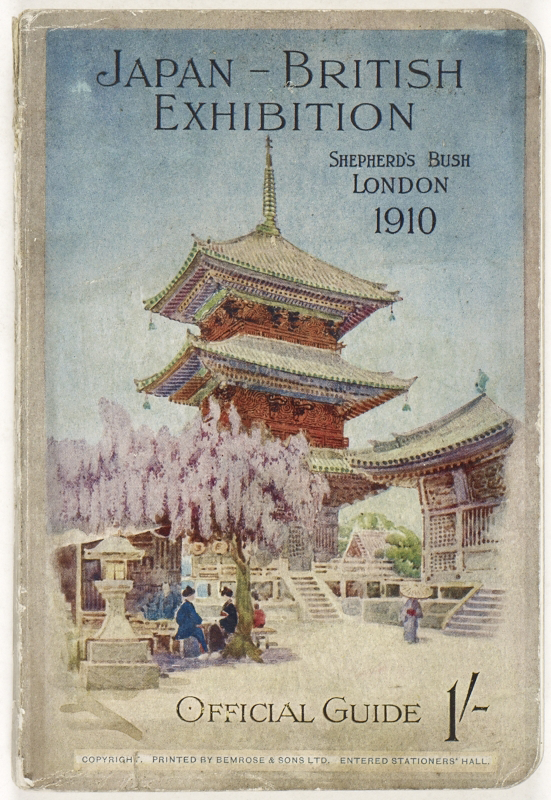
Plakat zur Ausstellung

- 14. Mai: In London wird die Japan-British Exhibition eröffnet. Sie dauert bis zum 29. Oktober.

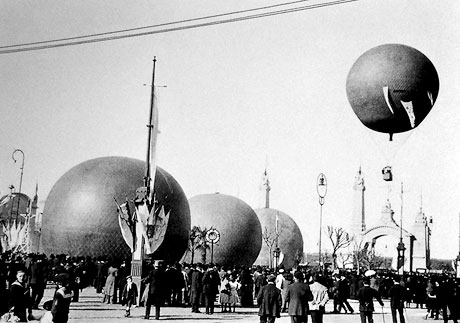
Globos aerostáticos im Pavillon 'Eisenbahn und Transport'

Von Mai bis November findet in der argentinischen Hauptstadt Buenos Aires die Exposición Internacional del Centenario statt. Der Zeitpunkt der Ausstellung soll an die Mai-Revolution von 1810 erinnern. Die Ausstellung hat zum Thema die Bereiche Landwirtschaft und Viehzucht, Industrie, Eisenbahn und Überlandtransport, Hygiene und die Schönen Künste. Unter anderem wird auch das Gelände der seit 1886 stattfindenden Landwirtschaftsausstellung La Rural genutzt. Außerdem gibt es zahlreiche Pavillons für die einzelnen argentinischen Provinzen. Zu den ausstellenden Ländern gehören Deutschland, England, Italien, Österreich-Ungarn, Paraguay, Schweiz und Spanien. Entsprechend dem Zeitgeist spielt der Jugendstil eine große Rolle bei der Gestaltung der Ausstellungsgebäude. Eine Reihe junger italienischer Architekten bleiben nach dem Ende der Exposicíon in Buenos Aires. Die von ihnen erbauten Gebäude sind zum Teil immer noch bedeutend für das dortige Stadtbild. Anlässlich der Ausstellung wird am 25. Mai die Transandenbahn zwischen den Städten Los Andes in Chile und Mendoza in Argentinien nach mehr als zwanzigjähriger Bauzeit offiziell eröffnet.

#### Geldwirtschaft
- Mit dem Australian Notes Act wird in Australien die Commonwealth Treasury gegründet und das Australische Pfund als eigene Währung für das vereinigte Australien eingeführt. Im gleichen Jahr wird mit dem Bank Notes Tax Act eine Steuer in Höhe von 10 % p. a. auf die bislang im Umlauf befindlichen privaten Banknoten erhoben und diese somit ökonomisch entwertet. Außerdem wird den privaten Banken untersagt, weiterhin Noten aus Queensland im Umlauf zu halten, deren Status als gesetzliches Zahlungsmittel damit beendet wird. Für die neue Währung gilt bis zum Ersten Weltkrieg der Goldstandard.

#### Verkehr
- 29. März: Die Bauarbeiten für die Wendelsteinbahn in den oberbayerischen Kalkalpen beginnen.
- 15. Juli: Nach rund zehnjähriger Bauzeit wird die mautpflichtige Kaiserin-Elisabeth-Straße von Heiligenblut am Großglockner zum Glocknerhaus am Fuß der Pasterze im Kärntner Glocknergebiet eröffnet.

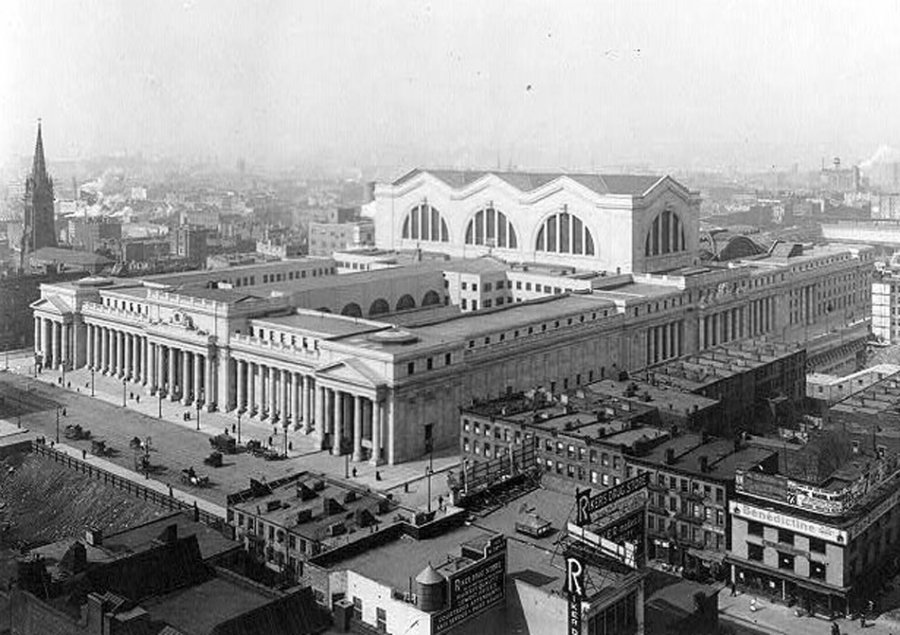
Das vom Architektenbüro McKim, Mead, and White im Beaux Arts Stil errichtete Empfangsgebäude der „Penn Station“

- 27. November: Die New York Pennsylvania Station wird gleichzeitig mit der Tunnelanlage unter dem Hudson River eröffnet. Die Pennsylvania Railroad ist damit mit Manhattan und der Long Island Rail Road verbunden.

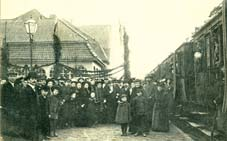
Eröffnungsfeier im Bahnhof Prerow

- 30. November: Der erste Streckenabschnitt der Darßbahn von Barth nach Prerow wird eröffnet. Die Strecke wird ab dem folgenden Tag von den Preußischen Staatseisenbahnen regulär betrieben. Größte bautechnische Leistung der Strecke ist die Meiningenbrücke, eine 470 Meter lange Fachwerkträgerbrücke über den Meiningenstrom zwischen Bresewitz und Zingst.

#### Sonstiges
- 24. Juni: Durch eine Änderung der Firma entsteht in Mailand der Automobilproduzent Alfa Romeo.
- 27. Oktober: Robert Victor Neher reicht zusammen mit Edwin Lauber und Alfred Gmür in der Schweiz eine Patentanmeldung für das von ihm erdachte Verfahren zur Herstellung von Alufolien ein.
- 7. November: Ein Flugzeug der Wright Company befördert die erste Luftfracht im Auftrag eines Warenhauses von Dayton, Ohio, in das rund 100 Kilometer entfernte Columbus, Ohio.

### Wissenschaft und Technik

#### Antarktisforschung

##### Der Wettlauf zum Südpol

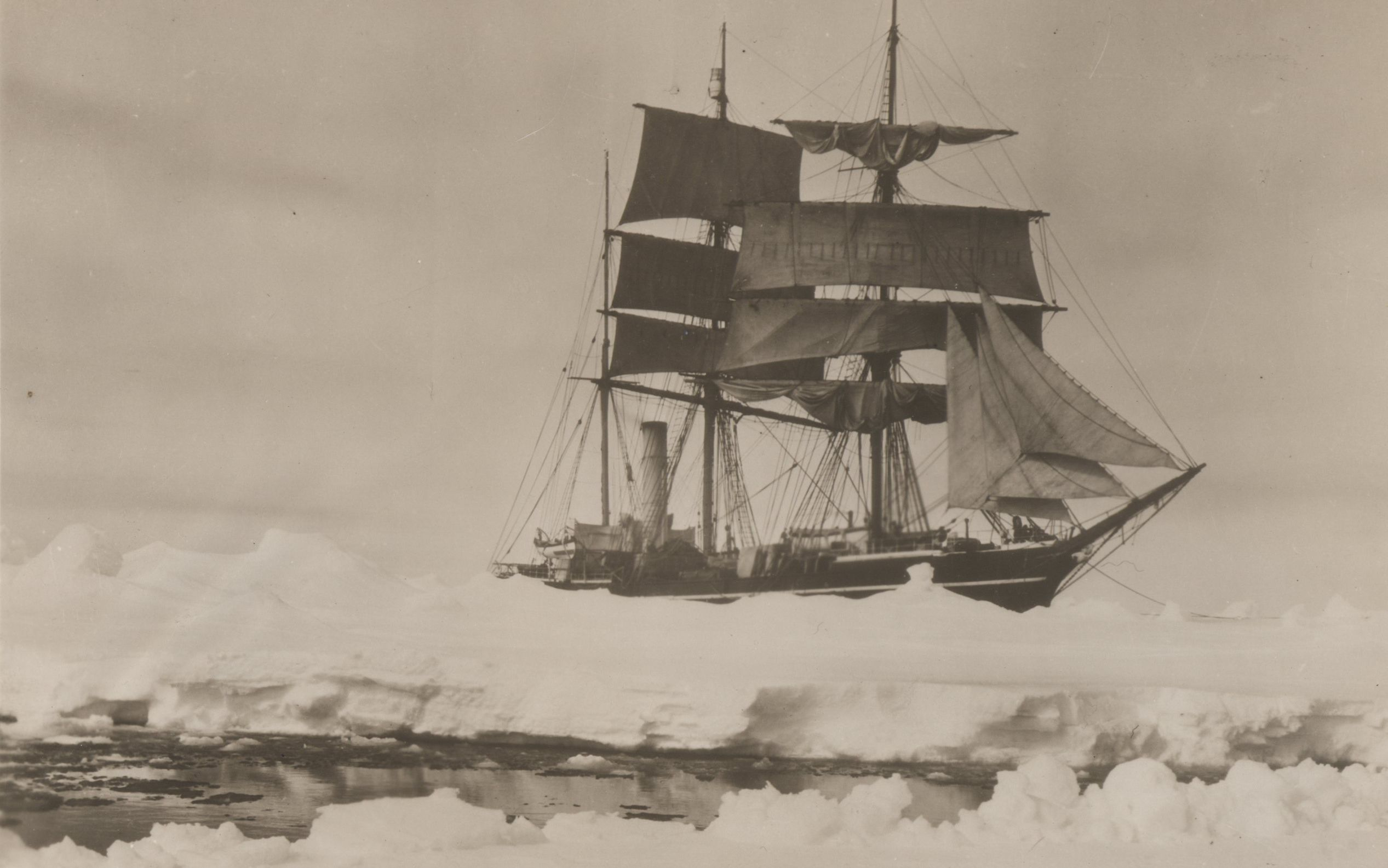
Die Terra Nova im Dezember, aufgenommen von Herbert Ponting

- 15. Juni: Die Terra Nova verlässt den Hafen von Cardiff in Wales. An Bord befindet sich die Mannschaft der Antarktisexpedition unter der Leitung von Robert Falcon Scott. Die Expedition macht Zwischenstation in Madeira (Juni), Trinidad (Juli) und Südafrika (August), bevor sie am 28. Oktober an ihrer letzten Station in Lyttelton, Neuseeland ankommt, von wo aus sie sich am 26. November auf den Weg in die Antarktis macht. Am 10. Dezember wird die Terra Nova vom Packeis eingeschlossen und benötigt 20 Tage, um wieder flottzukommen.

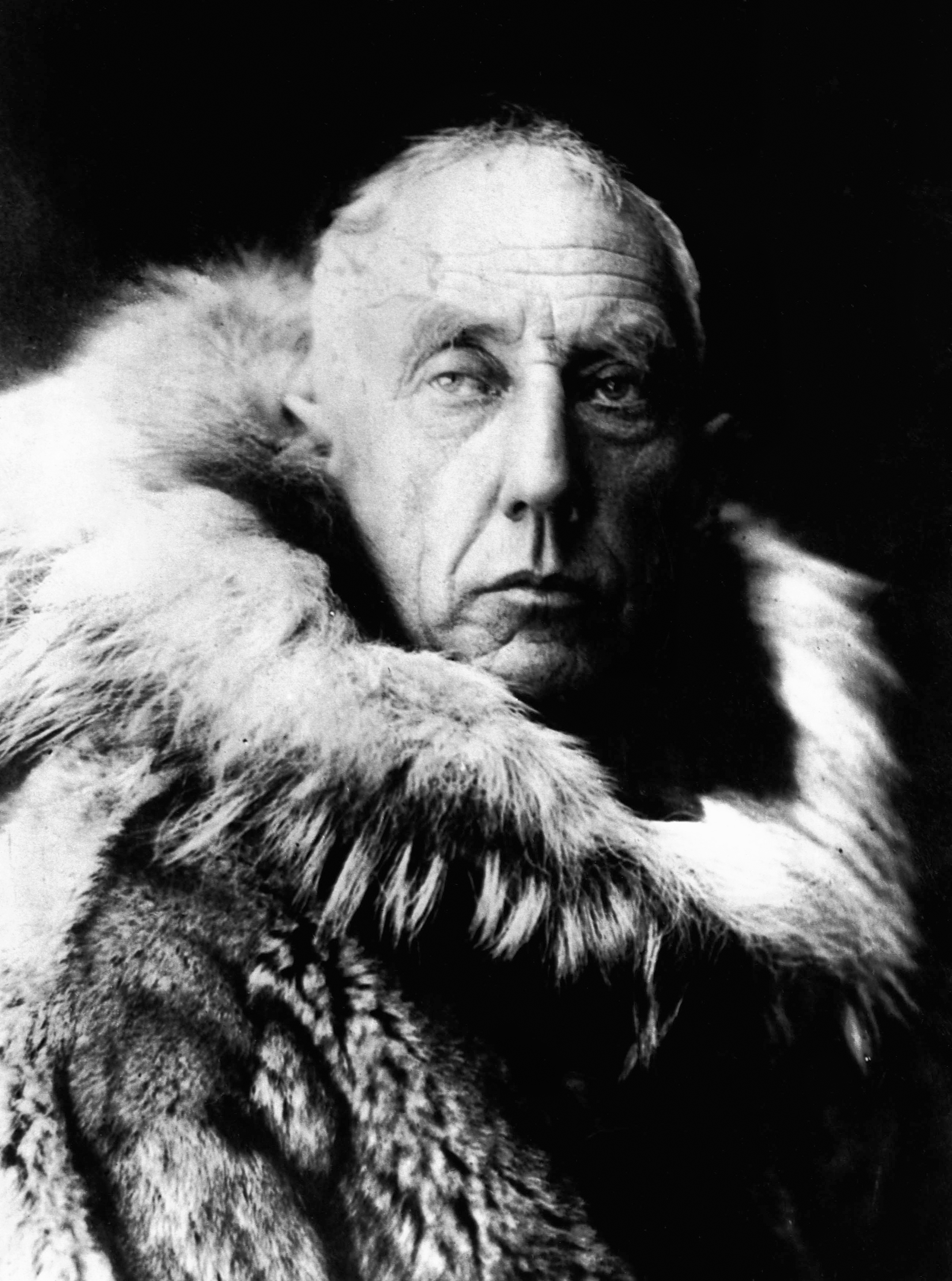
Roald Amundsen

- 9. August: Mit Auslaufen des Polarschiffes Fram aus der norwegischen Hauptstadt Kristiania in Richtung Bucht der Wale beginnt Roald Amundsen seine, vor der Öffentlichkeit und dem Großteil der Besatzung noch geheimgehaltene, Südpolarexpedition. Vom 3. Juni bis Mitte Juli sind zuvor noch Testfahrten unternommen worden, um das Schiff und die Mannschaft zu prüfen. Vom 6. bis 9. September macht die Expedition ihren letzten Zwischenstopp auf Madeira. Von hier aus sendet Amundsen unter anderem ein Telegramm mit seinem wahren Reiseziel an Scott, das dieser auf einem Landgang in Melbourne am 12. Oktober erhält. Auch die Mannschaft wird nun in das Reiseziel Antarktis eingeweiht, woraufhin sich die Stimmung an Bord, die auf den ersten Abschnitt aufgrund der Geheimhaltung und der Ungewissheit immer schlechter wurde, erheblich bessert. Ein weiterer Versuch einer Zwischenlandung der Norweger auf den Kerguelen misslingt wegen des schlechten Wetters, sonst verläuft die Reise der Fram bis zum Ende des Jahres relativ ereignislos.

##### Weitere Expeditionen

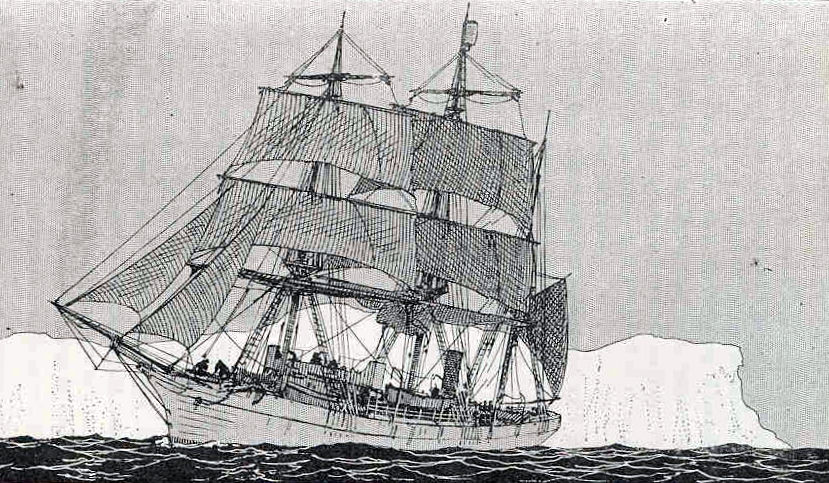
Die vierte Pourquoi-Pas

Während des sogenannten „Goldenen Zeitalters der Antarktis-Forschung“ kehrt die Fünfte Französische Antarktis-Expedition mit dem Schiff Pourquoi-Pas ? IV unter der Leitung von Jean-Baptiste Charcot nach Hause zurück, die seit 1908 in der Antarktis unterwegs war und dabei die Bellingshausen-See und die Amundsen-See erforscht und unter anderem die Marguerite Bay und die Charcot-Insel entdeckt hat.

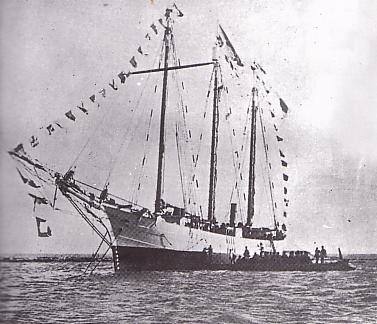
Die Kainan Maru

Etwa zur gleichen Zeit verlässt das Schiff Kainan Maru unter dem Befehl von Shirase Nobu am 1. Dezember den Hafen von Tokio in Richtung Antarktis. Damit beginnt die Japanische Antarktisforschung. Die Expedition dauert bis zum 20. Juni 1912.

#### Arktisforschung

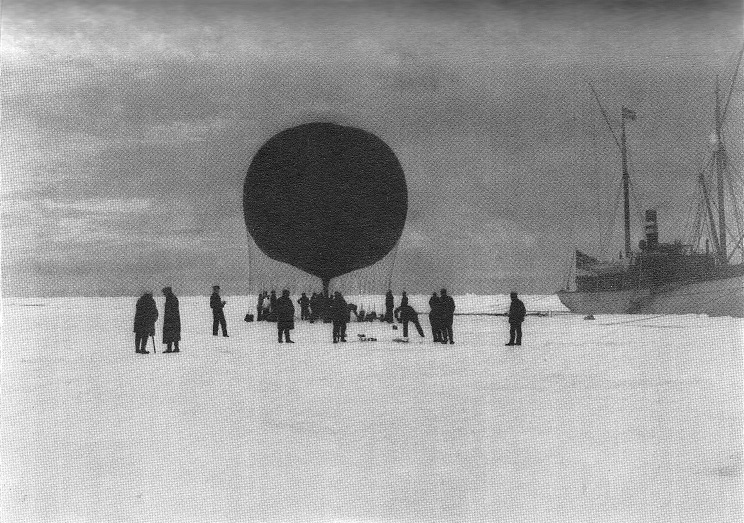
Aufstieg eines Pilotballons während der Zeppelin-Expedition

- 2. Juli bis 24. August: Die Zeppelin-Studienexpedition nach Spitzbergen mit dem Dampfer Mainz dient der Vorbereitung einer Forschungsfahrt mit dem Luftschiff. Die Expedition, die als voller Erfolg gewertet wird, führt nach Spitzbergen und in den Arktischen Ozean. Beteiligt sind neben Ferdinand von Zeppelin hochrangige Wissenschaftler sowie Prinz Heinrich, der jüngere Bruder des deutschen Kaisers Wilhelm II. Eine Folge der Expedition ist die Einrichtung der ersten ganzjährig besetzten deutschen Wetterstation auf Spitzbergen.

Knud Rasmussen und Peter Freuchen gründen in Uummannaq nahe Kap York in Nordwestgrönland den Handelsposten Thule. Sie wollen den in der Region lebenden Polareskimos damit nach dem Ende der zwei Jahrzehnte währenden regelmäßigen Präsenz Robert Pearys die Fortsetzung ihres Handels mit Fellen zu fairen Konditionen ermöglichen. Gleichzeitig will Rasmussen die Station als Ausgangsbasis für Expeditionen ethnographischer und geographischer Natur nutzen, zu deren Finanzierung der erwirtschaftete Gewinn herangezogen werden soll.

#### Astronomie

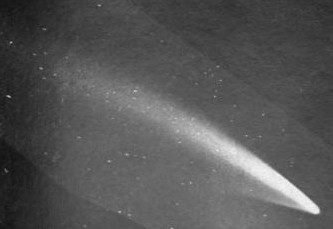
Johannesburger Komet

- 17. Januar: Der Johannesburger Komet hat seinen Periheldurchgang. Das Erscheinen des Großen Kometen von 1910, der vom südafrikanischen Astronomen Robert Innes besonders intensiv erforscht wird, steigert die Erwartungshaltung für das Erscheinen des Kometen Halley im Mai.
- 19. Mai: Die Erde durchquert den Schweif des Halleyschen Kometen, was zahlreiche Menschen in Angst versetzt, weil Astronomen darin kurz zuvor das giftige Gas Dicyan entdeckt haben.

##### Liste der 1910 entdeckten Asteroiden
| Nr. und Name      | Durchmesser (km) | Datum der Entdeckung | Entdecker             |
| ----------------- | ---------------- | -------------------- | --------------------- |
| (696) Leonora     | 75,8             | 10. Januar           | Joel Hastings Metcalf |
| (697) Galilea     | 80,1             | 14. Februar          | Joseph Helffrich      |
| (698) Ernestina   | 27,0             | 5. März              | Joseph Helffrich      |
| (699) Hela        | ?                | 5. Juni              | Joseph Helffrich      |
| (700) Auravictrix | 15,4             | 5. Juni              | Joseph Helffrich      |
| (701) Oriola      | 40,2             | 12. Juli             | Joseph Helffrich      |
| (702) Alauda      | 194,7            | 16. Juli             | Joseph Helffrich      |
| (703) Noëmi       | ?                | 3. Oktober           | Johann Palisa         |
| (704) Interamnia  | 316,6            | 2. Oktober           | Vincenzo Cerulli      |
| (705) Erminia     | 134,2            | 6. Oktober           | Emil Ernst            |
| (706) Hirundo     | 29,2             | 9. Oktober           | Joseph Helffrich      |
| (707) Steina      | ?                | 22. Dezember         | Gustav Witt           |

#### Atomphysik
- 20. Dezember: Ernest Rutherford kann den experimentellen Nachweis von Atomkernen erbringen, als Heliumatome beim Durchqueren dünner Metallfolien ihre Bahn verändern.

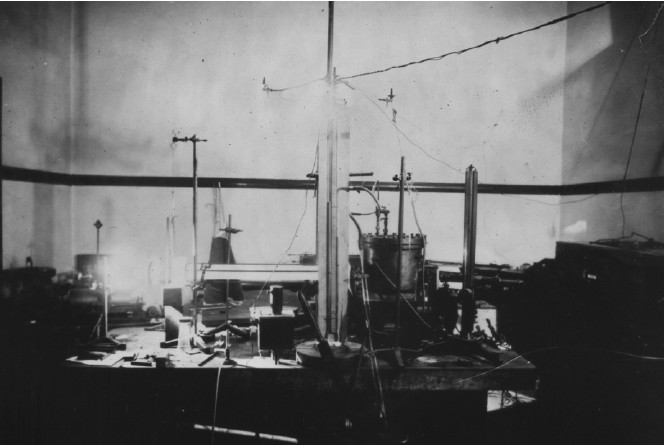
Der Aufbau des Millikan-Versuchs

- Robert Andrews Millikan, Professor für Physik an der University of Chicago, bestimmt die Ladung des Elektrons mit seinem Öltröpfchenexperiment präzise.

#### Aviation
- 7. Januar: Hubert Latham erreicht als erster Mensch 1.000 m Höhe mit einem Flugzeug, einer Antoinette VII.
- Vom 10. bis zum 20. Januar findet in Los Angeles das Dominguez International Air Meet statt. Es wurde nach den Erfahrungen der US-amerikanischen Teilnehmer an den Flugtagen 1909 ins Reims, unter ihnen Charles Forster Willard und Glenn Curtiss, initiiert. Als Flugfeld wird das Dominguez Field auf der Rancho San Pedro ausgewählt, bei dem eine große Tribüne errichtet wird. Zum Wettbewerb sind neben Flugzeugen auch Ballone und Luftschiffe zugelassen und für den Gewinn der einzelnen Wettbewerbe werden Geldpreise ausgelobt. Louis Paulhan wird zum gefeierten Star der Veranstaltung. Er kann mit 1269 m einen neuen Höhenweltrekord aufzustellen und mit 1 h 49 min 40 s die längste Zeit in der Luft bleiben. Glenn Curtiss erreicht mit Passagier die höchste Geschwindigkeit (88,5 km/h) und ihm gelingt in 6,4 s der schnellste Start. Insgesamt besuchen 226.000 Zuschauer die Veranstaltung, die Einnahmen belaufen sich auf 137.500 $. Aufgrund dieses Erfolges werden derartige Veranstaltung in den USA in den nächsten Jahren bald zur Regel.

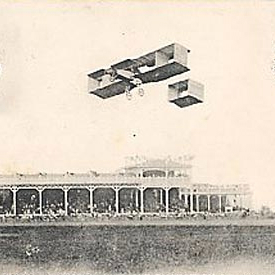
Élise Derochee bei der Flugshow in Reims

- 8. März: In Frankreich absolviert Élise Deroche als weltweit erste Frau eine Pilotinnenprüfung. Noch im selben Jahr nimmt sie als einzige Frau an der Flugwoche von Heliopolis teil und erreichte dort beim Großen Preis von Ägypten den 6. Platz. Beim Flugmeeting in Sankt Petersburg wird sie Vierte. Bei den Großen Flugwochen der Champagne in Reims im August verunglückt sie schwer, als sie in die Wirbelschleppe eines anderen Flugzeuges gerät.

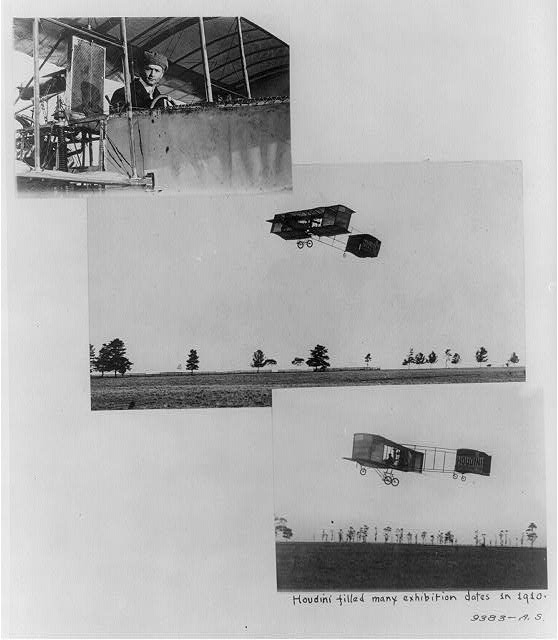
Harry Houdini in seinem Voisin-Doppeldecker

- 18. März: Mit einem Voisin-Standard-Doppeldecker gelingt dem Amerikaner Harry Houdini auf der Old Calder Hwy in Diggers Rest, Victoria, der erste Flug auf dem australischen Kontinent und wird dafür von der Australian Aeronautic League mit einem Preis ausgezeichnet.
- 28. März: Mit der Hydravion gelingt dem französischen Luftfahrtpionier Henri Fabre am Étang de Berre in der Nähe von Marseilles beim zweiten Versuch der erste Flug mit einem Wasserflugzeug. Das Entenflugzeug fliegt in knapp zwei Meter Höhe über etwa 500 Meter. Einen Tag später gelingt Fabre ein Flug über rund sechs Kilometer.

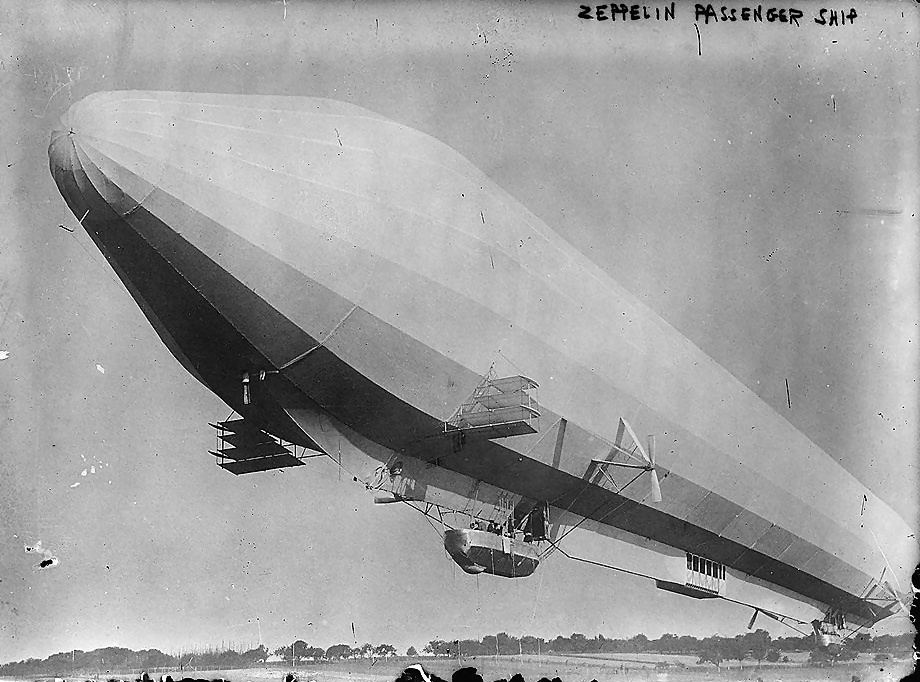
Die LZ 7

- 19. Juni: Das Luftschiff LZ 7 „Deutschland“ unternimmt bei Friedrichshafen eine gelungene Jungfernfahrt.
- 28. Juni: Der wenige Tage zuvor in Betrieb genommene Zeppelin LZ 7 „Deutschland“ stürzt in einem Unwetter am Limberg im Teutoburger Wald bei Bad Iburg nach Versagen eines Motors ab. Passagiere und Besatzung überleben das Unglück.
- 21. August: Dem Piloten César Copetta Brosio gelingt der erste Motorflug in Chile.

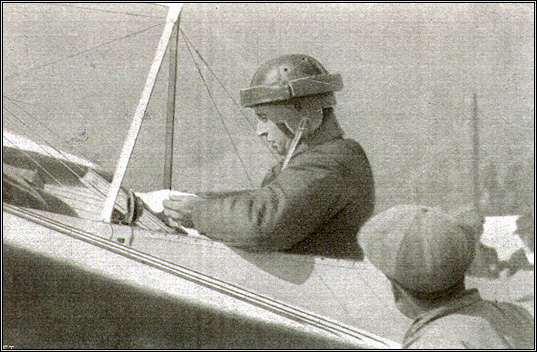
Geo Chávez in seiner Blériot

- 23. September: Dem Flugpionier Jorge Chávez Dartnell gelingt mit seiner Blériot XI, einer Eindecker-Maschine als erstem Menschen die Überquerung des Alpenhauptkamms. Bei seiner Landung in Italien verunglückt er jedoch; wenige Tage später erliegt er seinen Verletzungen.
- 14. Oktober: Der britische Flieger Claude Grahame-White landet mit seinem Farman III-Doppeldecker auf der Executive Avenue (heute Pennsylvania Avenue) in Washington, D.C. in der Nähe des Weißen Hauses. Der Pilot wird festgenommen, die Presse berichtet über die Flugsensation.

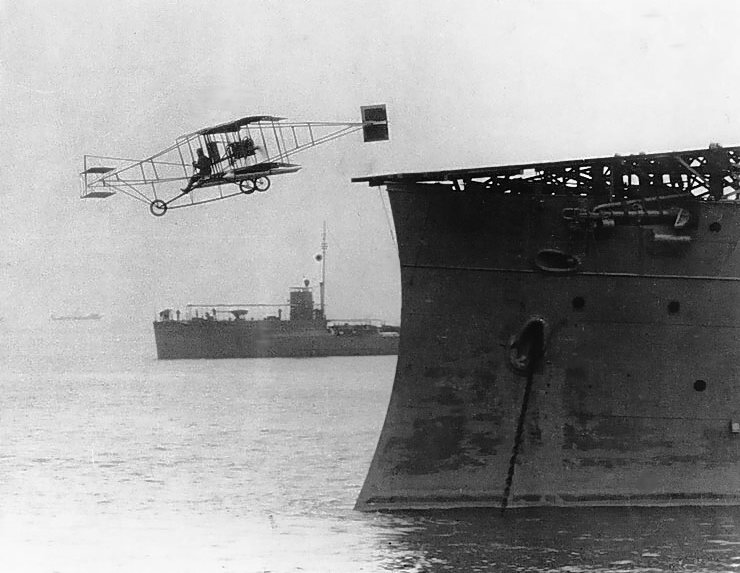
Der Start von der USS Birmingham

- 14. November: Dem Flugpionier Eugene Burton Ely gelingt als erstem Menschen der Start von einem Schiff, von einer Plattform auf dem leichten Kreuzer USS Birmingham.

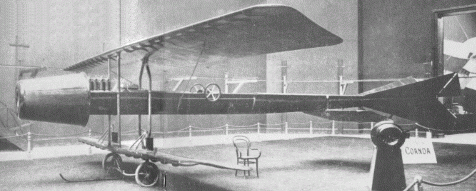
Coandă-Flugzeug

- 16. Dezember: Bei einem unfreiwilligen Flugtest mit der Coanda-1910 entdeckt der rumänische Physiker und Aerodynamiker Henri Marie Coandă den nach ihm benannten Coandă-Effekt. Er beobachtet während der Landung des Flugzeugs, wie sich die Gase und die Flammen aus dem Triebwerk am Rumpf des Flugzeugs entlang anlegen. Dabei gerät das Flugzeug in Brand und wird vollständig zerstört.

#### Biologie und Mathematik

Hexagonale Kreispackung

- Bei der Blüte der Magerwiesen-Margerite wird durch Peter Doyle erstmals eine Hexagonale Kreispackung beobachtet.

#### Höhlenforschung
- 17. Juli: Einer Gruppe unter der Führung von Georg Lahner gelingt durch Überwindung des Großen Eisabgrunds erstmals, tiefer in die Dachstein-Rieseneishöhle einzudringen.
- Mitglieder des Vereins für Höhlenkunde um Hermann Bock entdecken die Dachstein-Mammuthöhle.

#### Medizin und Psychologie
- Der deutsche Arzt Magnus Hirschfeld prägt den Begriff Transvestitismus.
- Das Medikament Arsphenamin gegen Syphilis kommt auf den Markt.

#### Technische Errungenschaften
- 15. Januar: Im US-Bundesstaat Wyoming wird der Shoshone Dam vollendet. Das Bauwerk am Shoshone River ist mit 99 Metern Höhe die bis dahin höchste Talsperre auf der Erde.

#### Lehre und Forschung
- 11. März: In Washington, D.C., eröffnet das National Museum of Natural History ungeachtet nicht abgeschlossener Bauarbeiten.
- März: Sigmund Freud gründet gemeinsam mit anderen Psychoanalytikern in Nürnberg die Internationale Psychoanalytische Vereinigung.
- 21. September: Die von Kaiser Maximilian I. im Jahr 1865 aufgelöste Universität in Mexiko-Stadt wird als Universidad Nacional Autónoma de México neu gegründet.

### Kultur

#### Bildende Kunst
- 11. Februar: Umberto Boccioni präsentiert das Manifest der futuristischen Malerei.
- 21. April/15. Mai: Die Neue Secession spaltet sich unter der Führung von Max Liebermann von der Berliner Secession ab.
- 23. April bis 1. November: In Brüssel findet die Weltausstellung Brüssel International – 1910 statt.
- 3. Juli: Das nach Plänen von Otto Seegy errichtete Künstlerhaus in Nürnberg wird eröffnet.
- 16. Juli bis 9. Oktober: Der Sonderbund Westdeutscher Kunstfreunde und Künstler veranstaltet im Städtischen Kunstpalast in Düsseldorf seine zweite Ausstellung.
- 1. bis 14. September: Die Neue Künstlervereinigung München veranstaltet in der Modernen Galerie Heinrich Thannhauser im Arco-Palais in München ihre zweite Ausstellung.
- 30. April bis 2. Oktober: In Berlin findet die Grosse Berliner Kunstausstellung 1910 statt.
- 8. November 1910 bis 15. Januar 1911: Die Ausstellung Manet and the Post-Impressionists in den Grafton Galleries in London, organisiert von Roger Fry, führt den Kunstbegriff des Post-Impressionismus ein.
- Die russische Malerin Marianne von Werefkin malt unter anderem das Selbstbildnis I, mit dem sie die Abkehr vom Realismus zum Expressionismus vollzieht.
- In Moskau wird die nach der gleichnamigen Ausstellung benannte russische Künstlergruppe Karo-Bube gegründet, die zur russischen Avantgarde gezählt wird.
- Die Bronzestatue Die Bogenspannerin von Ferdinand Lepcke wird im Jan-Kochanowski-Park in Bydgoszcz enthüllt.
- Das nach Plänen von Karl Coelestin Moser errichtete Kunsthaus Zürich wird eröffnet.

Werke Egon Schieles 1910
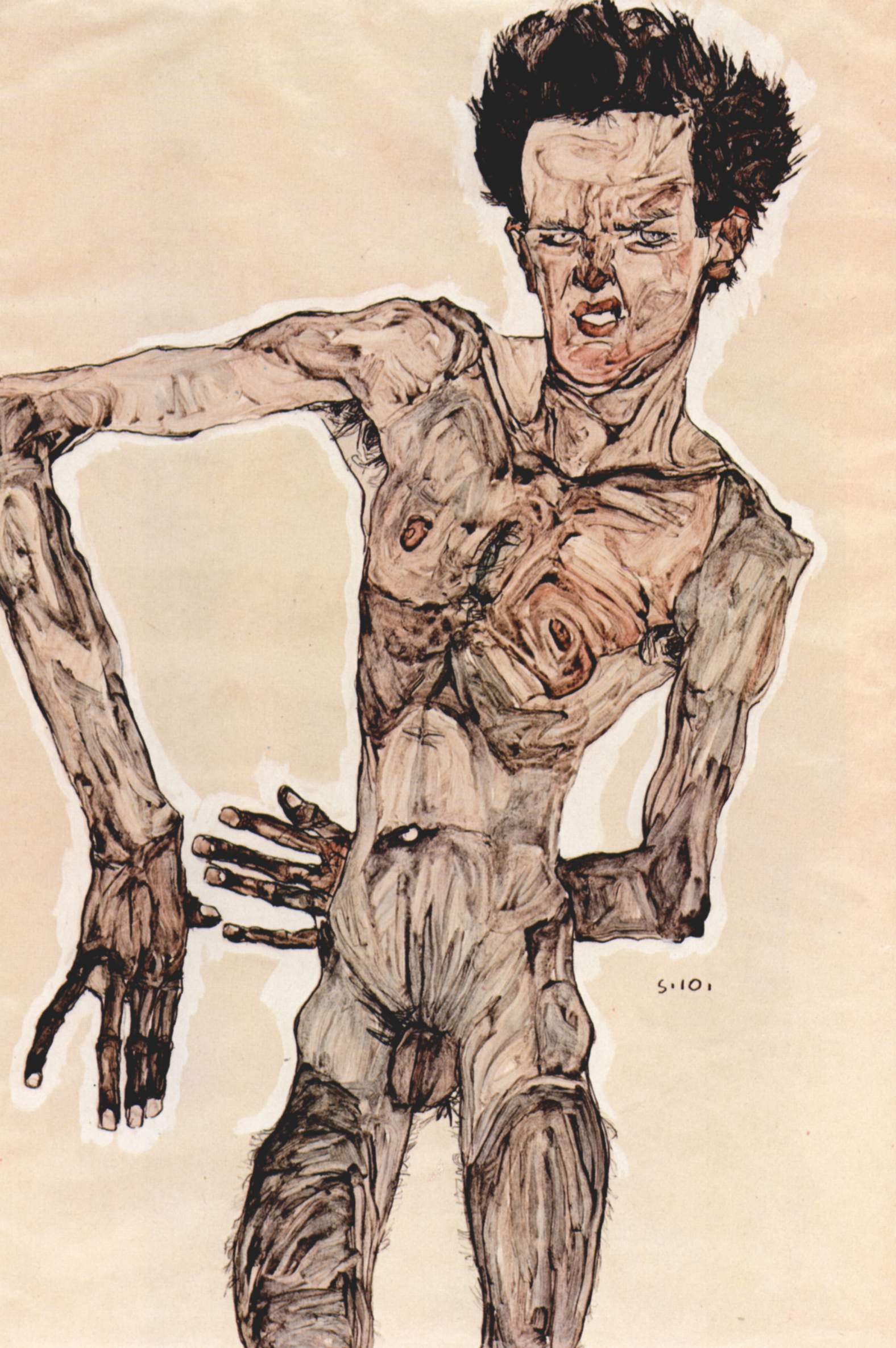
Männlicher Akt, Selbstporträt
Weiblicher Akt
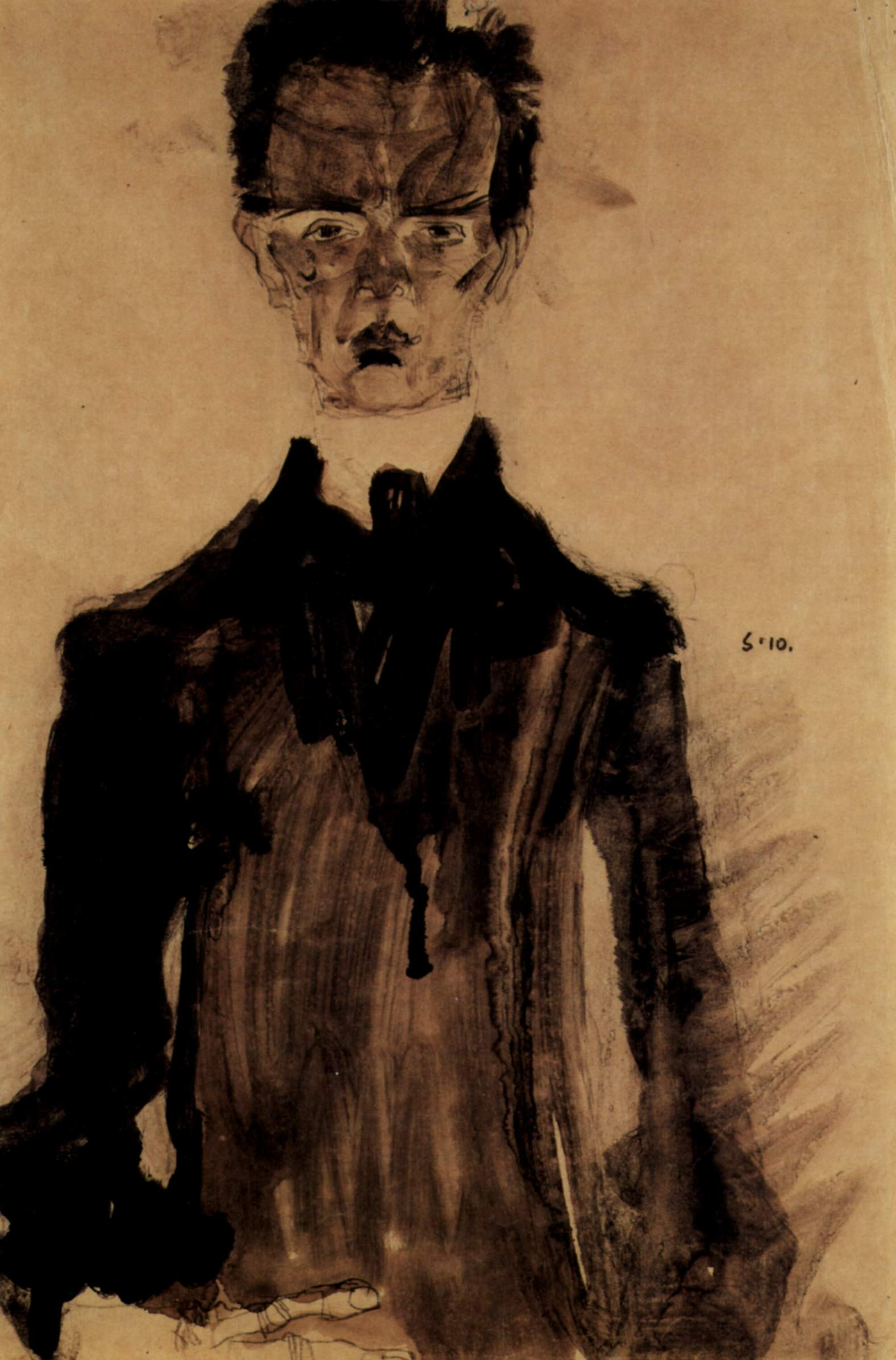
Selbstporträt im schwarzen Gewand
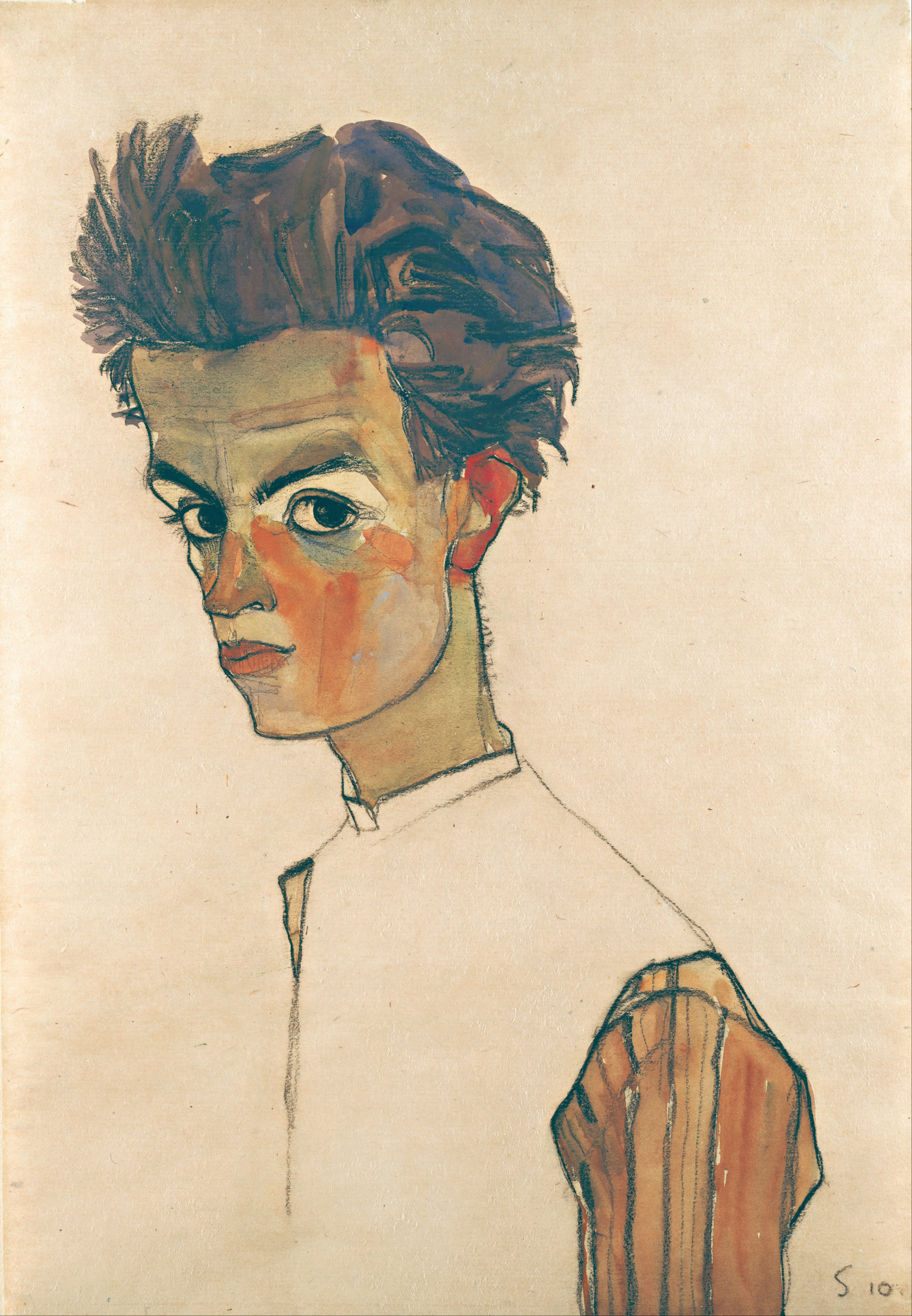
Selbstbildnis mit gestreiftem Hemd

#### Film
- 10. März: Der wahrscheinlich erste in Hollywood gedrehte Film In Old California des Regisseurs D. W. Griffith wird in den Vereinigten Staaten uraufgeführt.

Werbeanzeige für die Aufführung von Abgründe in Kopenhagen

- 28. November: Urban Gads Film Afgrunden (Abgründe) wird in Düsseldorf erstmals in Deutschland gezeigt. Der dänische Film, in dem Asta Nielsen in der Hauptrolle ihr Debüt feiert, dauert 45 Minuten und gilt als erster abendfüllender Film Europas.

#### Literatur

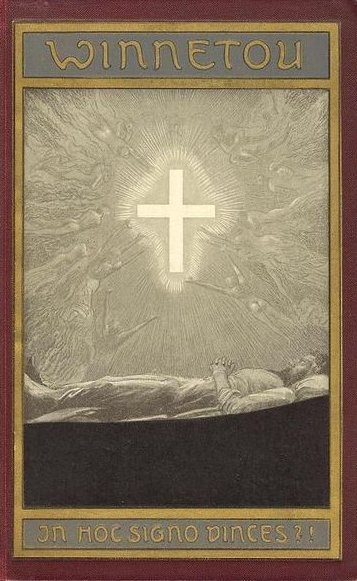
Deckelbild der Sascha-Schneider-Ausgabe von Winnetou IV aus dem Jahr 1910

#### Musik und Theater
- 8. Januar: Am Carltheater in Wien findet die Uraufführung der Operette Zigeunerliebe von Franz Lehár statt. Das Libretto stammt von Alfred Maria Willner und Robert Bodanzky. Lehár kann mit dem Stück jedoch nicht ganz an den Erfolg von Die lustige Witwe aus dem Jahr 1905 anschließen.
- 13. Januar: Aus der Metropolitan Opera in New York City gibt es die erste Opernübertragung in der Geschichte des Hörfunks, bei der auch Enrico Carusos Stimme ertönt.

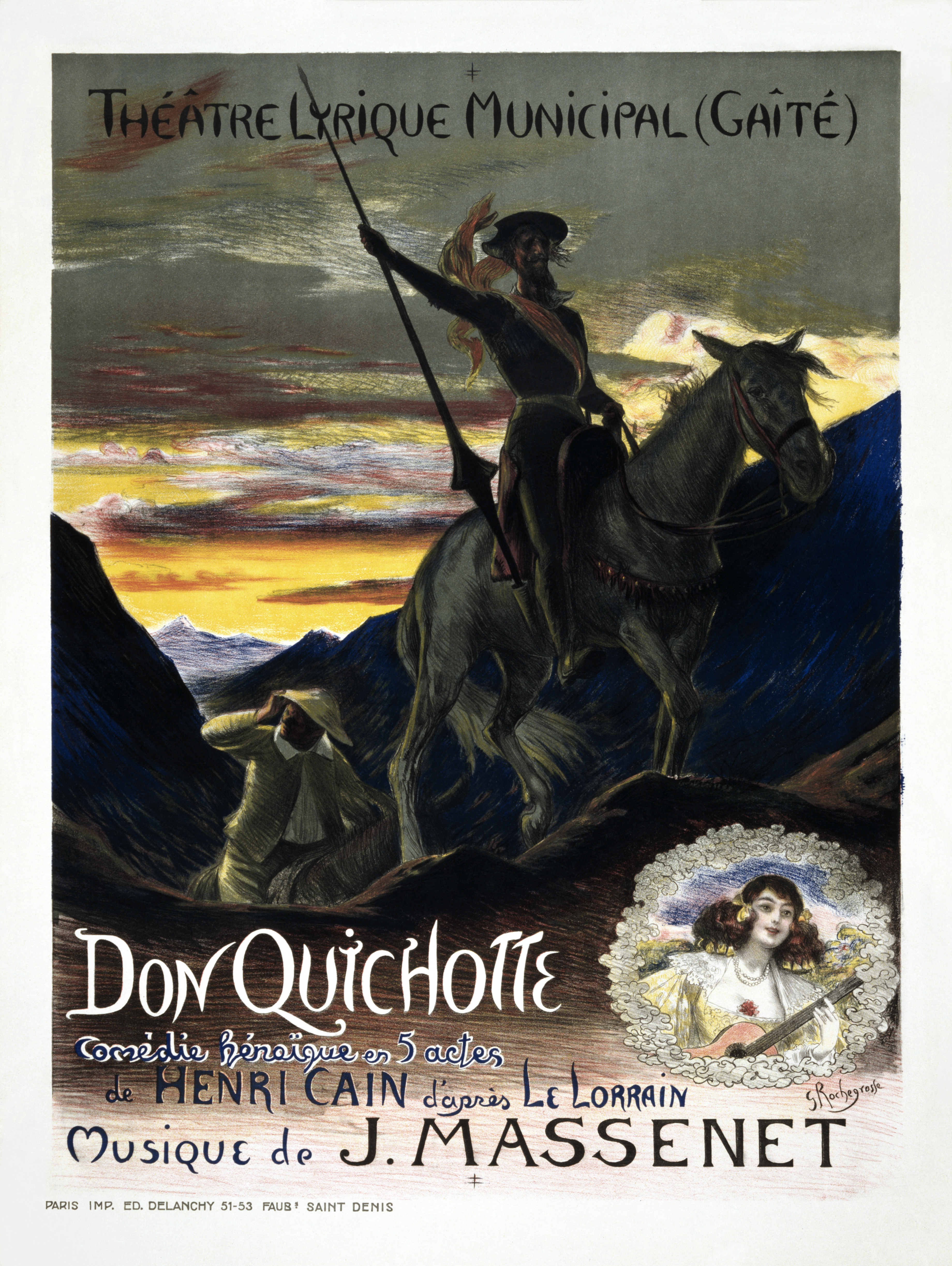
Massenet: Don Quichotte

- 19. Februar: Eine der letzten Opern von Jules Massenet, Don Quichotte mit dem Libretto von Henri Cain nach dem Roman Don Quijote von Miguel de Cervantes, wird mit Fjodor Iwanowitsch Schaljapin in der Titelrolle in Monte Carlo uraufgeführt. Die Oper hat von Beginn an großen Erfolg und wird bald in ganz Europa aufgeführt.
- 26. Februar: Am Wilhelm-Theater in Magdeburg wird die Operette Die keusche Susanne von Jean Gilbert uraufgeführt.

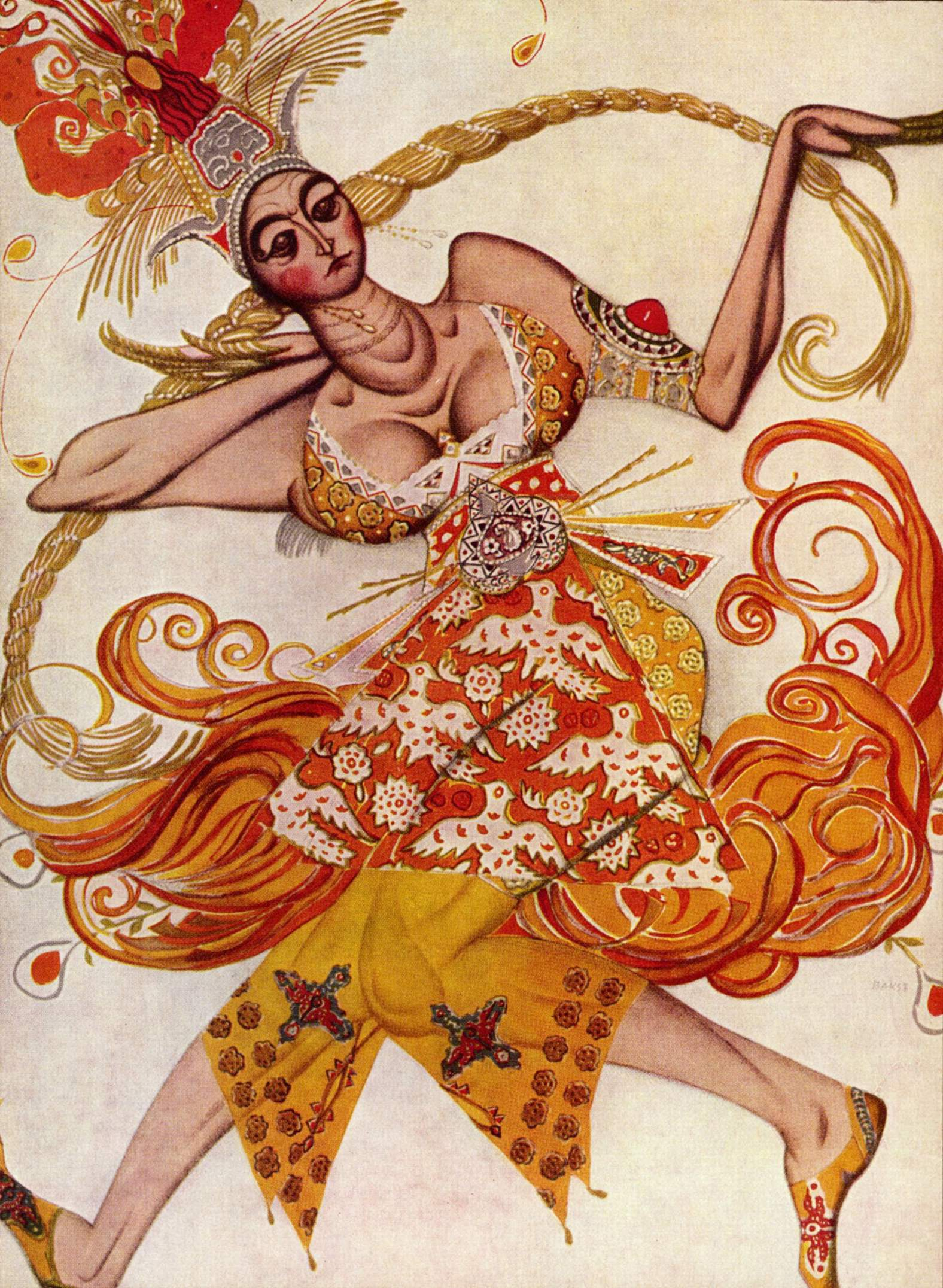
Léon Bakst: Figurine für Der Feuervogel

- 25. Juni: Aufgeführt von Sergei Pawlowitsch Djagilews Ballets Russes hat in Paris Igor Strawinskys Ballett L’Oiseau de feu (Der Feuervogel) mit dem Dirigenten Gabriel Pierné Premiere. Das Libretto von Michel Fokine basiert auf zwei russischen Volksmärchen. Das Stück wird der erste Erfolg des Komponisten.
- 10. September: Die Uraufführung des Bauernschwanks Erster Klasse von Ludwig Thoma erfolgt in München.

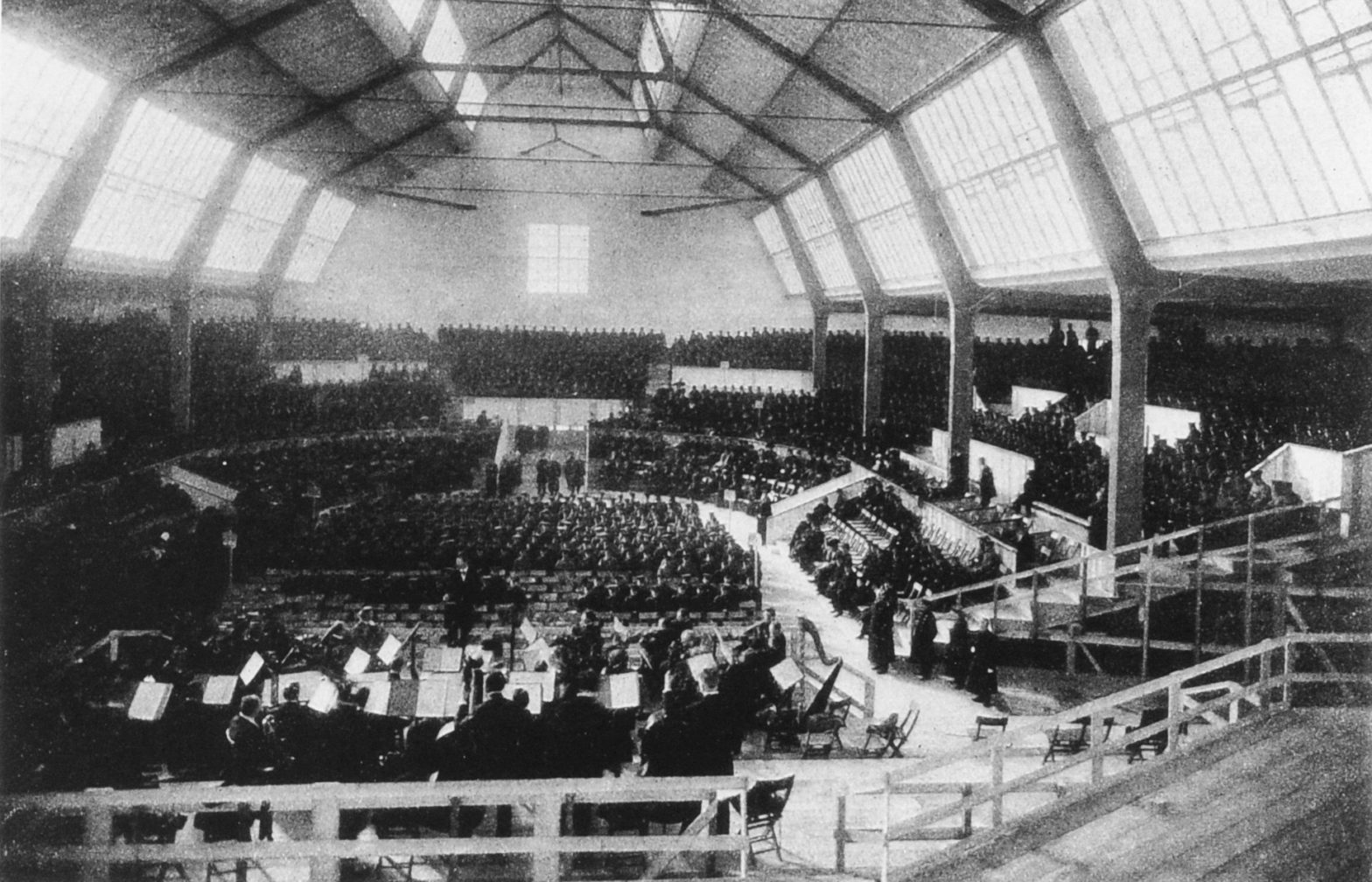
Probe zur Uraufführung von Mahlers 8. Symphonie

- 12. September: In München findet die Uraufführung der 8. Sinfonie von Gustav Mahler (Sinfonie der Tausend) statt.
- 24. November: Das Schauspiel Der junge Medardus von Arthur Schnitzler hat seine Uraufführung unter der Regie von Hugo Thimig am Burgtheater in Wien.
- 10. Dezember: Dirigiert von Arturo Toscanini erfolgt an der Metropolitan Opera in New York die Uraufführung der Oper La fanciulla del West (Das Mädchen aus dem goldenen Westen) von Giacomo Puccini nach dem gleichnamigen Schauspiel von David Belasco.
- 28. Dezember: An der Metropolitan Opera in New York wird die zweite Fassung von Engelbert Humperdincks melodramatischer Oper Königskinder mit dem überarbeiteten Libretto von Elsa Bernstein unter der Leitung von Alfred Hertz uraufgeführt. Die Urfassung hatte 1897 in München Premiere.

#### Sonstiges

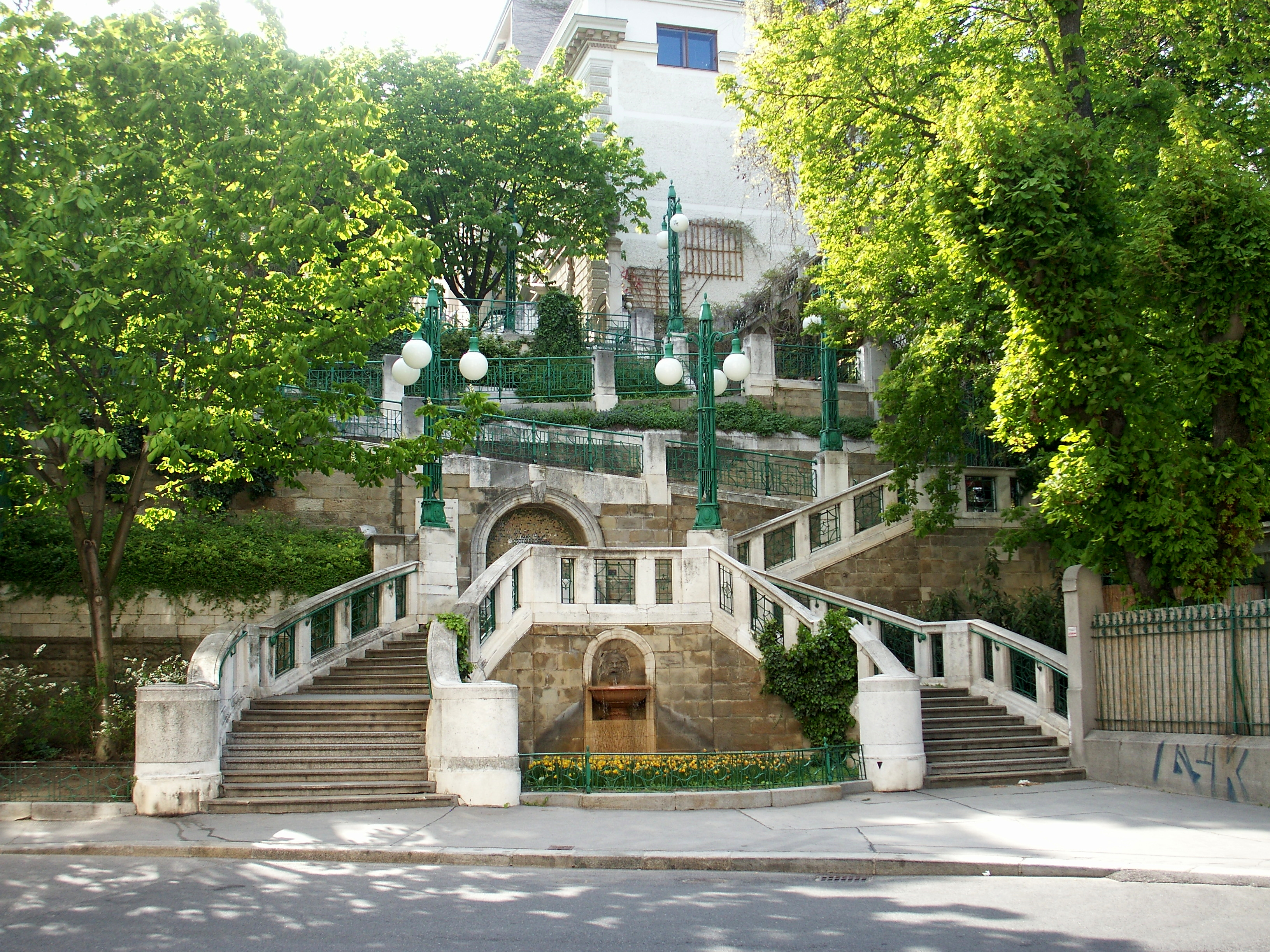
Strudlhofstiege

- 29. November: Die Strudlhofstiege in Wien wird eröffnet.
- Eine vereinfachte Variante des Spiels Pachisi wird unter dem Titel Mensch ärgere Dich nicht zu einem anhaltenden Spieleerfolg.

### Gesellschaft
- 1. Februar: August Euler erhält das erste in Deutschland ausgestellte Flugzeugführerpatent, einen Vorläufer der heutigen Pilotenlizenz.

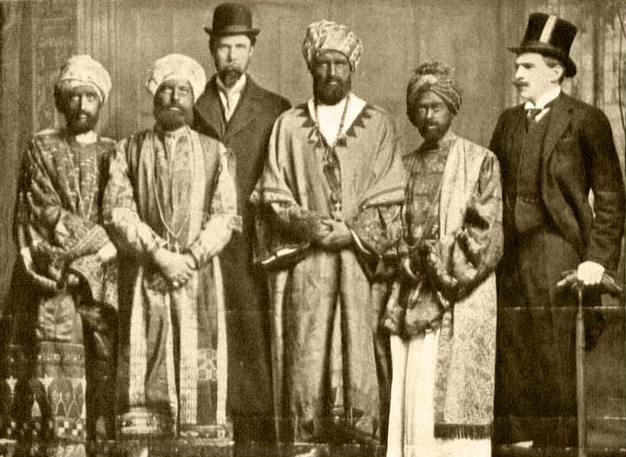
Das Foto aus dem „Daily Mirror“: Die „Orientalische Delegation“ während des Dreadnought-Streichs

- 10. Februar: Virginia Stephen veranstaltet mit einigen ihrer Freunde den sogenannten Dreadnought-Streich. Sie bringen den Oberbefehlshaber der Home Fleet, Admiral Sir William May, dazu, der vermeintlich königlich-abesssinischen Gruppe das Schiff HMS Dreadnought zu zeigen. Dieser Vorfall lenkt die Aufmerksamkeit Großbritanniens auf die Aktivitäten der Bloomsbury Group.
- 17. April: Paul und Edith Geheeb gründen in Ober-Hambach die Odenwaldschule. Die Schule gilt lange Zeit als Vorzeigeinternat der reformpädagogischen Bewegung zu Beginn des 20. Jahrhunderts.
- 19. Juni: In Spokane im US-Bundesstaat Washington wird zum ersten Mal ein Vatertag gefeiert. Sonora Smart Dodd will damit in Anlehnung an den in den USA eingeführten Muttertag eigentlich ihren alleinerziehenden Vater ehren, setzt jedoch eine Bewegung in Gang.

### Religion
- 26. Mai: Die dem Andenken des Heiligen Karl Borromäus gewidmete Enzyklika Editae saepe des Papstes Pius X. löst in Deutschland erhebliche Entrüstung von Protestanten aus. Einige Textpassagen werden von ihnen als beleidigend verstanden.
- 11. Juni: Ein Dekret des spanischen Königs gewährt allen Bürgern volle Glaubensfreiheit.
- 14.–23. Juni: In Edinburgh findet die erste Weltmissionskonferenz statt.
- 1. September: Papst Pius X. führt für alle Kleriker der katholischen Kirche den Antimodernisteneid ein, den vor allem Bischöfe ablegen müssen. Der Papst will damit dem Modernismus wirksam begegnen.

### Katastrophen

#### Schiffskatastrophen
- 10. Januar: Das britische Passagierschiff Loodiana verschwindet nach dem Ablegen in Port Louis (Mauritius) mit 175 Menschen an Bord spurlos auf dem Indischen Ozean. Die Ursache ist bis heute ungeklärt.
- 10. Februar: Vor Menorca wird das französische Passagierschiff Général Chanzy durch heftige Sturmböen auf ein Riff geschleudert und sinkt, nachdem die Kesselräume explodieren. Nur einer der 156 Menschen an Bord überlebt.
- 26. Mai: Schiffsunglück in Frankreich. Bei der Kollision des französischen U-Boots Pluviose mit einem Postdampfer bei Calais sterben alle 28 Mann der U-Boot-Besatzung.

#### Epidemien
- Eine Cholera-Epidemie in Russland fordert zehntausende Tote.
- Dezember: In der Mongolei und in der Mandschurei bricht die Pest aus.

#### Sonstige Katastrophen

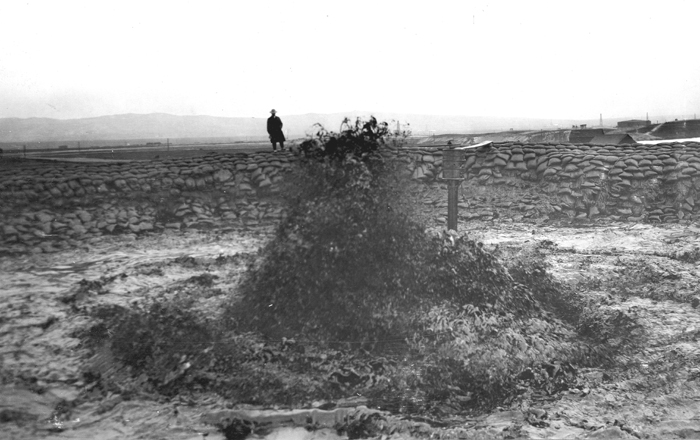
Der Lakeview Gusher, nachdem der Ausfluss bereits nachgelassen hatte und mit Sandsäcken eingedämmt war

- 14. März: Nahe Bakersfield in Kalifornien kommt es bei Ölbohrungen zu einem Blowout, dem Lakeview Gusher, bei dem bis September 1911 rund 1.230.000 Tonnen Erdöl austreten.

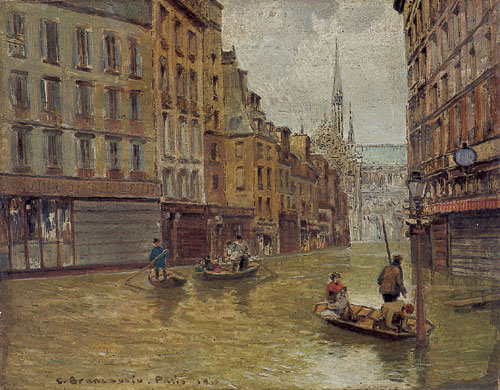
Carlo Brancaccio: Hochwasser in Paris, 1910

- Frühjahr: In ganz Frankreich führen Dauerregen und Schneeschmelze zu Hochwasser. Das Seinehochwasser 1910 in Paris erreicht einen Rekordpegel von 8,60 m.
- 4. Mai: Bei einem schweren Erdbeben in Costa Rica wird die Stadt Cartago zerstört. Über 600 Menschen sterben. Der kürzlich gegründete  Zentralamerikanische Gerichtshof muss daraufhin nach San José verlegt werden.
- Beim Hochwasser der Ahr am 12./13. Juni 1910 kamen 52 Menschen um ihr Leben, zumeist ausländische Bahnarbeiter. Der Schaden der Privathaushalte und Gemeinden betrug in den Kreisen Adenau und Ahrweiler etwa 2,7 Millionen  Mark (entspricht heute etwa 16,5 Millionen EUR).
- 15. bis 17. Juni: Starke Wolkenbrüche verbunden mit Schneeschmelze in den Alpen führen zum Hochwasser des Lechs.
- 13. Juli: Das Luftschiff „Erbslöh“ explodiert in der Luft und stürzt ab. Die Besatzung stirbt.

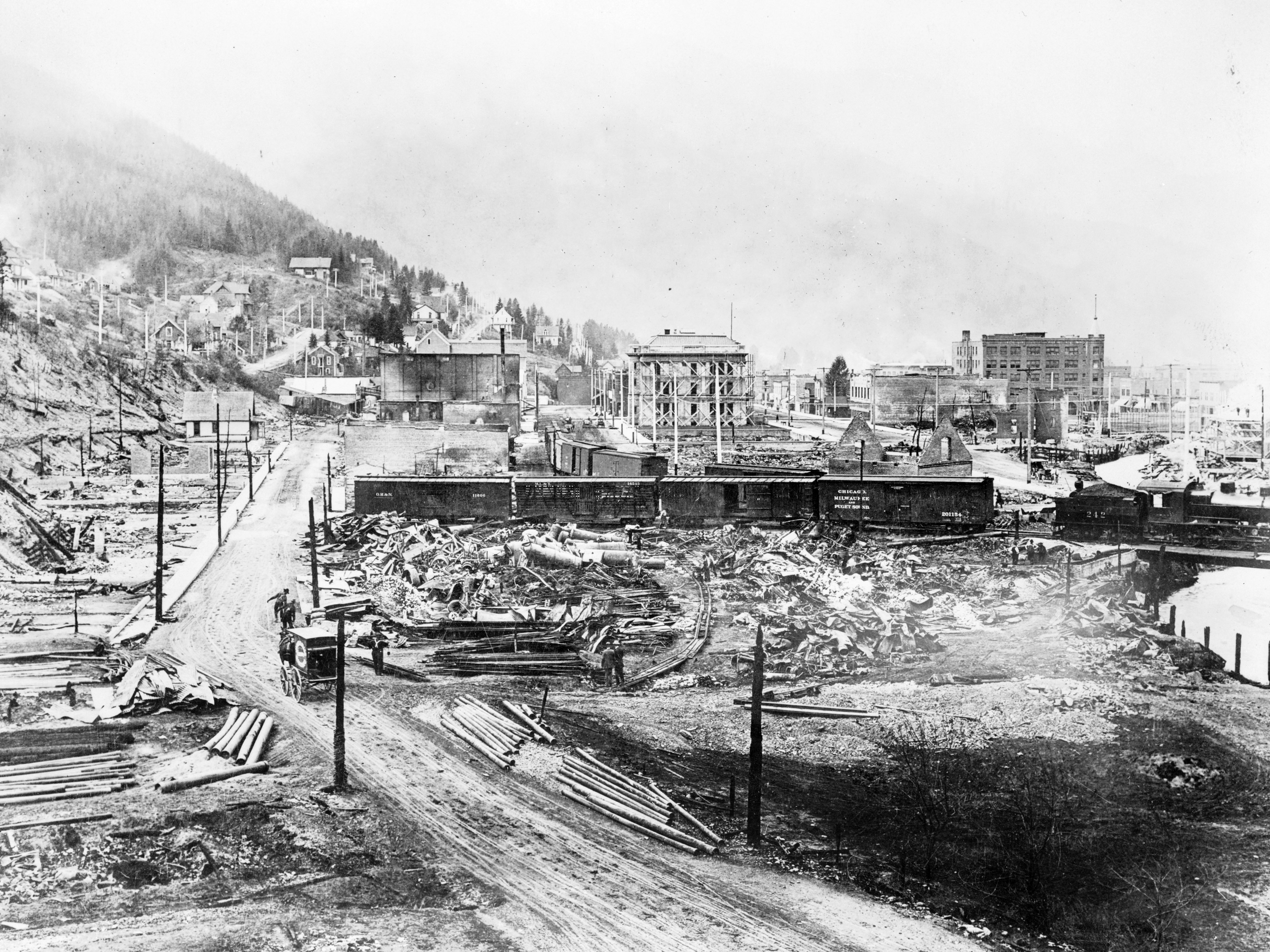
Die Stadt Wallace in Idaho nach dem Großen Brand

- 20./21. August: In den nordwestlichen US-Bundesstaaten Washington, Idaho und Montana wütet der Große Brand von 1910. Mit einer betroffenen Gesamtfläche von mehr als 12.000 km² gilt er bis heute als einer der größten Waldbrände der Vereinigten Staaten. 86 Personen kommen in den Flammen ums Leben, darunter 78 Feuerwehrleute. Die hohen Verluste unter den Brandbekämpfern beeinflussen die Strategie der Waldbrandbekämpfung in den nachfolgenden Jahrzehnten maßgeblich.
- 25. Oktober: Regenfälle und Sturm führen am Golf von Neapel zu einem Erdrutsch, bei dem mehrere hundert Menschen sterben.
- 21. Dezember: Bei einer Explosion in einem Bergwerk, dem Pretoria Pit Disaster, sterben im englischen Westhoughton 344 Bergleute.

Kleinere Unglücksfälle sind in den Unterartikeln von Katastrophe und in der Liste von Katastrophen aufgeführt.

### Natur und Umwelt
- 11. Mai: Der Glacier-Nationalpark im Bundesstaat Montana in den USA wird gegründet.

### Sport
- 24. Februar: Der schwedische Fußballverein Malmö FF wird gegründet.
- 15. Mai: Der FC St. Pauli wird als Fußballabteilung des Hamburg-St. Pauli Turnverein 1862 gegründet.
- 1. Juni: Der Dresdner SV 1910 wird gegründet.
- 1. Juni: Der FC Bayern Hof wird gegründet.
- 1. August: Der Favoritner Athletik-Sport-Club wird ins Vereinsregister eingetragen. Am 21. Dezember wird er in einer Sitzung des Österreichischen Fußballverbandes in den Verband aufgenommen und der 2. Klasse Wien zugeordnet.
- 29. September: Die Société Sportive du Parc Pommery wird gegründet.
- 29. Oktober: Der Wiener Amateur-Sportverein wird in einer konstituierenden Generalversammlung unter Vorsitz von Erwin Müller gegründet. Die Aufnahme in den Österreichischen Fußball-Verband erfolgt knapp zwei Wochen später, am 16. November. Ein großer Teil der Gründungsmitglieder sind ehemalige Spieler des Vienna Cricket and Football-Clubs, aus dem sie infolge schwerer persönlicher Differenzen mit der Vereinsleitung ausgetreten sind.
- 5. November: In Polen wird der Fußballverein Widzew Łódź gegründet.
- 20. November: Der portugiesische Fußballverein Vitória Setúbal entsteht.

Einträge von Leichtathletik-Weltrekorden siehe unter der jeweiligen Disziplin unter Leichtathletik.

### Nobelpreise
| Preis                                   | Person                                                        | Land                                                                    | Begründung für die Preisvergabe | Bild                                      |
| --------------------------------------- | ------------------------------------------------------------- | ----------------------------------------------------------------------- | --- | ----------------------------------------- |
| Nobelpreis für Physik                   | Johannes Diderik van der Waals (1837–1923)                    | Niederlande                                                             | „für seine Arbeiten über die Zustandsgleichung der Gase und Flüssigkeiten“ (Van-der-Waals-Gleichung) | Johannes Diderik van der Waals            |
| Nobelpreis für Chemie                   | Otto Wallach (1847–1931)                                      | Deutsches Reich                                                         | „als Anerkennung des Verdienstes, den er sich um die Entwicklung der organischen Chemie und der chemischen Industrie durch seine bahnbrechenden Arbeiten auf dem Gebiet der alicyclischen Verbindungen erworben hat“                                                 | Otto Wallach                              |
| Nobelpreis für Physiologie oder Medizin | Albrecht Kossel (1853–1927)                                   | Deutsches Reich                                                         | „in Anerkennung des Beitrages, den seine Arbeiten über Eiweißstoffe einschließlich der Nukleine für unsere Kenntnis der Chemie der Zelle geleistet haben“ (Anmerk.: die DNS war damals noch unbekannt – die Substanzen des Zellkerns wurden als Nukleine bezeichnet) | Albrecht Kossel                           |
| Nobelpreis für Literatur                | Paul Heyse (1830–1914)                                        | Deutsches Reich (geboren in Berlin, Königreich Preußen, Deutscher Bund) | „als Huldigungsbeweis für das vollendete und von idealer Auffassung geprägte Künstlertum, das er während einer langen und bedeutenden Wirksamkeit als Lyriker, Dramatiker, Romanschriftsteller und Dichter von weltberühmten Novellen an den Tag gelegt hat“         | Paul Heyse                                |
| Friedensnobelpreis                      | Bureau International Permanent de la Paix (Bern) (gegr. 1891) |                                                                         | (Ständiges Internationales Friedensbüro) | Bureau International Permanent de la Paix |

## Größte Städte der Welt um das Jahr 1910
| Kernstädte | Kernstädte              | Kernstädte             | Kernstädte | Kernstädte | Kernstädte |
| Rang       | Name                    | Region                 | Einwohner  | Stand      |            |
| ---------- | ----------------------- | ---------------------- | ---------- | ---------- | ---------- |
| 1.         | London                  | Vereinigtes Königreich | 7.160.441  | 1911       |            |
| 2.         | New York City           | Vereinigte Staaten     | 4.766.883  | 1910       |            |
| 3.         | Paris                   | Frankreich             | 2.888.110  | 1911       |            |
| 4.         | Chicago                 | Vereinigte Staaten     | 2.185.283  | 1910       |            |
| 5.         | Wien                    | Österreich-Ungarn      | 2.083.630  | 1910       |            |
| 6.         | Berlin                  | Deutsches Kaiserreich  | 2.071.257  | 1910       |            |
| 7.         | Tokio                   | Japanisches Reich      | 2.050.100  | 1914       |            |
| 8.         | Sankt Petersburg        | Russisches Kaiserreich | 1.962.000  | 1910       |            |
| 9.         | Moskau                  | Russisches Kaiserreich | 1.617.157  | 1912       |            |
| 10.        | Buenos Aires            | Argentinien            | 1.582.884  | 1914       |            |
| 11.        | Philadelphia            | Vereinigte Staaten     | 1.549.008  | 1910       |            |
| 12.        | Bombay                  | Britisch-Indien        | 1.018.388  | 1911       |            |
| 13.        | Hamburg                 | Deutsches Kaiserreich  | 931.035    | 1910       |            |
| 14.        | Istanbul/Konstantinopel | Osmanisches Reich      | 909.978    | 1914       |            |
| 15.        | Budapest                | Österreich-Ungarn      | 880.371    | 1910       |            |
| 16.        | Shanghai                | Kaiserreich China      | 832.500    | 1910       |            |

## Geboren

### Januar
- 01. Januar: Alois Grillmeier, katholischer Theologe und Kardinal († 1998)
- 01. Januar: Lo Simons, niederländischer Motorradrennfahrer († 1956)
- 01. Januar: Haniya Yutaka, japanischer Schriftsteller († 1997)
- 02. Januar: Hans Wildberger, Schweizer evangelischer Geistlicher und Hochschullehrer († 1986)
- 03. Januar: John Sturges, US-amerikanischer Filmregisseur († 1992)
- 06. Januar: Kurt Fischer, deutscher Bürgermeister († 1969)
- 06. Januar: Heinrich Krebs, Richter am deutschen Bundessozialgericht († 2001)
- 07. Januar: Edoardo Antonelli, italienischer Drehbuchautor und Filmregisseur († 1986)
- 07. Januar: August Dickmann, Kriegsdienstverweigerer, Zeuge Jehovas († 1939)
- 07. Januar: Orval Faubus, US-amerikanischer Gouverneur († 1994)
- 08. Januar: Josef Adelbrecht, österreichischer Fußballspieler († 1941)
- 08. Januar: Galina Sergejewna Ulanowa, russische Primaballerina († 1998)
- 09. Januar: Eberhard Achterberg, deutscher Religionswissenschaftler und Publizist († 1983)
- 09. Januar: Henriette Puig-Roget, französische Organistin, Pianistin und Komponistin († 1992)
- 11. Januar: Trygve Bratteli, norwegischer Politiker († 1984)
- 12. Januar: Géry Leuliet, Bischof von Amiens († 2015)
- 12. Januar: José Salazar López, Erzbischof von Guadalajara und Kardinal († 1991)
- 12. Januar: Pio Ortelli, Schweizer Pädagoge und Schriftsteller († 1963)

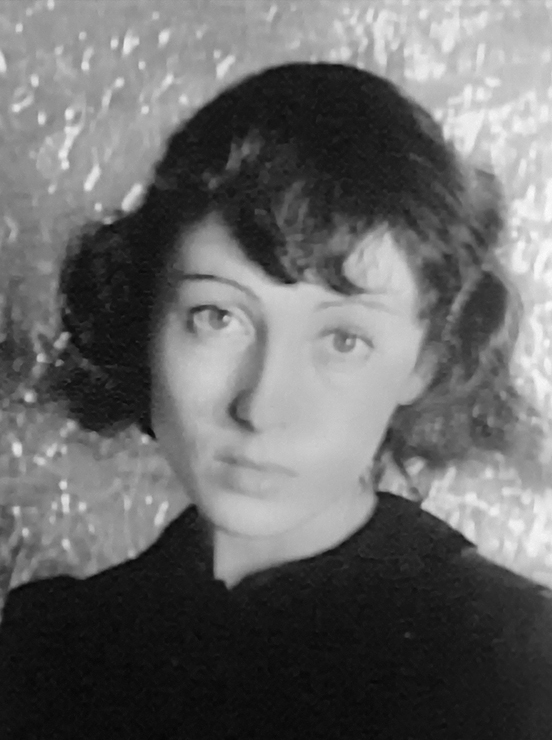
Luise Rainer auf einem Porträt vom 2. September 1937

- 12. Januar: Luise Rainer, deutsch-britische Schauspielerin († 2014)
- 15. Januar: Marek Fisz, polnischer Mathematiker († 1963)
- 16. Januar: Walter Schellenberg, Chef der militärischen Geheimdienste im Dritten Reich († 1952)
- 17. Januar: Igor Dmitrijewitsch Ado, russischer Mathematiker († 1983)
- 17. Januar: Ambros Josef Pfiffig, österreichischer Etruskologe († 1998)
- 18. Januar: Kenneth Ewart Boulding, britisch-amerikanischer Wirtschaftswissenschaftler († 1993)
- 18. Januar: Ivo Veit, deutscher Rundfunkregisseur, Schauspieler und Kabarettist († 1984)
- 19. Januar: Adolf Wicht, deutscher Brigadegeneral der Reserve († 1996)
- 20. Januar: Friederike Victoria Adamson, britisch-österreichische Naturforscherin, Malerin und Schriftstellerin († 1980)
- 20. Januar: Lauritz Lauritzen, deutscher Politiker († 1980)
- 21. Januar: Shantaram Govind Athavale, indischer Liedtexter, Filmregisseur, Dokumentarfilmer, Dichter und Autor († 1975)
- 21. Januar: Albert D. Rosellini, US-amerikanischer Politiker († 2011)
- 23. Januar: Paul-Marcel Gauthier, kanadischer Sänger und Komponist († 1999)
- 23. Januar: Werner Kamenik (eigtl. Gustav Werner Steinmetz), deutscher Schauspieler († 1993)
- 23. Januar: Django Reinhardt, belgisch-französischer Jazzmusiker († 1953)
- 23. Januar: Irene Sharaff, US-amerikanische Kostümbildnerin († 1993)
- 25. Januar: Homer Ledbetter, US-amerikanischer American-Football-Spieler († 1946)
- 25. Januar: Viljo Revell, finnischer Architekt († 1964)
- 26. Januar: Little Shoe, US-amerikanische Country-Musikerin (†)
- 27. Januar: Edvard Kardelj, jugoslawischer Politiker († 1979)
- 28. Januar: John Banner, österreichischer Schauspieler († 1973)
- 30. Januar: Carola Höhn, deutsche Bühnen- und Filmschauspielerin († 2005)
- 31. Januar: Emmy Diemer-Nicolaus, deutsche Politikerin und MdB († 2008)
- 31. Januar: Ludwig von Moos, Schweizer Politiker († 1990)
- 31. Januar: Giorgio Perlasca, italienischer Faschist und Retter tausender Juden in Budapest († 1992)
- 31. Januar: Nomi Rubel, deutsch-jüdische Schriftstellerin († 1996)

### Februar
- 01. Februar: Wilhelm Antrup, Brigadegeneral der Luftwaffe der Bundeswehr († 1984)

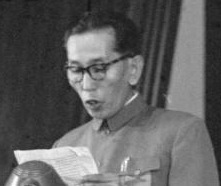
Ngapoi Ngawang Jigmê während der ersten Sitzung des Nationalen Volkskongresses der Volksrepublik China 1954

- 01. Februar: Ngapoi Ngawang Jigmê, tibetischer Politiker († 2009)
- 01. Februar: Artur Wilke, deutscher Dorfschullehrer und NS-Kriegsverbrecher († 1989)
- 02. Februar: August Berlin, deutscher Politiker († 1981)
- 03. Februar: Jack Belden, US-amerikanischer Kriegskorrespondent und Schriftsteller († 1989)
- 03. Februar: Blas Galindo, mexikanischer Komponist († 1993)
- 03. Februar: Rupert Viktor Oppenauer, österreichischer Chemiker († 1969)
- 04. Februar: František Rauch, tschechischer Pianist und Musikpädagoge († 1996)
- 04. Februar: Michail Sidorkin, sowjetischer Schauspieler und Theaterregisseur († 1980)
- 04. Februar: Herbert Wilhelmy, deutscher Geograph († 2003)
- 05. Februar: Michail Ignátieff, deutscher Musiker († 1991)
- 05. Februar: Francisco Varallo, argentinischer Fußballspieler († 2010)
- 06. Februar: Vera Brühne, mutmaßliche Doppelmörderin († 2001)
- 06. Februar: Elfriede Seppi, deutsche Politikerin und MdB († 1976)
- 07. Februar: Max Bense, deutscher Philosoph, Schriftsteller und Publizist († 1990)
- 07. Februar: Elisabeth Reichelt, deutsche Kammersängerin und Koloratursopranistin († 2001)
- 07. Februar: Elsa Thiemann, deutsche Fotografin († 1981)
- 08. Februar: Geoffrey de Ste Croix, britischer Althistoriker († 2000)
- 09. Februar: István Arató, ungarischer Komponist († 1980)
- 09. Februar: Anna Sokolow, US-amerikanische Tänzerin und Choreographin († 2000)
- 09. Februar: Jacques Monod, französischer Biochemiker († 1976)
- 09. Februar: Elbert N. Carvel, US-amerikanischer Politiker († 2005)
- 10. Februar: Maria Cebotari, moldawische Opernsängerin († 1949)
- 10. Februar: Georges Pire, belgischer Mönch und Friedensnobelpreisträger († 1969)
- 11. Februar: Rudi Baerwind, deutscher Maler († 1982)
- 12. Februar: Abdullah ibn Chalifa, Sultan von Sansibar († 1963)
- 12. Februar: Enrique Anderson Imbert, argentinischer Literaturkritiker und Schriftsteller († 2000)
- 13. Februar: Elsa Barraine, französische Komponistin († 1999)
- 13. Februar: William B. Shockley, US-amerikanischer Physiker und Nobelpreisträger († 1989)
- 15. Februar: Jaime Figueroa, puerto-ricanischer Geiger († 2003)
- 16. Februar: Stig Andersson, schwedischer Ringer († unbekannt)
- 16. Februar: Walter Fisch, deutscher Politiker († 1966)
- 16. Februar: Jewgeni Kirillowitsch Golubew, russischer Komponist († 1988)
- 17. Februar: Mike Austin, US-amerikanischer Golfspieler und -lehrer († 2005)
- 17. Februar: Victor Maag, Schweizer evangelischer Geistlicher und Hochschullehrer († 2002)
- 17. Februar: Alfred Mendelsohn, rumänischer Komponist († 1966)
- 19. Februar: Dorothy Janis, US-amerikanische Stummfilmschauspielerin († 2010)
- 19. Februar: Georges Tapie, französischer Ruderer († 1964)
- 19. Februar: Walter Grey Walter, US-amerikanischer Neurophysiologe († 1977)
- 21. Februar: Douglas Bader, britischer Kampfflieger († 1982)
- 22. Februar: Wilfried Lange, deutscher Schachmeister und Schachorganisator († 1993)
- 22. Februar: Baltasar Lobo, spanischer Bildhauer und Zeichner († 1993)
- 24. Februar: Cenek Kottnauer, tschechisch-britischer Schachspieler († 1996)
- 25. Februar: Millicent Fenwick, US-amerikanische Politikerin († 1992)
- 25. Februar: Dominique Gauthier, kanadischer Arzt und Folkloreforscher († 2006)
- 26. Februar: Rudolf Hillebrecht, Stadtbaurat in Hannover († 1999)
- 26. Februar: Olav Roots, estnischer Dirigent und Pianist († 1974)
- 27. Februar: Joan Bennett, US-amerikanische Schauspielerin († 1990)
- 27. Februar: Wolfgang Preiss, deutscher Schauspieler († 2002)
- 27. Februar: Alois Schnabel, österreichischer Feldhandballspieler († 1982)
- 28. Februar: Roman Maciejewski, polnischer Komponist, Pianist und Dirigent († 1998)
- 28. Februar: Nicolas Rossolimo, französisch-amerikanischer Schachspieler († 1975)

### März
- 01. März: Mapy Cortés, puerto-ricanische Schauspielerin († 1998)

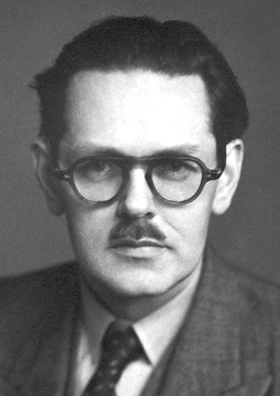
Archer John Porter Martin

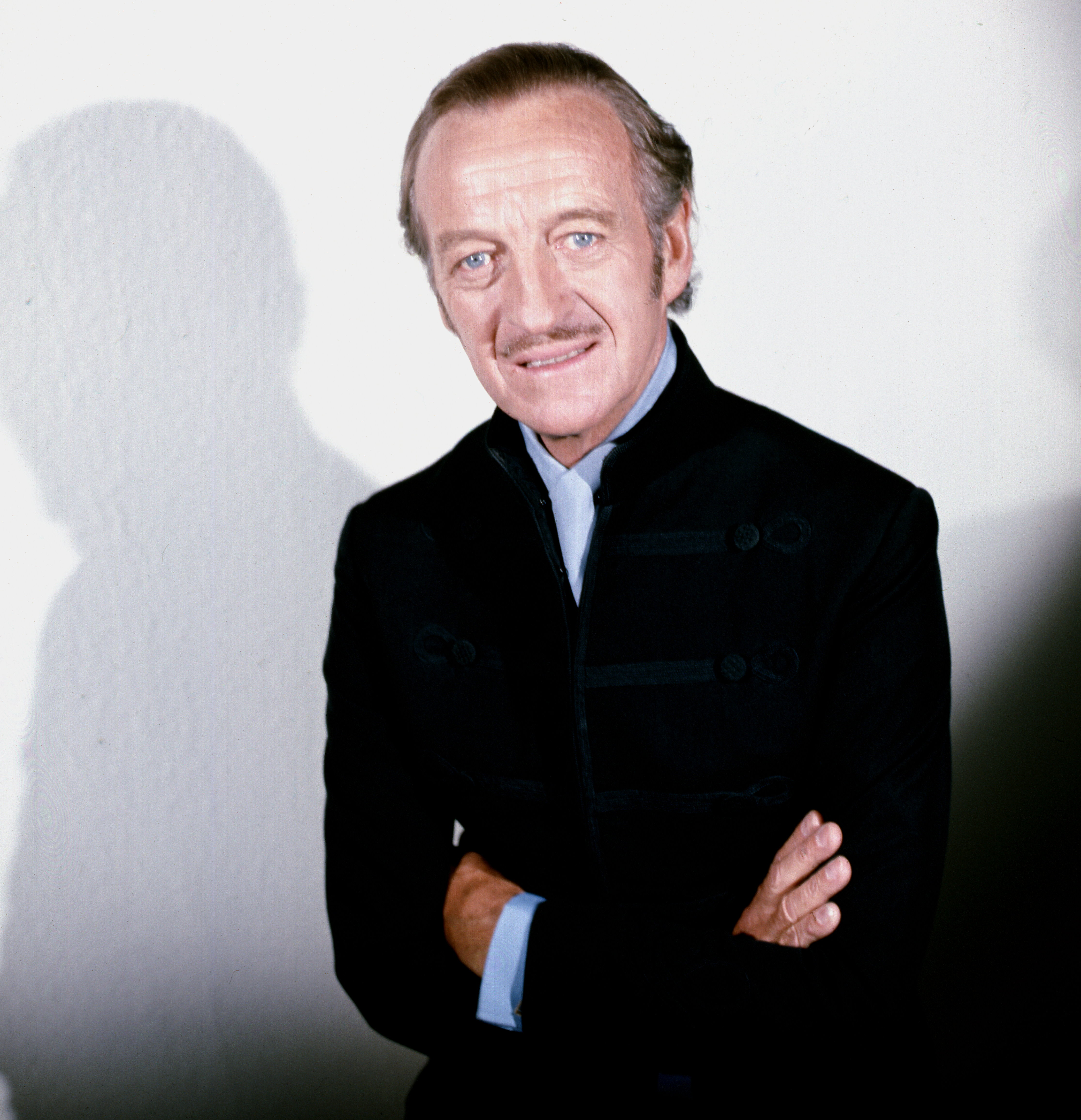
David Niven

- 01. März: Archer J. P. Martin, britischer Biochemiker und Nobelpreisträger († 2002)
- 01. März: David Niven, britischer Schauspieler († 1983)
- 01. März: Erika Streit, Schweizer Malerin, Grafikerin und Zeichnerin († 2011)
- 02. März: Harry Blech, britischer Dirigent und Violinist († 1999)
- 02. März: Kurt Frost, deutscher Schauspieler und Bühnenschriftsteller
- 02. März: Franz Ott, deutscher Politiker († 1998)
- 03. März: Gerhard Arlt, deutscher Maler, Graphiker und Heimatkundler († 1992)
- 03. März: Karl Obrecht, Schweizer Jurist und Politiker († 1979)
- 04. März: Tancredo Neves, brasilianischer Politiker († 1985)
- 05. März: Ennio Flaiano, italienischer Schriftsteller († 1972)
- 05. März: Jacinta Marto, portugiesische Selige, Zeugin einer Marienerscheinung († 1920)
- 05. März: Franz Schnyder, Schweizer Filmregisseur († 1993)
- 08. März: Carl-Axel Acking, schwedischer Architekt und Möbeldesigner († 2001)
- 09. März: Samuel Barber, US-amerikanischer Komponist († 1981)
- 09. März: Harry Glickman, russischer Geiger († 1996)
- 09. März: S. Sylvan Simon, US-amerikanischer Regisseur und Produzent († 1951)
- 10. März: Klaus Oswatitsch, österreichischer Physiker († 1993)
- 11. März: Robert Havemann, deutscher Chemiker, Kommunist und Regimekritiker in der DDR († 1982)
- 11. März: Konstantin Kokkinaki, sowjetischer Testpilot († 1990)
- 12. März: Fritz René Allemann, Schweizer Journalist und Autor († 1996)
- 12. März: László Lékai, ungarischer Erzbischof von Esztergom und Kardinal († 1986)
- 12. März: Wachtang Tschabukiani, georgischer Tänzer und Choreograph († 1992)
- 13. März: Gerhard von Düsterlho, deutscher Ruderer und Arzt († 1973)
- 13. März: Sammy Kaye, US-amerikanischer Orchesterleiter und Komponist († 1987)
- 13. März: José María Cervera Lloret, spanischer Komponist und Professor († 2002)
- 13. März: Karl Mommer, deutscher Politiker († 1990)
- 13. März: Sverre Nordby, norwegischer Fußballspieler († 1978)
- 13. März: Franz Olah, österreichischer Politiker und Gewerkschafter († 2009)
- 14. März: Helmut Knochen, deutscher Anglist und SS-Offizier († 2003)
- 14. März: Ernst Schäfer, deutscher Zoologe († 1992)
- 15. März: An Rutgers, niederländische Schriftstellerin († 1990)
- 16. März: Wunibald Maria Brachthäuser, deutscher katholischer Geistlicher († 1999)
- 16. März: Hugo Nünlist, Schweizer Höhlenforscher und Autor († 1990)
- 16. März: Yank Rachell, US-amerikanischer Blues-Musiker († 1997)
- 17. März: Karl Hans Bergmann, deutscher Publizist († 2007)
- 19. März: Denys Gaith, syrischer Erzbischof († 1986)
- 20. März: Helmut Bertram, deutscher Politiker († 1981)
- 20. März: Erwin Blask, deutscher Leichtathlet († 1999)
- 21. März: Gustav Neidlinger, deutscher Sänger († 1991)
- 22. März: Hans Keiter, deutscher Handballspieler († 2005)
- 22. März: Herbert Rudley, US-amerikanischer Schauspieler († 2006)
- 23. März: Akira Kurosawa, japanischer Regisseur († 1998)
- 23. März: Alfredo Valdés, kubanischer Sänger und Bandleader († 1988)
- 24. März: Jacques Chailley, französischer Musikwissenschaftler, Musikpädagoge und Komponist († 1999)
- 25. März: David Ludwig Bloch, deutscher Maler († 2002)
- 25. März: Magda Olivero, italienische Opernsängerin († 2014)
- 26. März: Hendrik Apetz, deutscher Unternehmer († 2011)
- 26. März: Marjorie Eccles, britische Automobilrennfahrerin († 2007)
- 27. März: Ai Qing, chinesischer Dichter und Maler († 1996)
- 28. März: Estanislao Fernandez, philippinischer Richter und Politiker († 1982)
- 28. März: Ingrid von Schweden, dänische Mitregentin schwedischer Herkunft († 2000)
- 30. März: Józef Marcinkiewicz, polnischer Mathematiker († 1940)
- 31. März: Walther Ahrens, deutscher Mikrobiologe und Hygieniker († 1981)

### April
- 01. April: Sergei Nikolajewitsch Anochin, sowjetischer Testpilot († 1986)
- 01. April: Ace Harris, US-amerikanischer R&B- und Jazzmusiker († 1964)
- 02. April: Theodor Siers, deutscher Schachproblemkomponist und Autor († 1991)
- 03. April: Elisabeth Feller, Schweizer Unternehmerin und Kunstmäzenin († 1973)
- 03. April: Kurt Mansfeld, deutscher Motorradrennfahrer († 1984)
- 04. April: Barthélemy Boganda, Politiker der Zentralafrikanischen Republik († 1959)
- 05. April: Sven Olof Morgan Andersson, schwedischer Politiker († 1987)
- 05. April: Effi Biedrzynski, deutsche Lektorin, Goethe-Forscherin und Publizistin († 2004)
- 06. April: Barys Kit, belarussischer Mathematiker, Physiker, Chemiker und Raketenwissenschaftler († 2018)
- 06. April: Bernhard Petruschke, deutscher Motorradrennfahrer († 2005)
- 08. April: Paul Kuën, deutscher Opernsänger († 1997)
- 09. April: Abraham A. Ribicoff, US-amerikanischer Politiker († 1998)
- 10. April: Helenio Herrera, argentinischer Fußballtrainer († 1997)
- 10. April: Abu-Bakr Mahmoud Khairat, ägyptischer Komponist († 1963)
- 10. April: Bob Marshall, australischer Billardweltmeister, Politiker und Geschäftsmann († 2004)
- 10. April: Paul Sweezy, US-amerikanischer Nationalökonom und Autor († 2004)
- 11. April: António de Spínola, portugiesischer General und Politiker († 1996)
- 11. April: Klaus-Joachim Zülch, deutscher Neurowissenschaftler († 1988)
- 12. April: Gillo Dorfles, italienischer Maler und Kunstkritiker († 2018)
- 13. April: Walter Bargatzky, deutscher Jurist, Staatssekretär und Präsident des deutschen Roten Kreuzes († 1998)
- 13. April: Paul Glowka, deutscher Fußballtorhüter († 1950)
- 13. April: Wilhelm Schmied, deutscher Maler und Grafiker († 1984)
- 15. April: James Boulton, britischer Automobilrennfahrer († 1990)
- 18. April: Bert Hadley, britischer Automobilrennfahrer († 1993)
- 18. April: Jean Kugeler (1910–1983), luxemburgischer Kunstturner († 1983)
- 18. April: Rudolf Lange, deutscher SS-Standartenführer und Kommandeur († 1945)

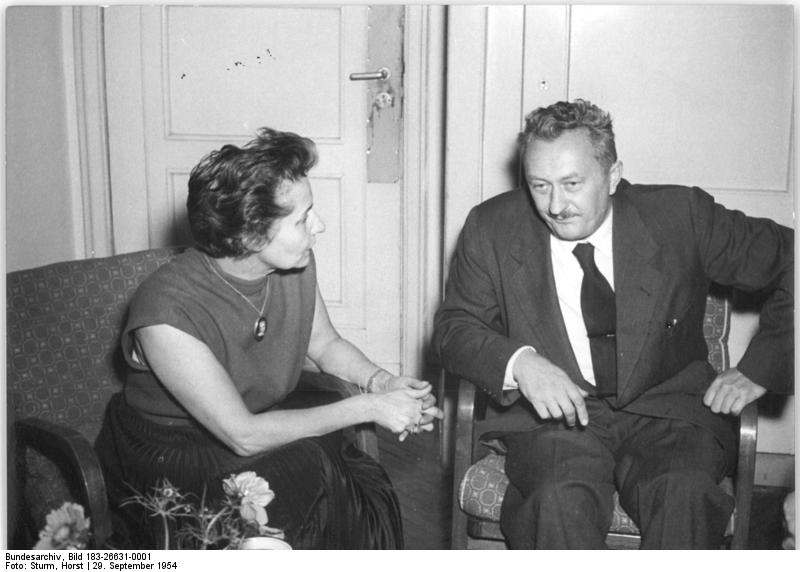
Jan Dobraczyński mit DDR-Schriftstellerin Tilly Bergner

- 20. April: Jan Dobraczyński, polnischer Schriftsteller und Politiker († 1994)
- 20. April: Brigitte Mira, deutsche Schauspielerin, Kabarettistin und Chanson-Sängerin († 2005)
- 21. April: Carlo Snider, Schweizer Kirchenrechtler († 1988)
- 23. April: John Appleton, britischer Autorennfahrer († 1994)
- 23. April: Otto Heinrich Arnold, deutscher Mediziner († 2000)
- 23. April: Simone Simon, französische Schauspielerin († 2005)
- 26. April: Erland von Koch, schwedischer Komponist und Professor († 2009)
- 26. April: Mehmed Meša Selimović, bosnischer Schriftsteller († 1982)

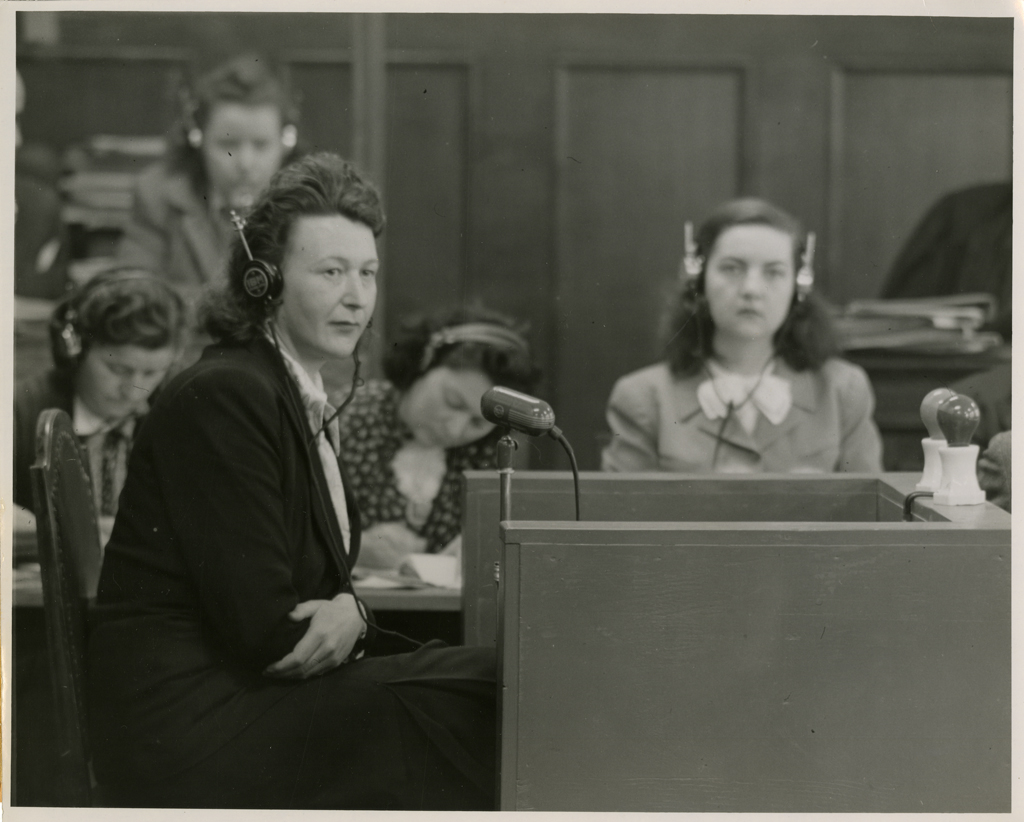
Irene Seiler während ihrer Aussage im Nürnberger Juristen-Prozess am 26. März 1947

- 26. April: Irene Seiler, deutsche Fotografin († 1984)
- 27. April: Gordon Cleaver, britischer Jagdflieger († 1994)
- 27. April: Władysław Kruczek, polnischer Politiker († 2003)
- 28. April: Karin Hardt, deutsche Schauspielerin († 1992)
- 29. April: Pierre Arraut, französischer Politiker († 1983)
- 29. April: Éva Besnyő, ungarisch-niederländische Fotografin († 2003)
- 29. April: Karl-Dietrich Erdmann, deutscher Historiker der Nachkriegszeit († 1990)
- 29. April: Dolly Haas, deutschamerikanische Schauspielerin († 1994)
- 29. April: Fritz Kühn, deutscher Fotograf, Bildhauer und Kunstschmied († 1967)
- 30. April: Herbert Adamski, deutscher Ruderer († 1941)
- 30. April: Walter Kienitz, deutscher Brigadegeneral der Luftwaffe, Unterabteilungsleiter im Bundesnachrichtendienst († 1990)
- 30. April: Pierre Lantier, französischer Komponist († 1998)

### Mai
- 01. Mai: J. Allen Hynek, US-amerikanischer Astrophysiker († 1986)
- 01. Mai: Roland Rainer, österreichischer Architekt († 2004)
- 02. Mai: Charles Francis Adams IV, US-amerikanischer Wirtschaftsmanager († 1999)
- 02. Mai: Judd Marmor, US-amerikanischer Psychiater († 2003)
- 03. Mai: Akaba Suekichi, japanischer Illustrator († 1990)
- 03. Mai: Norman Corwin, US-amerikanischer Autor († 2011)
- 03. Mai: Abdul Zahir, afghanischer Premierminister († 1982)
- 04. Mai: Augustin Farah, libanesischer Erzbischof († 1983)
- 05. Mai: Leo Lionni, Grafiker, Maler und Buchautor († 1999)
- 05. Mai: Otto Wilhelm von Vacano, Klassischer Archäologe mit Schwerpunkt Etruskologie († 1997)
- 07. Mai: Otto August Andersson, schwedischer Fußballspieler († 1977)
- 07. Mai: Heinz Winkler, Minister für Aufbau in der DDR († 1958)
- 08. Mai: Carl Seemann, deutscher Pianist († 1983)

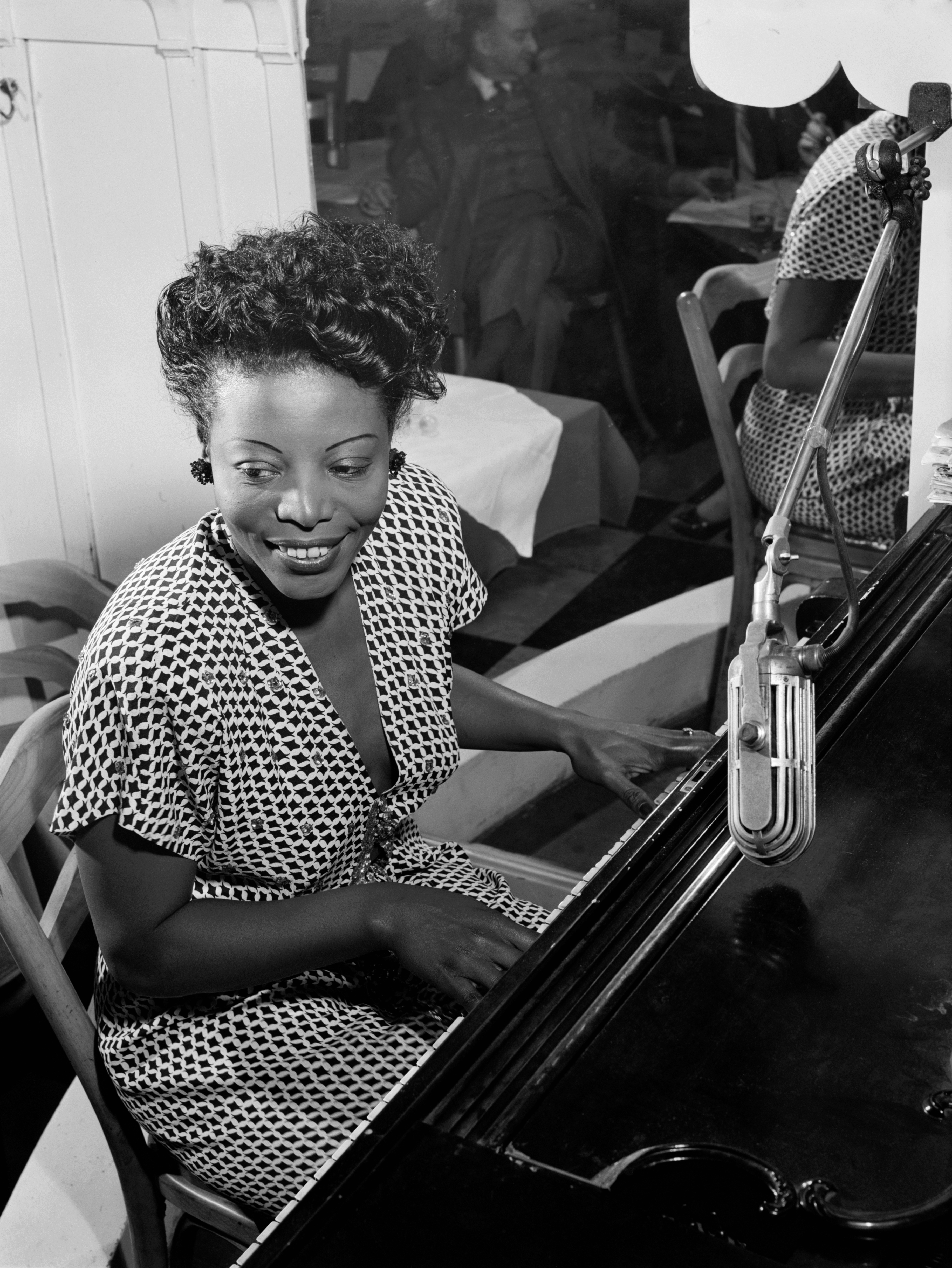
Mary Lou Williams

- 08. Mai: Mary Lou Williams, US-amerikanische Jazz-Pianistin, -komponistin und -arrangeurin († 1981)
- 09. Mai: Walther Tripps, deutscher Leichtathlet († 2005)
- 10. Mai: Eric Berne, kanadischer Arzt und Psychiater († 1970)
- 10. Mai: Bernard Voorhoof, belgischer Fußballspieler († 1974)
- 11. Mai: John Béchervaise, australischer Schriftsteller, Lehrer, Bergsteiger und Forschungsreisender († 1998)
- 11. Mai: John Paddy Carstairs, britischer Schriftsteller, Filmregisseur und Drehbuchautor († 1970)
- 11. Mai: Albert Steinberg, kanadischer Geiger und Dirigent († 2003)
- 12. Mai: Johan Ferrier, Gouverneur und 1. Staatspräsident von Suriname († 2010)
- 12. Mai: Dorothy Mary Hodgkin, britische Biochemikerin und Nobelpreisträgerin († 1994)
- 12. Mai: Gordon Jenkins, US-amerikanischer Musiker († 1984)
- 14. Mai: Wilhelm Kos, österreichischer Jurist und Politiker († 1995)
- 15. Mai: Otto Ambros, österreichischer Schauspieler und Regisseur († 1979)
- 15. Mai: Johann Baptist Auer, deutscher Theologe († 1989)
- 15. Mai: Wolfgang Becker, deutscher Filmregisseur († 2005)
- 15. Mai: David Bodian, US-amerikanischer Mediziner († 1992)
- 15. Mai: Heini Göbel, deutscher Schauspieler († 2009)
- 15. Mai: Hans Kilb, deutscher Jurist († 1984)
- 16. Mai: Ernst van Aaken, deutscher Sportmediziner und Lauftrainer († 1984)
- 16. Mai: Nikolai Grigorjewitsch Ljaschtschenko, sowjetischer Armeegeneral († 2000)
- 19. Mai: Nathuram Godse, Mörder von Mahatma Gandhi († 1949)
- 20. Mai: Margret Hofheinz-Döring, deutsche Malerin († 1994)
- 21. Mai: Werner Mohr, deutscher Tropenmediziner und Hochschullehrer († 1993)
- 23. Mai: Scatman Crothers, US-amerikanischer Sänger und Schauspieler († 1986)
- 23. Mai: Franz Kline, US-amerikanischer Maler († 1962)
- 23. Mai: Artie Shaw, US-amerikanischer Jazzmusiker und Schriftsteller († 2004)
- 24. Mai: August Landmesser, deutscher Arbeiter und NS-Opfer († 1944)
- 24. Mai: Marģeris Zariņš, lettischer Komponist und Schriftsteller († 1993)
- 26. Mai: Laurance Rockefeller, US-amerikanischer Milliardär († 2004)
- 26. Mai: Eddie Rosner, deutscher, polnischer und sowjetischer Jazzmusiker († 1976)
- 28. Mai: Lorenzo Calogero, italienischer Lyriker († 1961)
- 28. Mai: T-Bone Walker, US-amerikanischer Blues-Musiker († 1975)
- 29. Mai: Peter Platzer, österreichischer Fußballspieler († 1959)
- 30. Mai: Georg K. Glaser, deutsch-französischer Schriftsteller († 1995)
- 30. Mai: Hermann Hilber, deutscher Arzt und Medizinprofessor († 1979)
- 30. Mai: Inge Meysel, deutsche Schauspielerin († 2004)
- 31. Mai: Hermann Finckh, deutscher Politiker († 1962)

### Juni
- 02. Juni: Walter MacNutt, kanadischer Organist, Komponist, Chorleiter und Musikpädagoge († 1996)
- 03. Juni: Paulette Goddard, US-amerikanische Schauspielerin († 1990)
- 03. Juni: Wilfred Thesiger, britischer Forscher und Entdecker († 2003)
- 04. Juni: Robert Bernard Anderson, US-amerikanischer Geschäftsmann und Politiker († 1989)
- 04. Juni: Christopher Cockerell, britischer Ingenieur und Erfinder († 1999)

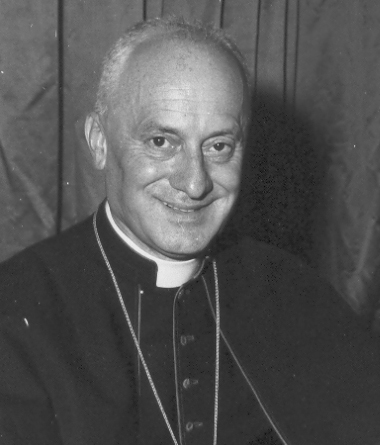
Sergio Pignedoli

- 04. Juni: Sergio Pignedoli, italienischer Kardinal der römisch-katholischen Kirche († 1980)
- 05. Juni: Maria Rowohlt, deutsche Schauspielerin und Frau des Verlegers Ernst Rowohlt († 2005)
- 06. Juni: Hélène de Beauvoir, französische Malerin († 2001)
- 06. Juni: Emeline Hill Richardson, US-amerikanische Archäologin († 1999)
- 06. Juni: Axel Monjé, deutscher Schauspieler und Synchronsprecher († 1962)
- 07. Juni: Arthur Gardner, US-amerikanischer Schauspieler und Filmproduzent († 2014)
- 07. Juni: Pietro Annigoni, italienischer Maler († 1988)
- 07. Juni: Monika Mann, deutsche Schriftstellerin († 1992)
- 07. Juni: Maria Terwiel, Widerstandskämpferin gegen den Nationalsozialismus († 1943)
- 07. Juni: Marion Post Wolcott, US-amerikanische Fotografin († 1990)
- 08. Juni: María Luisa Bombal, chilenische Schriftstellerin († 1980)
- 08. Juni: John W. Campbell, US-amerikanischer Science-Fiction-Schriftsteller († 1971)
- 08. Juni: Johannes Caspers, deutscher Politiker († 1986)

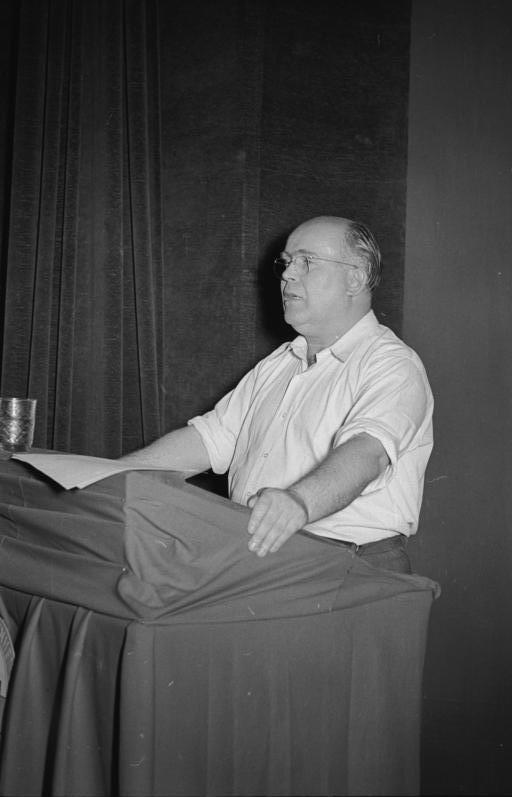
Erich Mückenberger

- 08. Juni: Erich Mückenberger, Mitglied des Politbüros des ZK der SED der DDR († 1998)
- 09. Juni: Paul Dickopf, Präsident des Bundeskriminalamtes 1965 bis 1971 († 1973)
- 09. Juni: Helga Einsele, deutsche Kriminologin und Strafrechtsreformerin († 2005)
- 10. Juni: Armen Tachtadschjan, armenisch-sowjetischer Botaniker († 2009)
- 10. Juni: Howlin’ Wolf, US-amerikanischer Blues-Musiker († 1976)
- 11. Juni: Carmine Coppola, US-amerikanischer Musiker und Komponist († 1991)

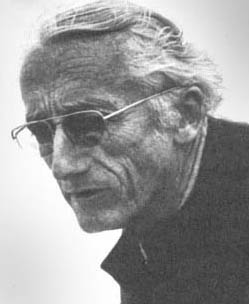
Jacques-Yves Cousteau

- 11. Juni: Jacques-Yves Cousteau, französischer Meeresforscher († 1997)
- 11. Juni: Theodore Lux Feininger, deutsch-amerikanischer Fotograf und Maler († 2011)
- 11. Juni: Theodor Schieffer, deutscher Historiker († 1992)
- 11. Juni: Joachim von Zedtwitz, österreichischer Arzt und Gerechter unter den Völkern († 2001)
- 12. Juni: Ernst Tschernik, sorbischer Lehrer, Wissenschaftler und Statistiker († 1988)
- 12. Juni: Antonio Poma, Erzbischof von Bologna und Kardinal († 1985)
- 13. Juni: Gonzalo Torrente Ballester, spanischer Schriftsteller († 1999)
- 13. Juni: Mary Wickes, US-amerikanische Schauspielerin († 1995)
- 14. Juni: Pieter Arie Hendrik de Boer, niederländischer reformierter Theologe († 1989)
- 14. Juni: Carlo Ceresoli, italienischer Fußballspieler und -trainer († 1995)
- 14. Juni: Rudolf Kempe, deutscher Dirigent († 1976)
- 14. Juni: Jutta Rüdiger, deutsche Psychologin († 2001)
- 15. Juni: László Székely, ungarischer Fußballspieler und -trainer († 1969)
- 15. Juni: Walter Ulbrich, deutscher Fernseh- und Filmproduzent († 1991)
- 15. Juni: Walter Hubert Weiss, deutscher Jazz- und Bigband-Musiker († 1950)
- 16. Juni: Juan Velasco Alvarado, Militärherrscher Perus von 1968 bis 1975 († 1977)
- 16. Juni: Richard Maling Barrer, neuseeländischer Chemiker († 1996)
- 17. Juni: Red Foley, US-amerikanischer Country-Musiker († 1968)
- 17. Juni: Diana Mitford, britische Brauereierbin und Faschistin († 2003)
- 17. Juni: H. Owen Reed, US-amerikanischer Komponist († 2014)
- 18. Juni: Günther Serres, deutscher Politiker († 1981)
- 19. Juni: Paul John Flory, US-amerikanischer Chemiker und Nobelpreisträger († 1985)
- 20. Juni: Lloyd Arthur Eshbach, US-amerikanischer SF-Autor und Herausgeber († 2003)
- 20. Juni: Henken Widengren, schwedischer Unternehmer und Automobilrennfahrer († 1989)
- 21. Juni: Béla Tardos, ungarischer Komponist († 1966)
- 22. Juni: Axel von Ambesser, Filmregisseur († 1988)
- 22. Juni: Willy Berking, deutscher Orchesterleiter und Komponist († 1979)
- 22. Juni: Gottfried Hermann, österreichischer Turner († 1976)
- 22. Juni: Peter Pears, britischer Tenor († 1986)
- 22. Juni: Herbert Quandt, deutscher Industrieller († 1982)

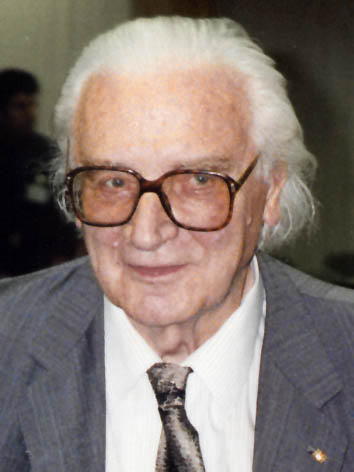
Konrad Zuse, 1992

- 22. Juni: Konrad Zuse, deutscher Bauingenieur, Erfinder und Unternehmer, Erfinder des ersten funktionstüchtigen Computers († 1995)
- 23. Juni: Jean Anouilh, französischer Schriftsteller († 1987)
- 23. Juni: Annemarie Böll, deutsche Übersetzerin († 2004)
- 23. Juni: Gordon B. Hinckley, 15. Präsident der Kirche Jesu Christi der Heiligen der letzten Tage († 2008)
- 23. Juni: Milton Hinton, US-amerikanischer Jazz-Bassist, -Sänger, -Bandleader, -Komponist, -Fotograf, -Forscher, und -Autor († 2000)
- 24. Juni: Johannes Ernst Köhler, deutscher Organist, Kantor und Hochschullehrer († 1990)
- 25. Juni: Heinrich Appelt, österreichischer Historiker und Diplomatiker († 1998)
- 25. Juni: Guillermo Castillo Bustamante, venezolanischer Pianist und Komponist († 1974)
- 26. Juni: Lau Lauritzen jr., dänischer Schauspieler, Filmregisseur und Drehbuchautor († 1977)
- 26. Juni: Friedrich Rögelein, deutscher Offizier der Wehrmacht († 1999)
- 27. Juni: Pierre Joubert, französischer Zeichner und Maler († 2002)
- 27. Juni: Karel Reiner, tschechischer Komponist († 1979)
- 28. Juni: Erich Kuby, deutscher Journalist und Schriftsteller († 2005)
- 29. Juni: Siegfried Fornaçon, deutscher Theologe und Schifffahrtsforscher († 1987)
- 29. Juni: Paul Joseph Metschnabl, deutscher Theologe und Domkapellmeister am Bamberger Dom († 1996)
- 30. Juni: Grete Rehor, österreichische Politikerin († 1987)

### Juli
- 01. Juli: Ulrich Bigalke, deutscher Ingenieur, Automobilrennfahrer, Filmemacher und Jagdflieger († 1940)
- 01. Juli: Hans Nadler, deutscher Denkmalpfleger und Architekt († 2005)
- 02. Juli: Hans Günther Adler, österreichischer Schriftsteller († 1988)
- 02. Juli: C. C. Bergius, deutscher Schriftsteller († 1996)
- 02. Juli: Erich Deuser, deutscher Physiotherapeut († 1993)
- 02. Juli: Siegfried Schulz, deutscher Stabhochspringer
- 03. Juli: Jean Cosmat, französischer Ruderer († 2010)
- 03. Juli: Fritz Kasparek, österreichischer Alpinist († 1954)
- 03. Juli: Auguste Veuillet, französischer Automobilrennfahrer und Unternehmer († 1980)
- 03. Juli: Géza Wertheim, luxemburgischer Bobfahrer und Tennisspieler († 1979)
- 04. Juli: Nicholas Embiricos, griechischer Reeder und Automobilrennfahrer († 1941)
- 04. Juli: Robert K. Merton, US-amerikanischer Soziologe († 2003)
- 04. Juli: Gloria Stuart, US-amerikanische Schauspielerin († 2010)
- 06. Juli: Samuel Ladoke Akintola, nigerianischer Politiker († 1966)

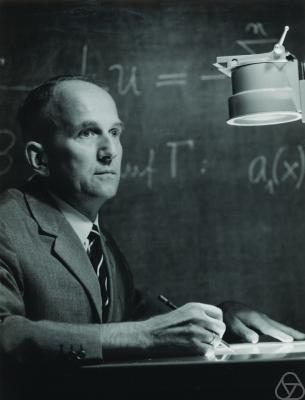
Lothar Collatz

- 06. Juli: Lothar Collatz, deutscher Mathematiker († 1990)
- 07. Juli: Vito Castorina, italienischer Komponist, Dirigent und Musikpädagoge († 1965)
- 09. Juli: Herbert Berg, deutscher Automobilrennfahrer († 1938)
- 09. Juli: Govan Mbeki, südafrikanischer Führer in der Anti-Apartheidsbewegung († 2001)
- 11. Juli: Ludwig Stumpfegger, Begleitarzt im Stab des Reichskanzlers († 1945)
- 13. Juli: Olga Iliwicka-Dąbrowska, polnische Pianistin und Musikpädagogin († 1979)
- 14. Juli: William Hanna, US-amerikanischer Zeichentrickfilmer und Produzent († 2001)
- 15. Juli: Ronald Binge, britischer Komponist († 1979)
- 15. Juli: Hilde le Viseur, deutsche Hürdenläuferin († 1999)
- 16. Juli: Hans Gerig, deutscher Musikverleger († 1978)
- 17. Juli: Helmut Bonnet, deutscher Zehnkämpfer († 1944)
- 18. Juli: Max Meid, Frankfurter Architekt († 2009)
- 18. Juli: Oskar Sala, deutscher Komponist und Physiker († 2002)
- 20. Juli: Schlomo Salman Auerbach, israelischer Rabbiner, Posek und Schulhaupt († 1995)
- 20. Juli: Muriel Evans, US-amerikanische Schauspielerin († 2000)
- 21. Juli: Viggo Kampmann, dänischer sozialdemokratischer Politiker († 1976)
- 21. Juli: Piero Pasinati, italienischer Fußballspieler und -trainer († 2000)
- 21. Juli: Gerd Rinck, deutscher Jurist und Politiker († 2007)
- 22. Juli: Georg Traugott Emil Nicolaus Friedrich Graf von Baudissin, deutscher Jurist und Diplomat († 1992)
- 22. Juli: Thomas Owen, belgischer Schriftsteller († 2002)
- 22. Juli: Richard Plant, deutsch-US-amerikanischer Schriftsteller († 1998)
- 22. Juli: Ruthie Tompson, US-amerikanische Animatorin († 2021)
- 23. Juli: Karl Adamek, österreichischer Fußballspieler († 2000)
- 23. Juli: Ulrich Maag, Schweizer Automobilrennfahrer († 1934)
- 24. Juli: Harry Horner, österreichischer Szenenbildner und Regisseur († 1994)
- 25. Juli: Ludwig Preiß, deutscher Politiker († 1996)
- 26. Juli: Ernie Archer, britischer Artdirector und Szenenbildner († 1990)
- 27. Juli: Julien Gracq, französischer Schriftsteller († 2007)
- 27. Juli: Lupita Tovar, mexikanische Schauspielerin († 2016)
- 27. Juli: Rajzel Zychlinski, jiddische Dichterin († 2001)
- 28. Juli: Heinz Beyer, deutscher Ruderer († 1975)
- 28. Juli: Eduard Einstein, Sohn Albert Einsteins und dessen Frau Mileva Maric († 1965)
- 29. Juli: Arno Mohr, deutscher Grafiker und Maler († 2001)

### August
- 01. August: Gerda Taro, deutsche Fotografin († 1937)
- 02. August: Tilli Breidenbach, deutsche Schauspielerin († 1994)
- 02. August: Truus van Aalten, niederländische Schauspielerin († 1999)
- 04. August: Albert Debille, französischer Autorennfahrer († 1997)
- 04. August: Anita Page, US-amerikanische Schauspielerin († 2008)
- 04. August: William Schuman, US-amerikanischer Komponist († 1992)
- 05. August: Hans Heinz Theyer, österreichischer Kameramann († 1961)
- 06. August: Charles Crichton, britischer Filmregisseur († 1999)
- 06. August: Erich Schmidt, deutscher Kirchenmusiker († 2005)
- 08. August: Hans Baur, deutscher Schauspieler († 1986)
- 08. August: Sylvia Sidney, US-amerikanische Schauspielerin († 1999)
- 09. August: Robert van Gulik, niederländischer Krimi-Schriftsteller († 1967)
- 10. August: Gordon Gray, Erzbischof von Edinburgh und Kardinal († 1993)
- 11. August: Philippe Agostini, französischer Kameramann († 2001)
- 11. August: George C. Homans, US-amerikanischer Soziologe († 1989)
- 12. August: Alfred Hartmann, deutscher Motorrad- und Automobilrennfahrer, Motortuner sowie Unternehmer († 2001)
- 12. August: Gustav Lantschner, österreichisch-deutscher Skirennläufer († 2011)
- 12. August: Bruno Max Leuschner, Mitglied des Politbüros des ZK der SED († 1965)
- 12. August: Heinrich Sutermeister, Schweizer Komponist († 1995)
- 12. August: Yusof bin Ishak, singapurischer Politiker († 1970)
- 12. August: Jane Wyatt, US-amerikanische Schauspielerin († 2006)
- 13. August: Said ibn Taimur, Sultan von Maskat und Oman († 1972)
- 14. August: Hermann Diebäcker, deutscher Politiker († 1982)
- 14. August: Willy Ronis, französischer Fotograf († 2009)
- 14. August: Pierre Schaeffer, französischer Komponist († 1995)
- 15. August: Elisabeth Kallina, österreichische Theaterschauspielerin († 2004)

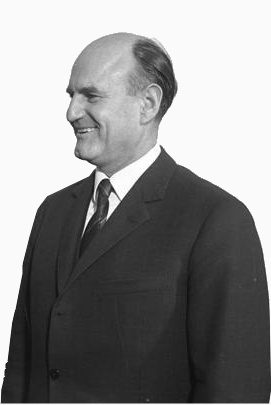
Josef Klaus

- 15. August: Josef Klaus, österreichischer Politiker († 2001)
- 17. August: Osmo „Ossi“ Adolf Aalto, finnischer Jazz-Schlagzeuger und Orchesterleiter († 2009)
- 17. August: Erkki Aaltonen, finnischer Komponist († 1990)
- 17. August: Roberto Kinsky, argentinischer Dirigent († 1977)
- 18. August: Jacques Lecat, französischer Automobilrennfahrer († 1989)
- 18. August: Margarete Wittkowski, deutsche Wirtschaftswissenschaftlerin und Politikerin († 1974)
- 20. August: Eero Saarinen, finnisch-US-amerikanischer Architekt († 1961)
- 21. August: Gehnäll Persson, schwedischer Dressurreiter († 1976)
- 23. August: Alfons Maria Stickler, Kardinal der römisch-katholischen Kirche († 2007)
- 25. August: Dorothea Tanning, US-amerikanische Künstlerin († 2012)
- 25. August: Ethel Stark, kanadische Dirigentin, Violinistin und Musikpädagogin († 2012)

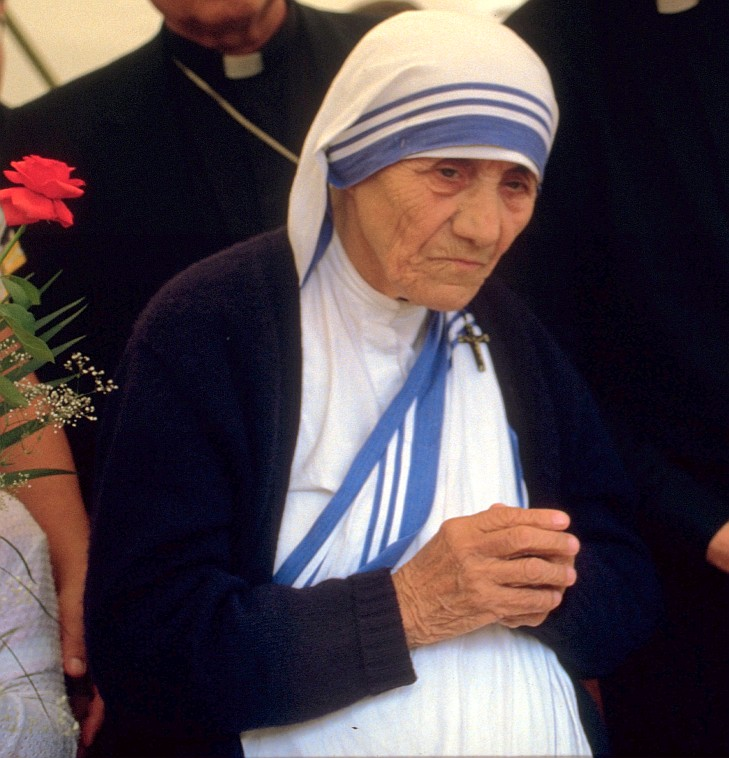
Mutter Teresa, 1986

- 26. August: Mutter Teresa, Ordensfrau und Friedensnobelpreisträgerin († 1997)
- 27. August: Max Weiler, österreichischer Maler († 2001)
- 28. August: Wolfgang Kimmig, deutscher Prähistoriker († 2001)
- 28. August: Tjalling Koopmans, US-amerikanischer Ökonom († 1985)
- 28. August: Erwin Ruf, deutscher Fußballspieler und -trainer
- 29. August: Roberto Pineda Duque, kolumbianischer Komponist († 1977)
- 30. August: Pierre Vago, französischer Architekt, Herausgeber und Generalsekretär der UIA († 2002)
- 31. August: Marie Langer, argentinische Psychoanalytikerin  († 1987)
- 31. August: Maurice Tornay, Augustinerchorherr und Märtyrer im Tibet († 1949)

### September
- 01. September: Pierre Bézier, französischer Ingenieur († 1999)
- 03. September: Franz Jachym, Weihbischof in Wien († 1984)
- 03. September: Dorothy Maynor, US-amerikanische Sängerin († 1996)
- 03. September: Maurice Papon, französischer Politiker († 2007)
- 04. September: Anthony J. Celebrezze, US-amerikanischer Politiker († 1998)
- 06. September: Manuel Plá Cocco, dominikanischer Flötist, Geiger, Cellist, Musikpädagoge und Komponist († 1989)

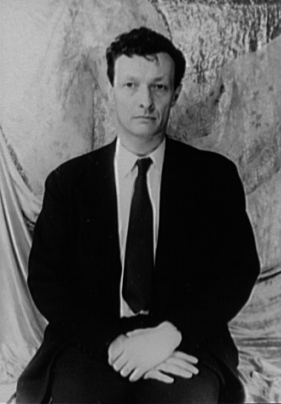
Jean-Louis Barrault

- 07. September: Rudolf Olgiati, Schweizer Architekt († 1995)
- 07. September: Lee Wallard, US-amerikanischer Automobilrennfahrer († 1963)
- 08. September: Jean-Louis Barrault, französischer Schauspieler, Pantomime und Regisseur († 1994)
- 08. September: Irmfried Eberl, Arzt und NSDAP-Mitglied († 1948)
- 08. September: Rudolf-Ernst Heiland, deutscher Politiker († 1965)
- 08. September: Dschafar Scharif-Emami, iranischer Premierminister († 1998)
- 09. September: Fritz Dorls, deutscher Politiker († 1995)
- 10. September: Paul Aebi, Schweizer Fußballspieler
- 10. September: Franz Hengsbach, römisch-katholischer Priester, Theologe, Bischof und Kardinal († 1991)
- 11. September: Manuel Mujica Láinez, argentinischer Schriftsteller und Journalist († 1984)

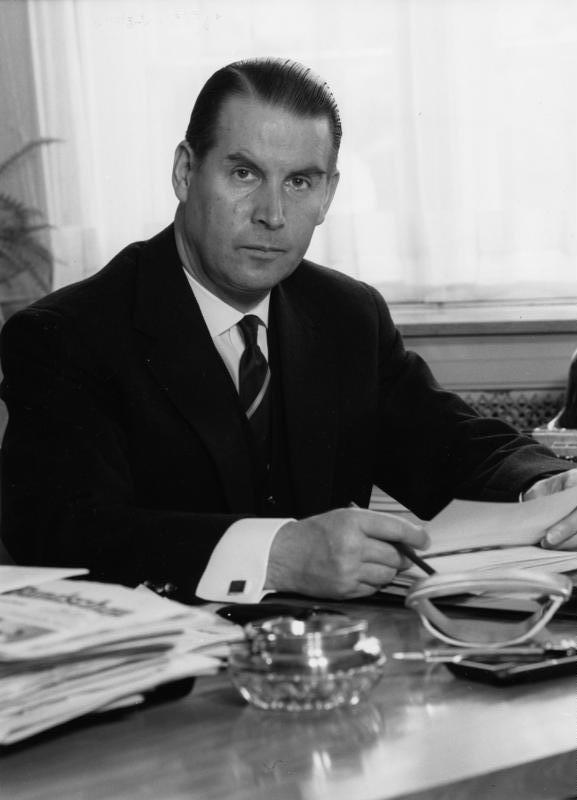
Gerhard Schröder, 1960

- 11. September: Gerhard Schröder, deutscher Politiker († 1989)
- 12. September: Edgar Behr, deutscher Regattasegler († 1985)
- 12. September: Erich Brehm, deutscher Kabarettautor und -leiter († 1966)
- 13. September: Rolf Gutbrod, deutscher Architekt († 1999)
- 13. September: Paul Jordan, deutscher Generalmajor des Heeres († 2000)
- 14. September: Gaston Defferre, französischer Politiker († 1986)
- 14. September: Jack Hawkins, britischer Schauspieler († 1973)
- 14. September: Rolf Liebermann, Schweizer Komponist und Intendant († 1999)
- 15. September: Patricia Blomfield Holt, kanadische Komponistin, Musikpädagogin und Pianistin († 2003)
- 15. September: Kazimierz Mijal, polnischer Politiker, Dissident und Widerstandskämpfer († 2010)
- 16. September: Karl Kling, deutscher Automobilrennfahrer († 2003)
- 17. September: František Hrubín, tschechischer Schriftsteller und Dichter († 1971)
- 17. September: Hilmar Pabel, deutscher Fotograf und Bildreporter († 2000)
- 18. September: Leon Stein, US-amerikanischer Komponist († 2002)
- 18. September: Josef Tal, israelischer Komponist († 2008)
- 19. September: Curt Meyer-Clason, deutscher Schriftsteller und Übersetzer († 2012)
- 21. September: Max Adenauer, deutscher Politiker († 2004)
- 21. September: Elden Le Roy Auker, US-amerikanischer Baseball-Spieler († 2006)
- 21. September: Meinrad Schütter, Schweizer Komponist († 2006)
- 22. September: Miyazaki Hidekichi, japanischer Seniorensportler († 2019)
- 24. September: Delfín „Machetero“ Benítez Cáceres, paraguayischer Fußballspieler und -trainer († 2004)
- 24. September: Jean Servais, belgischer Schauspieler († 1976)
- 25. September: Johannes Asdonk, deutscher Arzt († 2003)
- 25. September: Georg Paucker, Kurzschrifttheoretiker und -praktiker († 1979)
- 27. September: Elimar Freiherr von Fürstenberg, deutscher Politiker († 1981)
- 28. September: Diosdado Macapagal, philippinischer Politiker und Staatspräsident († 1997)
- 28. September: Ángel Sanz Briz, spanischer Diplomat († 1980)
- 29. September: Virginia Bruce, US-amerikanische Schauspielerin und Sängerin († 1982)
- 29. September: Aldo Donati, italienischer Fußballspieler († 1984)
- 29. September: Paule Maurice, französische Komponistin († 1967)

### Oktober
- 01. Oktober: Attilio Pavesi, italienischer Radrennfahrer († 2011)
- 01. Oktober: Max Vehar, deutscher Politiker († 1992)
- 02. Oktober: Giorgio Agliani, italienischer Filmproduzent († 1996)
- 02. Oktober: Henry Nielsen, dänischer Mittel- und Langstreckenläufer († 1958)
- 02. Oktober: Takeuchi Yoshimi, japanischer Sinologe und Kulturtheoretiker († 1977)
- 04. Oktober: Adolf Branald, tschechischer Schriftsteller († 2008)
- 04. Oktober: Guðmundur Daníelsson, isländischer Schriftsteller († 1990)
- 04. Oktober: Rudolf Grewe, deutscher Chemiker († 1968)
- 04. Oktober: Eugenia Umińska, polnische Geigerin und Musikpädagogin († 1980)
- 04. Oktober: Rudolf Werlich, deutscher Bobfahrer
- 05. Oktober: Gerhard Piekarski, deutscher Mediziner und Parasitologe († 1992)
- 08. Oktober: Rudolf Abderhalden, Schweizer Physiologe und Pathologe († 1965)
- 08. Oktober: Gus Hall, US-amerikanischer Politiker († 2000)
- 08. Oktober: Winston Hibler, US-amerikanischer Drehbuchautor, Filmregisseur, Schauspieler († 1976)
- 09. Oktober: Eckart Hachfeld, Schriftsteller, Texter und Drehbuchautor († 1994)
- 10. Oktober: Marion Price Daniel senior, US-amerikanischer Politiker († 1988)

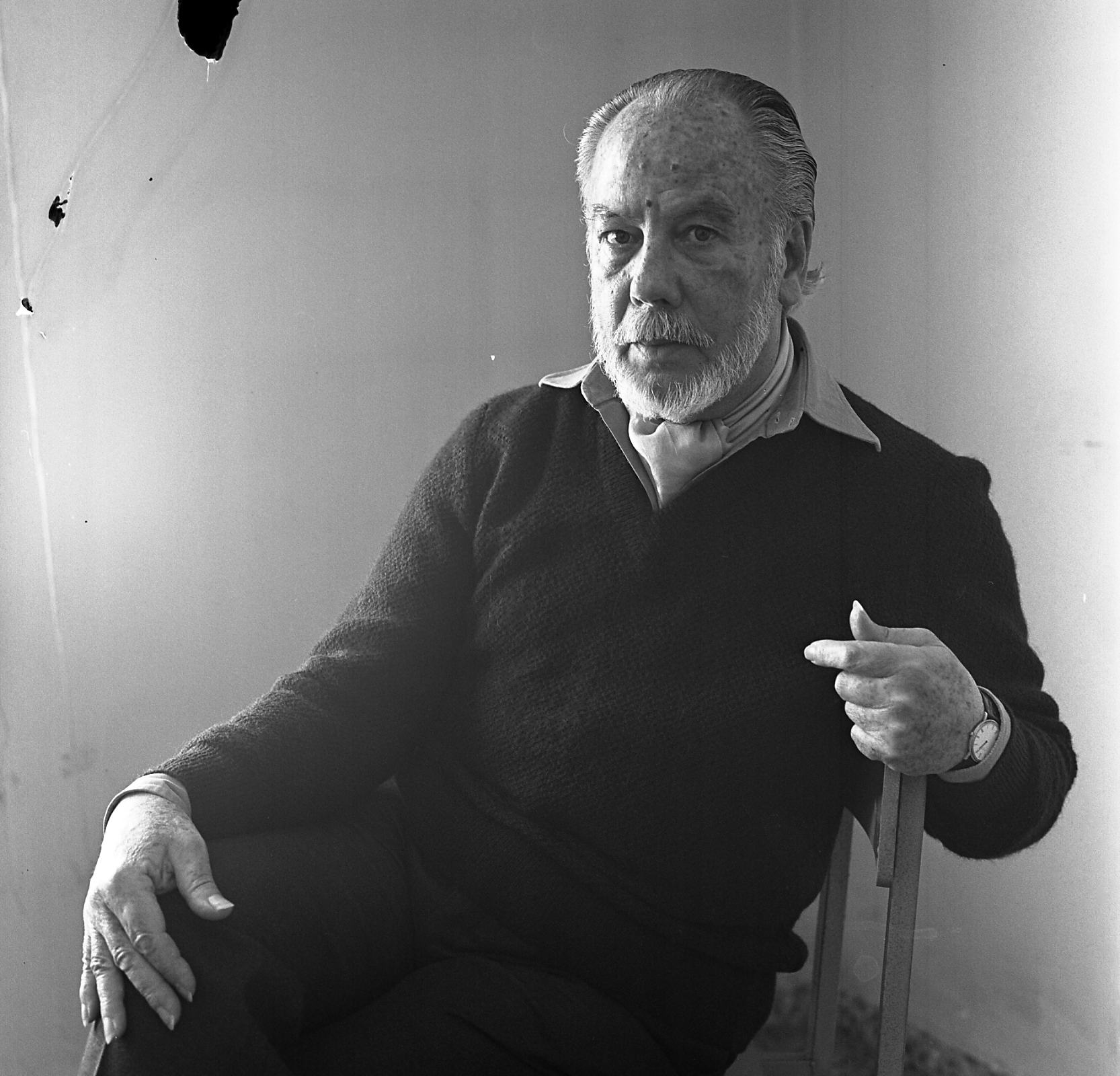
Ramón Gaya

- 10. Oktober: Ramón Gaya, spanischer Maler († 2005)
- 10. Oktober: Milt Larkin, US-amerikanischer Jazztrompeter († 1996)
- 10. Oktober: Julius Shulman, US-amerikanischer Architekturfotograf († 2009)
- 11. Oktober: Cahit Arf, türkischer Mathematiker († 1997)
- 11. Oktober: Albert Hößler, deutscher Widerstandskämpfer († 1942)
- 11. Oktober: Luis G. Roldán, mexikanischer Sänger († 1986)
- 12. Oktober: Frederick Fyvie Bruce, schottischer evangelikaler Theologe († 1990)
- 12. Oktober: Ilse Schneider, deutsche Kunsterzieherin und Malerin († 1991)
- 12. Oktober: Wisa von Westphalen, deutsche Kunstmalerin († 1993)
- 12. Oktober: Erwin Wicker, deutscher General († 1985)
- 13. Oktober: Claudia Baccarini, italienische Altersrekordlerin († 2024)
- 13. Oktober: Benno Gellenbeck, deutscher Schauspieler († 1974)
- 13. Oktober: Otto Joachim, deutsch-kanadischer Komponist († 2010)
- 14. Oktober: Erich Ehrlinger, SS-Brigadeführer († 2004)
- 15. Oktober: Sybille Schloß, deutsche Schauspielerin († 2007)
- 16. Oktober: Herbert Andert, deutscher Mundartdichter und -forscher († 2010)
- 17. Oktober: Jack Ensley, US-amerikanischer Unternehmer und Automobilrennfahrer († 1972)
- 18. Oktober: Theodor Hüllinghoff, deutscher Ruderer
- 18. Oktober: Marje Sink, estnische Komponistin († 1979)
- 18. Oktober: Vojislav Vučković, serbischer Komponist († 1942)
- 19. Oktober: Subrahmanyan Chandrasekhar, US-amerikanischer (Astro-)Physiker († 1995)
- 20. Oktober: Sydney James Butlin, australischer Wirtschaftswissenschaftler und -historiker († 1977)
- 21. Oktober: Panchito Riset, kubanischer Son- und Bolerosänger († 1988)
- 22. Oktober: Bruno Balscheit, Schweizer evangelischer Geistlicher und Hochschullehrer († 1993)
- 22. Oktober: Maurice Zermatten, Schweizer Schriftsteller († 2001)
- 23. Oktober: Otto Weckerling, deutscher Radrennfahrer († 1977)
- 24. Oktober: Gunter d’Alquen, Journalist im Dritten Reich († 1998)
- 24. Oktober: Paul Gouyon, französischer Kardinal († 2000)
- 25. Oktober: Wilhelm „Willi“ Brinkmann, deutscher Feldhandballspieler († 1991)
- 25. Oktober: Ernesto Epstein, argentinischer Pianist, Musikwissenschaftler und -pädagoge († 1997)
- 25. Oktober: William Higinbotham, US-amerikanischer Physiker († 1994)
- 25. Oktober: Tyrus Wong, chinesisch-amerikanischer Zeichner († 2016)
- 26. Oktober: Eva Hoffmann-Aleith, Pfarrerin, Lehrerin, Schriftstellerin († 2002)
- 26. Oktober: John Joseph Krol, Erzbischof von Philadelphia und Kardinal († 1996)
- 27. Oktober: Herschel Daugherty, US-amerikanischer Filmregisseur und Schauspieler († 1993)
- 27. Oktober: Emerson Meyers, US-amerikanischer Komponist, Pianist und Musikpädagoge († 1990)
- 29. Oktober: Alfred Jules Ayer, britischer Philosoph, Logiker († 1989)
- 29. Oktober: Aurélie Nemours, französische Malerin († 2005)
- 30. Oktober: Thyra Hamann-Hartmann, deutsche Textilkünstlerin († 2005)
- 30. Oktober: Hans Raff, deutscher Langstrecken- und Hindernisläufer († 1990)
- 31. Oktober: Luise Ullrich, österreichische Schauspielerin († 1985)

### November
- 02. November: Alfredo De Angelis, argentinischer Musiker, Bandleader und Komponist († 1992)
- 02. November: Friedrich Brünner, deutscher Politiker († 2004)
- 02. November: Fei Xiaotong, chinesischer Soziologe, Anthropologe und Ethnologe († 2005)
- 03. November: Karel Zeman, tschechischer Filmregisseur († 1989)
- 04. November: Walter Howard, deutscher Bildhauer († 2005)
- 05. November: Walter Reisp, österreichischer Feldhandballspieler († 1993)
- 06. November: Erik Ode, deutscher Schauspieler, Regisseur und Synchronsprecher († 1983)
- 06. November: Betty Söderberg, dänische Schauspielerin († 1993)
- 06. November: Albert Viau, kanadischer Sänger, Komponist und Musikpädagoge († 2001)
- 07. November: Heinrich Dathe, deutscher Zoologe († 1991)
- 07. November: Edmund Leach, britischer Naturwissenschaftler, Elektrotechniker und Anthropologe († 1989)
- 08. November: Elfriede Brüning, deutsche Schriftstellerin und Fernsehspielautorin († 2014)
- 09. November: Günter von Drenkmann, deutscher Jurist und Präsident des Kammergerichts Berlin († 1974)

Heinrich Kühne

- 09. November: Heinrich Kühne, deutscher Historiker († 2003)
- 10. November: Salvador Contreras, mexikanischer Komponist († 1982)
- 10. November: Andrzej Rudziński, polnischer Grafiker und Kunstpädagoge († 1980)
- 10. November: Michail Schtscherbakow, sowjetischer Schauspieler († unbekannt)
- 11. November: Henri Senfftleben, französischer Automobilrennfahrer († 1955)
- 11. November: Carl Alvar Wirtanen, US-amerikanischer Astronom († 1990)
- 12. November: Kurt Hoffmann, deutscher Filmregisseur († 2001)
- 13. November: Willi Heyn, deutscher Hindernisläufer († 1977)
- 14. November: Daniel Israel Arnon, US-amerikanischer Biologe, Biochemiker und Pflanzenphysiologe († 1994)
- 14. November: Eric Malpass, englischer Schriftsteller († 1996)
- 14. November: Silvio Oddi, italienischer römisch-katholischer Kardinal († 2001)
- 15. November: Josef Argauer, österreichischer Fußballtrainer († 2004)
- 15. November: Geoffrey Toone, irischer Schauspieler († 2005)
- 16. November: Jane Tilden, österreichische Schauspielerin († 2002)
- 17. November: Jacqueline Lamba, französische Malerin des Abstrakten Expressionismus († 1993)
- 18. November: Gunnar Fischer, schwedischer Kameramann († 2011)
- 18. November: Friedrich Weinreb, jüdisch-chassidischer Weiser, Erzähler und Schriftsteller († 1988)
- 19. November: Domenico Ceccarossi, italienischer Hornist († 1997)
- 21. November: Vera Duss, US-amerikanische Benediktinerin († 2005)
- 24. November: Jean Meckert, französischer Schriftsteller († 1995)
- 25. November: Hanna Lachertowa, polnische Pianistin und Musikpädagogin († 1998)
- 25. November: Willie Smith, US-amerikanischer Altsaxophonist († 1967)
- 27. November: Rodolfo Holzmann, peruanischer Komponist, Musikwissenschaftler und -pädagoge († 1992)
- 28. November: Heinz Hoffmann, Verteidigungsminister der DDR († 1985)
- 29. November: Horst Kopkow, deutscher Spion († 1996)
- 30. November: Heinz Hoene, deutscher Feuerwehrmann († 2004)

### Dezember
- 01. Dezember: Alicia Markova, englische Primaballerina des klassischen Balletts († 2004)
- 04. Dezember: Hans Kies, deutscher Bildhauer und Politiker († 1984)
- 04. Dezember: Thelma White, US-amerikanische Schauspielerin († 2005)
- 05. Dezember: Luis Alcaraz, mexikanischer Komponist, Pianist und Sänger († 1963)
- 05. Dezember: Klawdija Gadjutschkina, russische Altersrekordlerin
- 07. Dezember: Jean Maitron, französischer Historiker († 1987)
- 07. Dezember: Nora Minor, österreichische Schauspielerin († 1995)
- 07. Dezember: Louis Prima, US-amerikanischer Entertainer († 1978)
- 07. Dezember: Edmundo Ros, Orchesterleiter, Schlagzeuger, Sänger und Musikproduzent aus Trinidad und Tobago († 2011)
- 08. Dezember: Mario Amendola, italienischer Drehbuchautor und Filmregisseur († 1992)
- 08. Dezember: Karl Born, deutscher Seemann, Pilot und Kinobetreiber († 2004)
- 08. Dezember: Aleksander Frączkiewicz, polnischer Musikwissenschaftler und -pädagoge († 1994)
- 09. Dezember: Henry Lee Giclas, US-amerikanischer Astronom († 2007)
- 09. Dezember: Fritz A. Koeniger, deutscher Autor († 1990)
- 12. Dezember: Henri Challan, französischer Komponist († 1977)
- 12. Dezember: Friedrich Gerdes, deutscher Speerwerfer († 1960)
- 12. Dezember: Kurt-Gerhard Klietmann, deutscher Ordenskundler († 1990)
- 12. Dezember: René Challan, französischer Komponist († 1978)
- 14. Dezember: Upendranath Ashk, indischer Schriftsteller, Journalist und Verleger († 1996)
- 14. Dezember: Budd Johnson, US-amerikanischer Jazz-Saxophonist, Klarinettist und Arrangeur († 1984)
- 15. Dezember: John Hammond, US-amerikanischer Plattenproduzent, Musiker und Musikkritiker († 1987)
- 16. Dezember: Stanojlo Rajičić, serbischer Komponist († 2000)
- 16. Dezember: Robert Noehren, US-amerikanischer Organist, Orgelbauer und Musikpädagoge († 2002)
- 17. Dezember: Spade Cooley, US-amerikanischer Country-Musiker und Bandleader († 1969)
- 18. Dezember: Albert Cozza, deutscher Fußballspieler († 1983)
- 19. Dezember: Jean Genet, französischer Romanautor, Dramatiker und Poet († 1986) Jean Genet

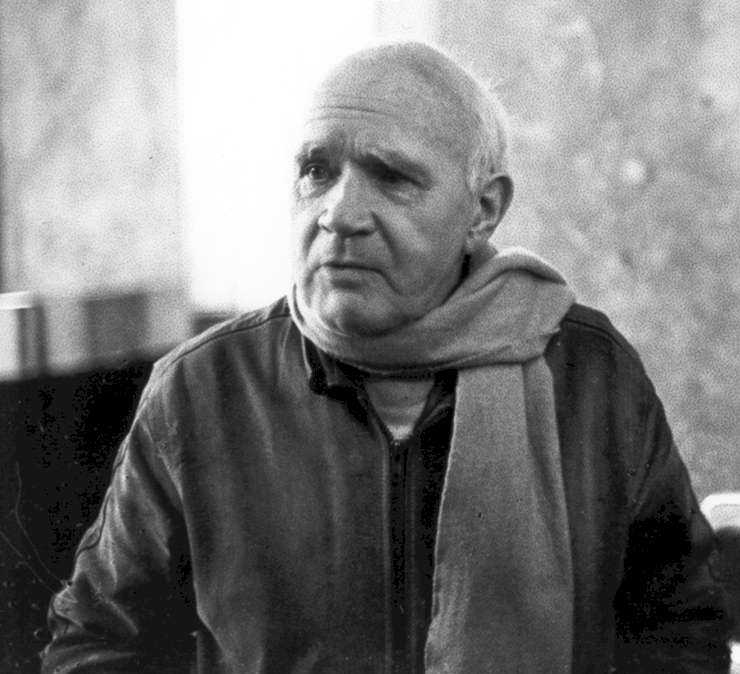
Jean Genet

- 19. Dezember: Ruthild Hahne, deutsche Bildhauerin († 2001)
- 19. Dezember: José Lezama Lima, kubanischer Schriftsteller († 1976)
- 20. Dezember: Fritz Becker, deutscher Politiker († 1983)
- 21. Dezember: Rosa Bouglione, französische Zirkusartistin († 2018)
- 23. Dezember: Giacomo Beltritti, lateinischer Patriarch von Jerusalem († 1992)
- 23. Dezember: Kurt Meyer, General der Waffen-SS († 1961)
- 24. Dezember: Hal C. Hillmann, deutsch-britischer Nationalökonom († 1990)
- 24. Dezember: Max Miedinger, Schweizer Grafiker und Typograf († 1980)
- 24. Dezember: Yannis Papaioannou, griechischer Komponist († 1989)
- 24. Dezember: Heinrich Vetter, deutscher Unternehmer († 2003)
- 26. Dezember: Helene Heymann, deutsche KPD-nahe Widerstandskämpferin im Nationalsozialismus († 1944)
- 27. Dezember: Ian Donald, britischer Gynäkologe († 1987)
- 28. Dezember: Francis Judd Cooke, US-amerikanischer Komponist, Organist, Pianist, Cellist, Dirigent und Musikpädagoge († 1995)
- 29. Dezember: Ronald Coase, britischer Ökonom und Nobelpreisträger († 2013)
- 30. Dezember: Paul Bowles, US-amerikanischer Schriftsteller und Komponist († 1999)
- 31. Dezember: Werner Conze, deutscher Historiker und Rektor der Universität Heidelberg († 1986)

### Genaues Geburtsdatum unbekannt
- Michel Aflaq, arabischer Politiker († 1989)
- Abdullah al-Harari, äthiopischer Rechtsgelehrter († 2008)
- Sergo Iskanderowitsch Ambarzumjan, sowjetischer Gewichtheber († 1983)
- Eduard Boëtius, eines der überlebenden Mitglieder der Besatzung des Zeppelins LZ 129 „Hindenburg“ († 2002)
- Héctor J. Díaz, dominikanischer Schriftsteller und Komponist († 1950)
- Eddie Mapp, US-amerikanischer Blues-Mundharmonikaspieler († 1931)
- Éliane Richepin, französische Pianistin, Musikpädagogin und Komponistin († 1999)
- Cay Dietrich Voss, deutscher Nachrichtensprecher († 1970)
- John White, britischer Motorradrennfahrer († unbekannt)

## Gestorben

### Januar/Februar
- 05. Januar: Léon Walras, französischer Volkswirt (* 1834)
- 10. Januar: Bertha Pabst-Ross, deutsche Malerin (* 1824)

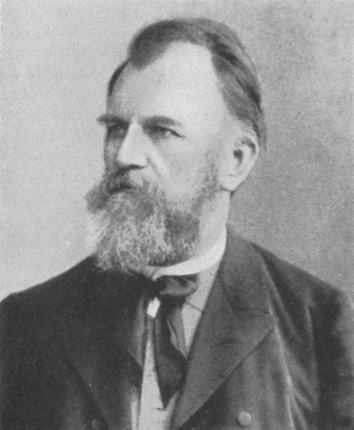
Jacob Volhard

- 14. Januar: Jacob Volhard, deutscher Chemiker (* 1834)
- 17. Januar: Friedrich Wilhelm Georg Kohlrausch, deutscher Physiker (* 1840)
- 17. Januar: George Theodore Werts, US-amerikanischer Politiker (* 1846)
- 19. Januar: Anna Féresse-Deraismes, französische Feministin (* 1821)
- 20. Januar: Ephraim Adler, deutscher Mediziner (* 1855)
- 28. Januar: Angelo Agostini, brasilianischer Karikaturist und Journalist (* 1843)
- 29. Januar: Edmond Missa, französischer Komponist (* 1861)
- 29. Januar: Édouard Rod, Schweizer Schriftsteller (* 1857)
- 01. Februar: Otto Julius Bierbaum, deutscher Autor und Schriftsteller (* 1865)
- 01. Februar: Ernest Martin, Schweizer evangelischer Geistlicher und Hochschullehrer (* 1849)
- 01. Februar: Benedikt Niese, deutscher Klassischer Philologe und Althistoriker (* 1849)
- 01. Februar: Antonín Slavíček, tschechischer Maler (* 1870)
- 04. Februar: Giovanni Passannante, italienischer Anarchist (* 1849)
- 05. Februar: Louis Evans Atkinson, US-amerikanischer Politiker (* 1841)
- 05. Februar: James William Marshall, US-amerikanischer Politiker (* 1822)
- 07. Februar: Josef Schöffel, österreichischer Journalist und Politiker (* 1832)
- 14. Februar: Ludwig Hartmann, Komponist und Musikkritiker (* 1836)
- 19. Februar: Udo zu Stolberg-Wernigerode, Politiker und preußischer Staatsbeamter (* 1840)
- 20. Februar: Boutros Ghali, ägyptischer Politiker (* 1846)
- 23. Februar: Wera Fjodorowna Komissarschewskaja, russische Schauspielerin (* 1864)
- 24. Februar: Gerhard Amyntor, preußischer Generalstabsoffizier (* 1831)
- 24. Februar: Osman Hamdi Bey, türkischer Maler, Archäologe und Museumsgründer (* 1842)
- 24. Februar: Johannes Schiess, Schweizer Arzt und Förderer der Archäologie (* 1837)
- 26. Februar: Marie Henri d’Arbois de Jubainville, französischer Keltologe und Historiker (* 1827)

### März/April
- 01. März: José Domingo de Obaldía, Staatspräsident von Panama (* 1845)
- 04. März: Knut Johann Ångström, schwedischer Physiker (* 1857)
- 08. März: Ronald M. Grant, US-amerikanischer Organist und Kirchenmusiker (* 1871)
- 10. März: Ludvig Ludvigsen Daae, norwegischer Historiker (* 1834)
- 10. März: Karl Lueger, österreichischer Politiker, Wiener Bürgermeister (* 1844)
- 10. März: Carl Reinecke, deutscher Komponist (* 1824)
- 12. März: Bertram Armytage, australischer Kavallerieoffizier und Polarforscher (* 1869)
- 17. März: Gustave Lefèvre, französischer Komponist und Musikpädagoge (* 1831)
- 19. März: Charles Guérin, französischer Geistlicher und römisch-katholischer Präfekt von Ghardaia (* 1872)
- 21. März: Johannes Schilling, deutscher Bildhauer (* 1828)
- 23. März: Franz Borgias Maerz, deutscher Orgelbauer (* 1848)
- 24. März: Joseph Maria Stowasser, österreichischer Altphilologe (* 1854)
- 26. März: Chung-gun An, koreanischer Panasiatist und Nationalist (* 1879)
- 26. März: Auguste Charlois, französischer Astronom (* 1864)
- 27. März: Alexander Emanuel Agassiz, schweizerisch-US-amerikanischer Geologe und Anatom (* 1835)
- 28. März: Édouard Colonne, französischer Dirigent (* 1838)
- 01. April: Warren Otis Arnold, US-amerikanischer Politiker (* 1839)
- 01. April: Andreas Achenbach, deutscher Landschaftsmaler (* 1815)
- 02. April: Friedrich von Bodelschwingh der Ältere, deutscher Pastor und Theologe, Pfarrer (* 1831)
- 02. April: Reinhold Meyer, deutscher Arzt und Geheimer Sanitätsrat (* 1833)
- 03. April: Richard Abegg, deutscher Chemiker (* 1869)
- 03. April: Beda Adlhoch, deutscher Mönch (* 1854)
- 06. April: Michael Rua, Generaloberer der Salesianer Don Boscos (* 1837)
- 10. April: Hermann Philipp Adolf Karl von Arnswaldt, deutscher Offizier, Landwirt und Politiker (* 1841)
- 13. April: Mary Anne Atwood, englische Autorin (* 1817)
- 14. April: Julius Kühn, Begründer des Universitätsstudiums der Agrarwissenschaften (* 1825)
- 14. April: Michail Alexandrowitsch Wrubel, russischer Maler des Symbolismus (* 1856)
- 15. April: Hanna Bieber-Böhm, deutsche Frauenrechtlerin und Wegbereiterin der Sozialen Arbeit (* 1851)
- 20. April: Hermann Lenhartz, deutscher Mediziner (* 1854)

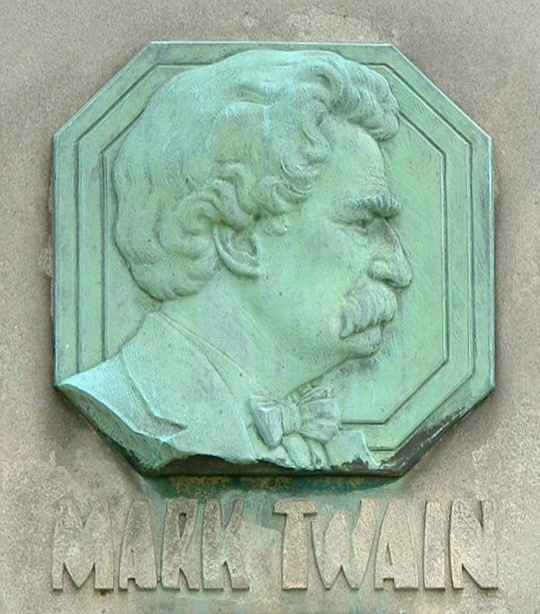
Bildrelief an Mark Twains Grab in Elmira, NY

- 21. April: Mark Twain, US-amerikanischer Schriftsteller (* 1835)
- 22. April: Alexander Müller, deutscher Abgeordneter, Hof- und Ziegeleibesitzer (* 1828)
- 22. April: Ogiwara Rokuzan, japanischer Bildhauer (* 1879)
- 26. April: August Gottlieb Friedrich Wilhelm Ernst Ammann, deutscher Dichter, Schriftsteller und Gymnasiallehrer (* 1839)
- 26. April: Bjørnstjerne Bjørnson, norwegischer Dichter und Politiker (* 1832)
- 26. April: Garretson W. Gibson, liberianischer Präsident (* 1832)
- 28. April: Edward Porter Alexander, Brigadegeneral des konföderierten Heeres im Amerikanischen Bürgerkrieg (* 1835)
- 30. April: Jean Moréas, französisch-griechischer Dichter (* 1856)

### Mai/Juni
- 06. Mai: Udo III. von Alvensleben, deutscher Rittergutsbesitzer (* 1823)
- 06. Mai: Eduard VII., König des Vereinigten Königreichs von Großbritannien und Irland und Kaiser von Indien (* 1841)
- 12. Mai: William Huggins, britischer Astronom (* 1824)
- 12. Mai: Johann Gebhard Lutz, Schweizer Jurist und Politiker (* 1835)
- 16. Mai: Henri Edmond Cross, französischer Maler (* 1856)
- 18. Mai: Franz Skarbina, deutscher Maler (* 1849)
- 18. Mai: Pauline Viardot-Garcia, französische Künstlerin (* 1821)
- 22. Mai: Jules Renard, französischer Schriftsteller (* 1864)

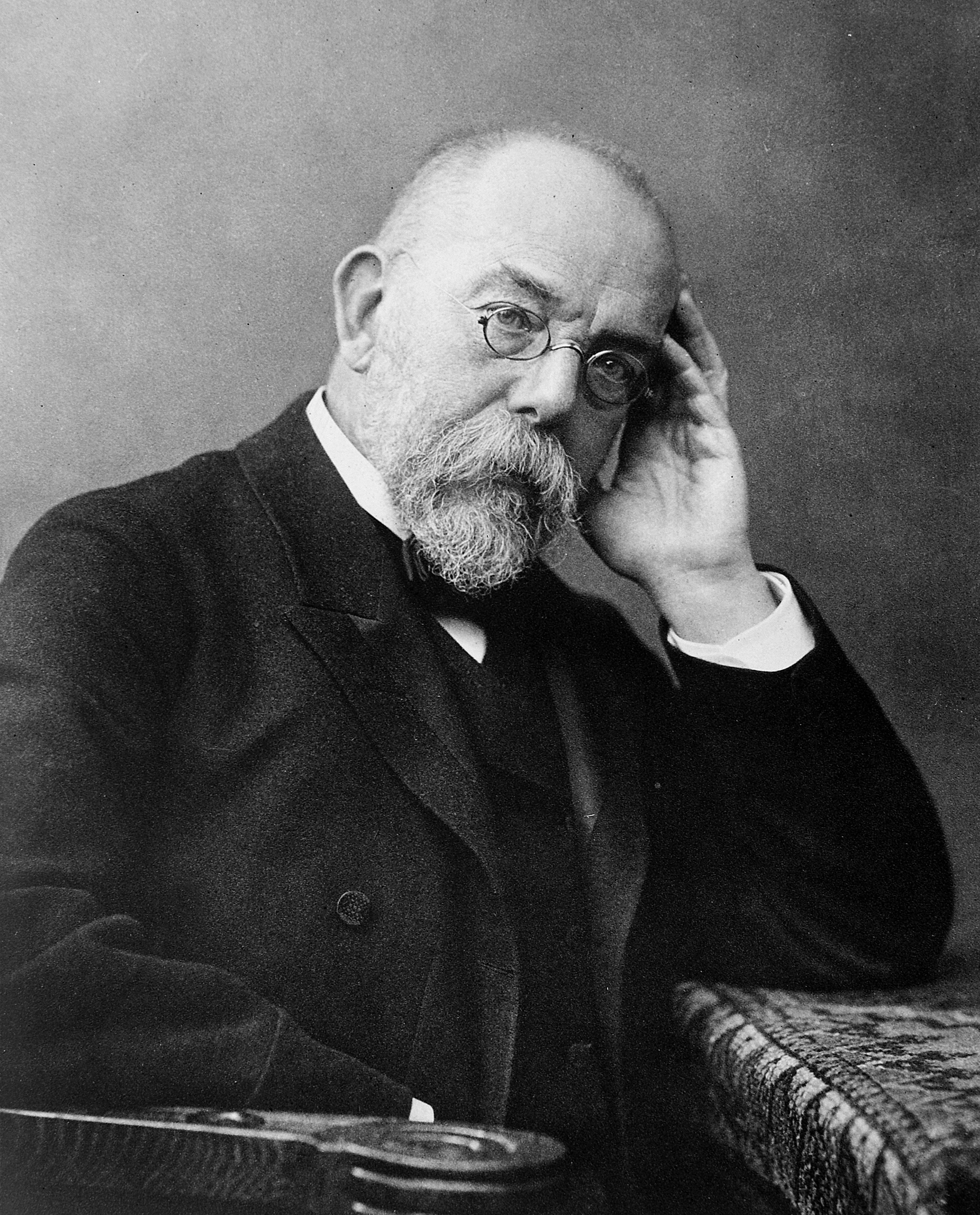
Robert Koch

- 27. Mai: Robert Koch, deutscher Bakteriologe und Nobelpreisträger (* 1843)
- 28. Mai: Kálmán Mikszáth, ungarischer Schriftsteller (* 1847)
- 28. Mai: Emil Zuckerkandl, österreichischer Mediziner (* 1849)
- 29. Mai: Mili Alexejewitsch Balakirew, russischer Komponist, Pianist und Dirigent (* 1837)
- 31. Mai: Elizabeth Blackwell, erste Ärztin mit Hochschulabschluss (* 1821)
- 02. Juni: Eduard Locher, Schweizer Ingenieur, Erfinder und freier Unternehmer (* 1840)
- 03. Juni: Julius Wolff, deutscher Dichter und Schriftsteller (* 1834)
- 05. Juni: O. Henry, US-amerikanischer Schriftsteller (* 1862)
- 25. Juni: Hugo Erdmann, deutscher Chemiker (* 1862)
- 28. Juni: Samuel D. McEnery, US-amerikanischer Politiker (* 1837)
- 29. Juni: John W. Daniel, US-amerikanischer Politiker (* 1842)
- 29. Juni: Ferdinand d’Orléans, duc d’Alençon, französischer Adeliger (* 1844)
- 29. Juni: Wilhelm Spemann, deutscher Verleger (* 1844)

### Juli/August
- 01. Juli: Max Honsell, Wasserbauingenieur und Professor in Karlsruhe (* 1843)
- 04. Juli: John Wilbur Atwater, US-amerikanischer Politiker (* 1840)
- 04. Juli: Melville W. Fuller, oberster Richter der USA (* 1833)
- 04. Juli: Giovanni Schiaparelli, italienischer Astronom (* 1835)
- 04. Juli: Louis-Albert Bourgault-Ducoudray, französischer Komponist (* 1840)
- 07. Juli: Joseph Blötzer, Schweizer Jesuit und Historiker (* 1849)
- 08. Juli: Alexander Burgener, Schweizer Bergführer, Erstbesteiger zahlreicher Gipfel (* 1845)

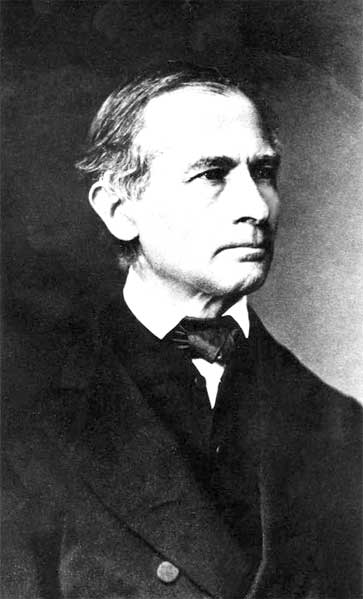
Johann Gottfried Galle, 1880

- 10. Juli: Johann Gottfried Galle, deutscher Astronom (* 1812)
- 12. Juli: Charles Stewart Rolls, Mitgründer des Automobil-Unternehmens Rolls-Royce (* 1877)
- 13. Juli: Oskar Erbslöh, deutscher Luftfahrtpionier (* 1879)
- 16. Juli: Albert Samuel Anker, Schweizer Maler, Grafiker und Genremaler (* 1831)
- 17. Juli: Aleksandar Bogoridi, Phanariot, Aktivist der Bulgarischen Nationalen Wiedergeburt (* 1822)
- 21. Juli: Johan Peter Selmer, norwegischer Komponist (* 1844)
- 23. Juli: Henry Harrison Aplin, US-amerikanischer Politiker (* 1841)
- 24. Juli: Adolf August Winkelmann, deutscher Physiker (* 1848)
- 05. August: Julius Peter Christian Petersen, dänischer Mathematiker (* 1839)
- 08. August: Rudolf Epp, deutscher Maler des Realismus (* 1834)
- 10. August: Friedrich Carl Glaser, deutscher Ingenieur (* 1843)
- 12. August: Adolf Michaelis, deutscher Archäologe (* 1835)

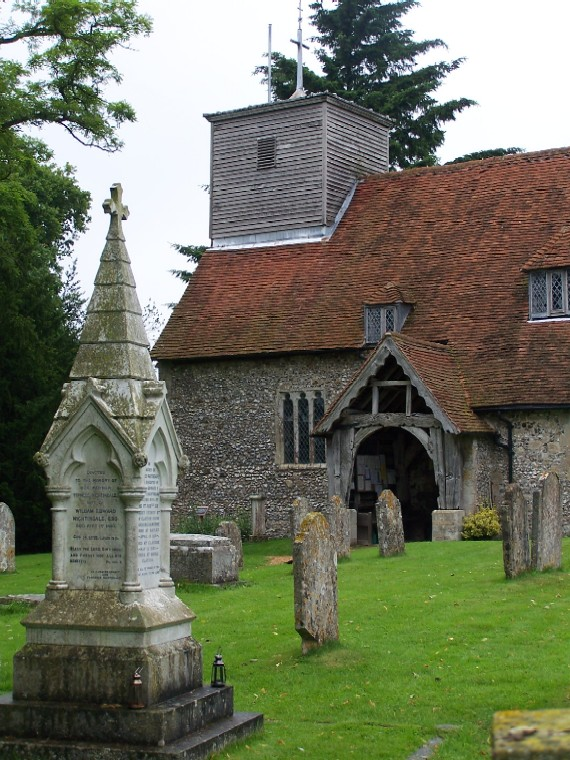
Das Grab Florence Nightingales

- 13. August: Florence Nightingale, englische Krankenpflegerin und Erfinderin des Kriegslazaretts (* 1820)
- 14. August: Emilio Censi, Schweizer Jurist und Politiker (* 1837)
- 16. August: Charles Lenepveu, französischer Komponist und Musikpädagoge (* 1840)
- 16. August: Pedro Montt Montt, chilenischer Politiker (* 1849)
- 17. August: Julian Treumann, deutscher Chemiker (* 1841)
- 20. August: Henning August von Arnim-Schlagenthin, deutscher Graf (* 1851)
- 20. August: Otto Piltz, deutscher Maler (* 1846)
- 20. August: August Robert Wolff, polnischer Verleger und Buchhändler (* 1833)
- 21. August: Gustave Moynier, Schweizer Jurist, Mitbegründer des Internationalen Komitees der Hilfsgesellschaften für die Verwundetenpflege (* 1826)
- 21. August: Bertalan Székely, ungarischer Maler (* 1835)
- 24. August: Wilkinson Call, US-amerikanischer Politiker (* 1834)
- 26. August: William James, US-amerikanischer Psychologe und Philosoph (* 1842)

### September/Oktober
- 01. September: Alexander Saizew, russischer Chemiker (* 1841)
- 02. September: Henri Rousseau, französischer Maler (* 1844)
- 06. September: Elías Fernández Albano, chilenischer Politiker (* 1845)
- 06. September: Franz Schauerte, deutscher römisch-katholischer Priester und Autor (* 1848)
- 07. September: Emily Blackwell, US-amerikanische Ärztin und Frauenrechtlerin (* 1826)
- 07. September: William Holman Hunt, britischer Maler (* 1827)
- 07. September: August Plüss, Schweizer Archivar und Historiker (* 1871)
- 09. September: Richard von Heydebreck, preußischer Generalmajor (* 1836)
- 11. September: Heinrich Caro, deutscher Chemiker (* 1834)
- 16. September: Giosuè Giuppone, italienischer Bahnradsportler, Motorrad- sowie Automobilrennfahrer und Weltrekordler (* 1878)
- 20. September: Josef Kainz, österreichischer Schauspieler (* 1858)
- 22. September: Ali Reza Khan Azod al Molk, Regent von Iran (* 1822)
- 02. Oktober: Karl August Fürchtegott Leberecht Arendt, deutscher Politiker (* 1837)
- 02. Oktober: Heinrich XXIV. Reuß zu Köstritz, deutscher Komponist und Paragiatsherr von Reuß-Köstritz (* 1855)
- 03. Oktober: Melchior Treub, niederländischer Botaniker (* 1851)
- 08. Oktober: Maria Konopnicka, polnische Dichterin (* 1842)
- 11. Oktober: Felicjan Faleński, polnischer Schriftsteller (* 1825)
- 14. Oktober: Rudolf Lindau, deutscher Schriftsteller und Diplomat (* 1829)
- 17. Oktober: Kurd Laßwitz, deutscher Schriftsteller und Philosoph (* 1848)
- 18. Oktober: Alfons Auer, deutscher Politiker (* 1857)
- 19. Oktober: Luigi Lucheni, italienischer Anarchist, Mörder von Kaiserin Elisabeth (* 1873)
- 20. Oktober: Gustav Hartmann, deutscher Unternehmer (* 1842)
- 22. Oktober: Paul Brandt, Schweizer evangelischer Geistlicher, Redakteur, Gewerkschafter und Politiker (* 1852)
- 23. Oktober: Chulalongkorn, König von Siam (* 1853)
- 23. Oktober: Ferdinand Lachner, tschechischer Geiger und Musikpädagoge (* 1856)
- 25. Oktober: William Law Anderson, US-amerikanischer Profigolfer (* 1879)
- 26. Oktober: Allen Candler, US-amerikanischer Politiker (* 1834)

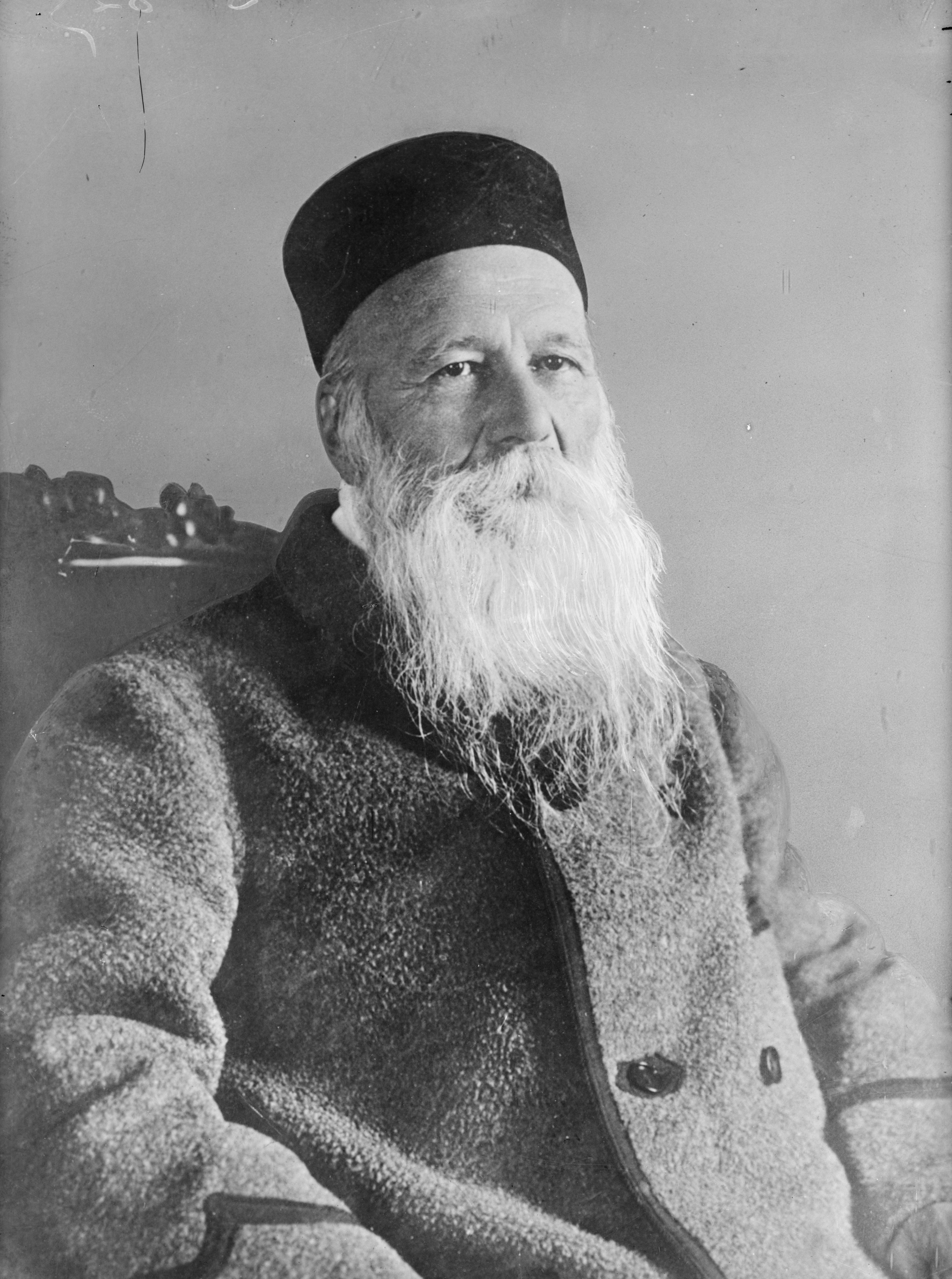
Henry Dunant

- 30. Oktober: Henry Dunant, Gründer des Internationalen Komitees vom Roten Kreuz (* 1828)

### November/Dezember
- 01. November: Simon Aichner, österreichischer Fürstbischof von Brixen (* 1816)
- 02. November: Gustav Casmir, deutscher Fechter (* 1872)
- 02. November: Heinrich Ernst Stötzner, deutscher Pädagoge (* 1832)
- 04. November: Karl Arnau, österreichischer Schauspieler (* 1843)
- 06. November: Giuseppe Cesare Abba, italienischer Schriftsteller und Freiheitskämpfer (* 1838)
- 08. November: Dominik Avanzo, deutsch-österreichischer Architekt (* 1845)
- 10. November: Charles Gilibert, französischer Sänger (* 1866)
- 13. November: Alexander S. Clay, US-amerikanischer Politiker (* 1853)
- 13. November: Louis Nels, deutscher Kolonialbeamter (* 1855)
- 15. November: Emmanuel Pettavel, Schweizer evangelischer Geistlicher und Hochschullehrer (* 1836)
- 15. November: Wilhelm Raabe, deutscher Erzähler (* 1831)
- 15. November: Emil Schreiner, norwegischer Altphilologe (* 1831)
- 19. November: Rudolph Fittig, deutscher Chemiker (* 1835)

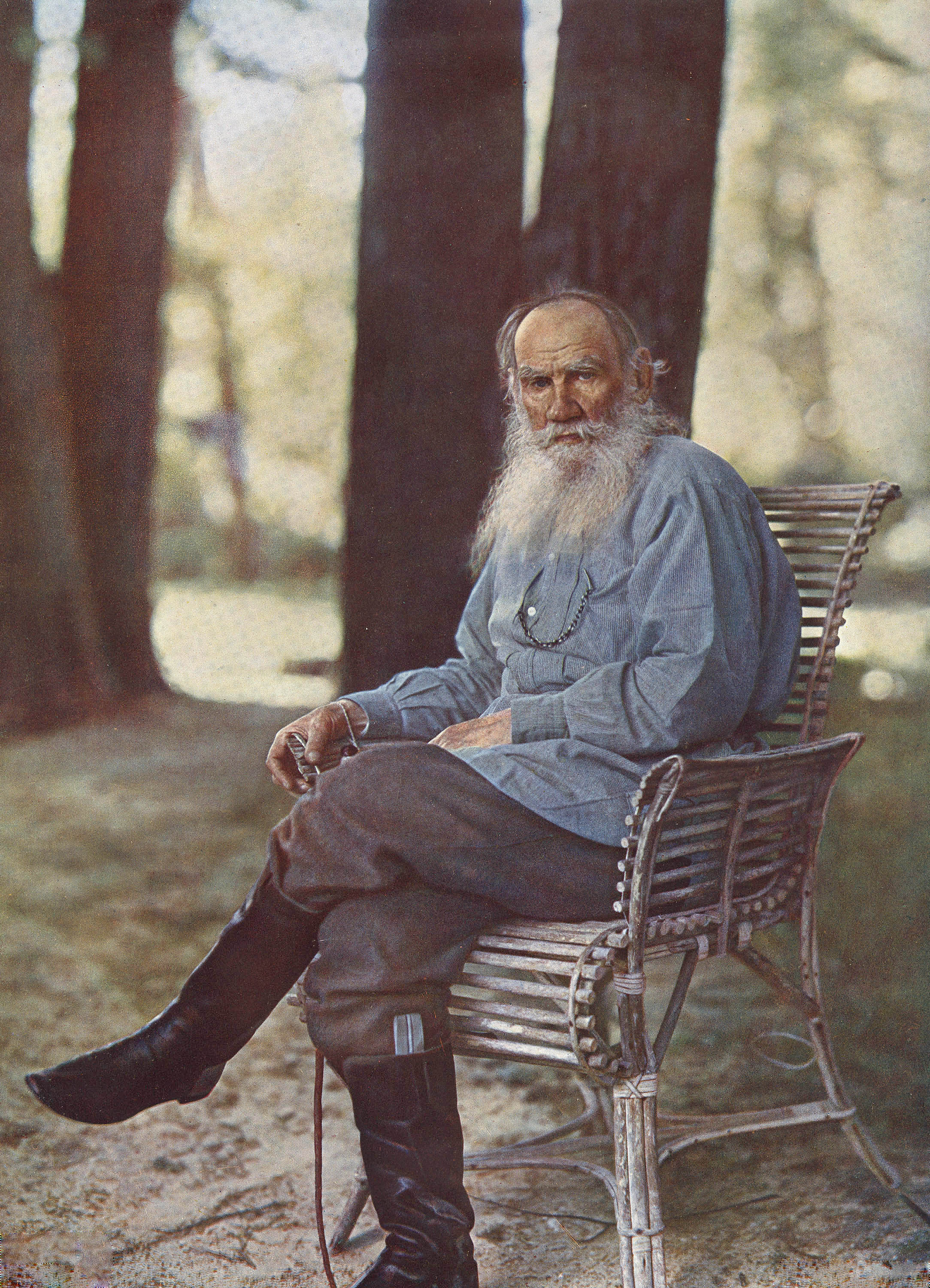
Lew Tolstoi, 1908

- 20. November: Lew Tolstoi, russischer Schriftsteller (* 1828)
- 23. November: Johan Alfred Andersson Ander, schwedischer Krimineller (* 1873)
- 23. November: Octave Chanute, US-amerikanischer Eisenbahningenieur und Luftfahrt-Pionier (* 1832)
- 23. November: Hawley Crippen, US-amerikanischer Arzt und Mörder (* 1862)
- 28. November: Emilie Wiede-Focking, deutsche Medizinerin (* 1837)
- 01. Dezember: Gustav Adolf von Götzen, deutscher Offizier und Afrikaforscher (* 1866)
- 03. Dezember: Mary Baker Eddy, US-amerikanische Autorin und Religionsgründerin (* 1821)
- 05. Dezember: Alfred Cumming, Brigadegeneral des konföderierten Heeres während des Sezessionskrieges (* 1829)
- 10. Dezember: Édouard-Adolphe Cantel, französischer Geistlicher und römisch-katholischer Bischof von Oran (* 1836)
- 12. Dezember: Georg von Schleinitz, deutscher Marineoffizier (* 1834)
- 14. Dezember: Henri Gonin, Schweizer evangelischer Missionar (* 1837)
- 15. Dezember: Edmund Friedrich von Autenrieth, deutscher Bauingenieur und Hochschullehrer (* 1842)
- 16. Dezember: Hans Dominik, deutscher Offizier (* 1870)
- 17. Dezember: Max Wilhelm Meyer, deutscher Astronom, Naturforscher und Schriftsteller (* 1853)
- 19. Dezember: Hermann Theodor Waldemar Atzpodien, deutscher Politiker (* 1834)
- 25. Dezember: Richard Bartmuß, deutscher Komponist (* 1859)

### Genaues Todesdatum unbekannt
- Oltmann Johann Dietrich Ahlers, deutscher Reedereidirektor (* 1848)
- Simon Arzt, ägyptischer Zigarettenfabrikant und Kaufmann (* 1814)
- Marina Krebs, deutsche Schriftstellerin (* 1838)
- Carlo Maserati, italienischer Ingenieur, Motorrad- und Automobilrennfahrer (* 1881)
- Camillo Ehregott Zschille, deutscher Zeichner (* 1847)